# Geschichte der Stadt Mainz

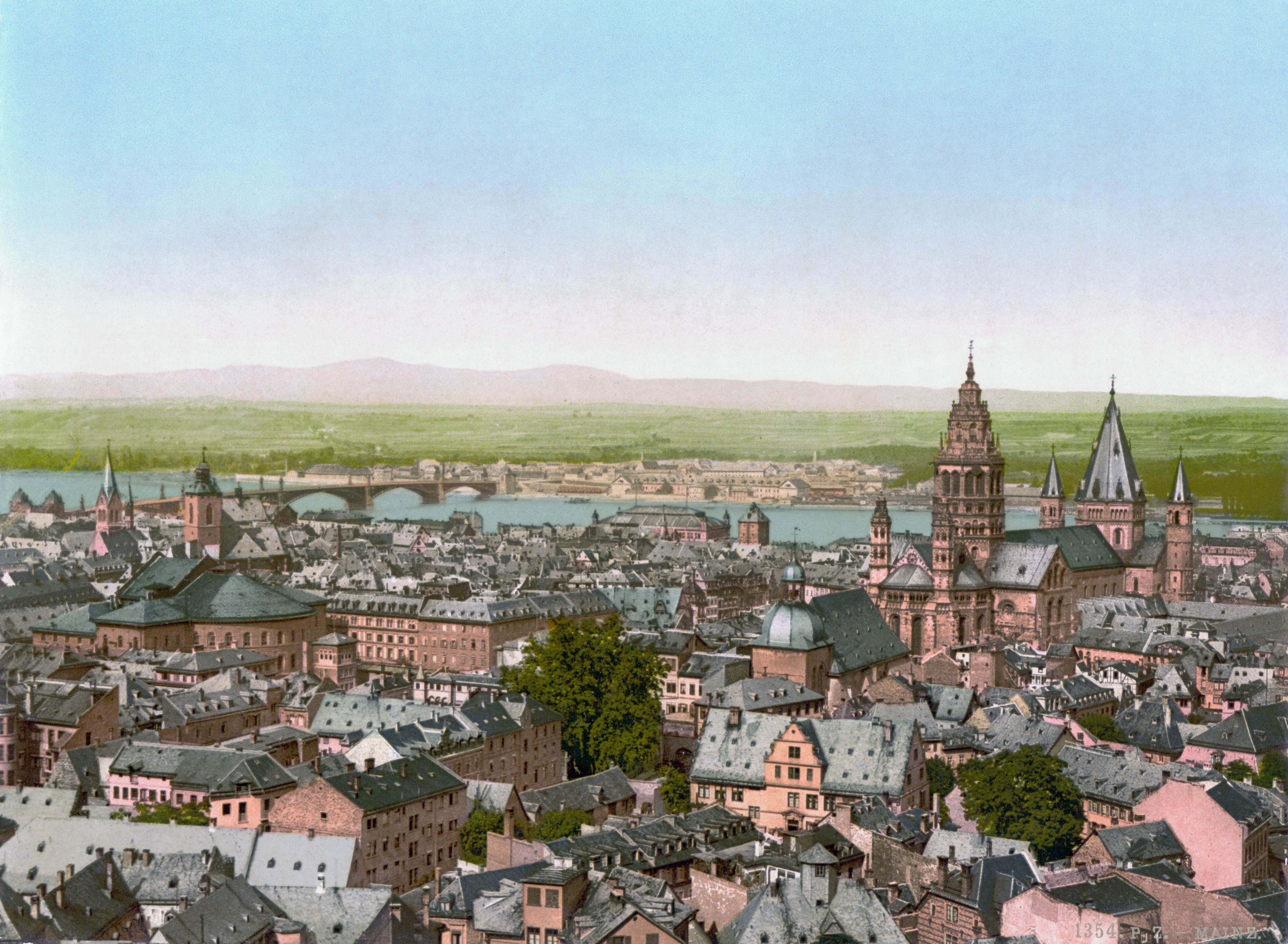
Stadtansicht um 1900

Karte der Stadt Mainz um 1844. Lithografie von J. Lehnhardt

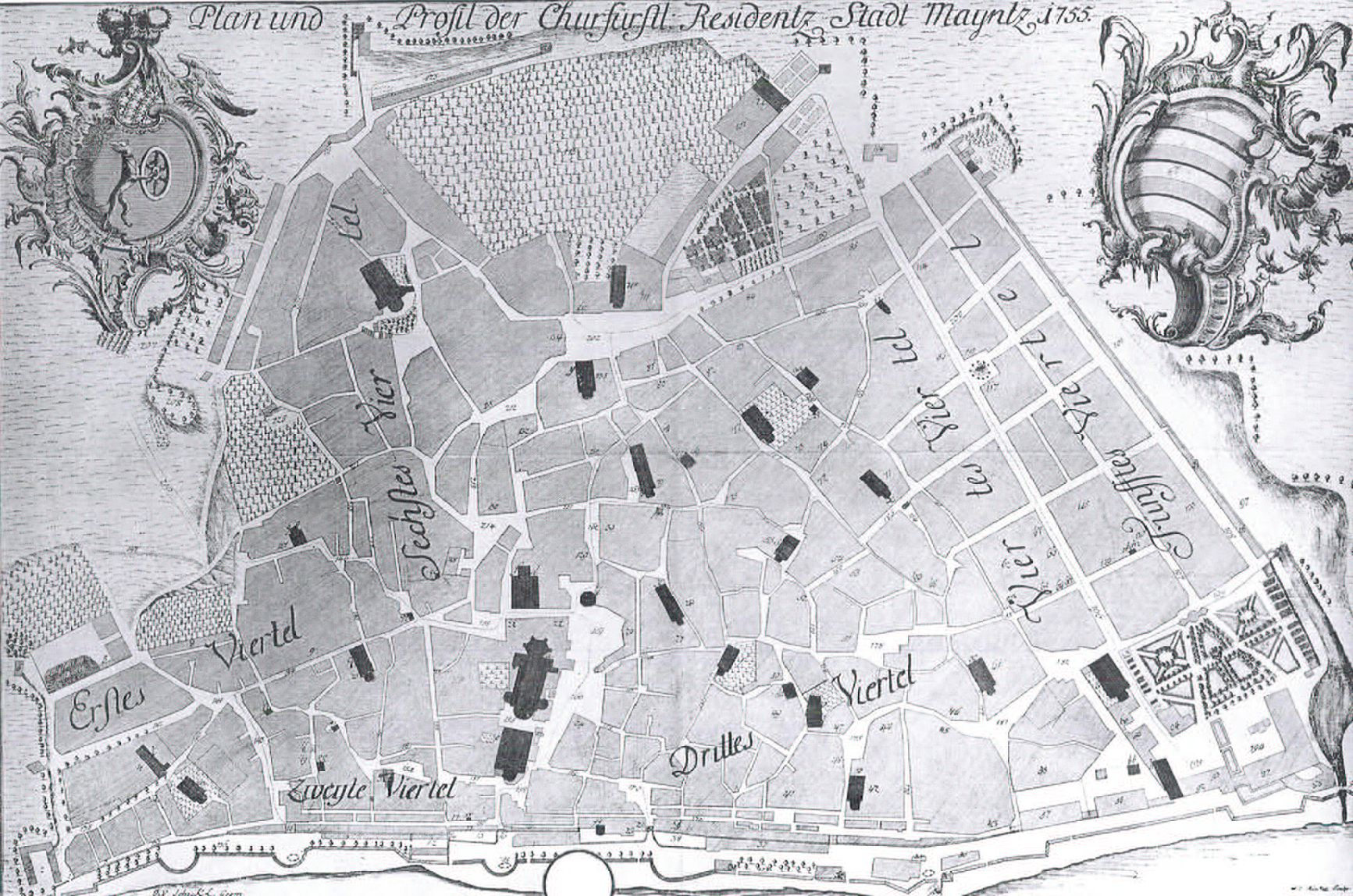
Mainz zur Zeit des Kurfürsten Johann Friedrich Karl von Ostein

Mainz in einer alten Stadtansicht von 1565 (F. Behem)

Die Stadt Mainz ist römischen Ursprungs und kann auf eine über 2000-jährige Geschichte zurückblicken. Als römisches Legionslager Mogontiacum gegründet, war die Stadt später Hauptstadt der Provinz Germania superior und von 780/82 bis 1803 Erzbischofssitz. Ihre Blüte erlebte die Stadt in der Zeit von 1244 bis 1462, als sie Freie Stadt war. Danach wurde ihre Geschichte bis zum Ende des 18. Jahrhunderts durch die Kurfürsten und Erzbischöfe von Mainz bestimmt, die in der Stadt residierten. Nach dem Ende dieser Ära verlor die Stadt Mainz in der Zeit als Bundesfestung weitgehend ihre Bedeutung, während die Bedeutung als Festung stieg. 1946 wurde Mainz Landeshauptstadt von Rheinland-Pfalz.

## Vorgeschichte
Schon für die Zeit vor 20.000 bis 25.000 Jahren ist menschliches Leben in der Gegend des heutigen Mainz bezeugt. 1921 wurde auf dem Mainzer Linsenberg ein Rastplatz von Jägern freigelegt, der aus der letzten Eiszeit stammt und als bedeutendes Relikt Eingang in die Fachliteratur gefunden hat. Dieser ist die älteste Spur menschlichen Lebens auf dem Mainzer Stadtgebiet.
Bedingt durch den Rhein, der von Anfang an die Lebensader der Stadt war, fand nach Ende der Steinzeit vor allem gegen 1800 v. Chr. ein reiches Kultur- und Völkerleben im heutigen Mainzer Raum statt, das sich über die Bronzezeit durch alle Epochen zieht.
In der zweiten Hälfte des 1. Jahrtausends v. Chr. waren die Kelten die bestimmende Macht am Oberrhein. Sie besiedelten auch den Mainzer Raum und nannten diese Siedlung, die mit dem Stadtbegriff jedoch nicht vergleichbar ist, nach einem ihrer Götter namens Mogon. Aus dieser Bezeichnung leiteten die später eintreffenden Römer den Stadtnamen Mogontiacum ab, den erstmals Tacitus erwähnte.
75 v. Chr. kamen schließlich die Germanen unter der Führung von Ariovist in die Nähe von Mainz, wo sie den Rhein in Richtung Gallien überschritten. Die bis dahin am Mittelrhein lebenden Kelten wurden zurückgedrängt, wobei in der Mainzer Gegend, die zum äußersten Einflussbereich des Stammes der keltischen Treverer gehörte, der Anteil der keltischen Bevölkerung bis zur Ankunft der Römer nachweislich relativ intakt blieb.
Nach dem Gallischen Krieg, der mit der Schlacht um Alesia 52 v. Chr. endete, orientierte sich das Imperium Romanum unter Julius Caesar und später Augustus Richtung Rhein und Germanien. Die Römer eroberten zunächst die linksrheinischen Gebiete, um von dort aus das rechtsrheinische Germanien (Germania Magna) zu unterwerfen. Eines der Lager, das im Zuge dieses Planes am Rhein errichtet wurde, war das 13/12 v. Chr. von Nero Claudius Drusus angelegte spätere Mogontiacum. Die Stadt gehört somit zu den ältesten Städten in Deutschland.

## Römische Zeit
Mogontiacum gehörte fast 500 Jahre zum Römischen Reich. Ein früher angegebenes Gründungsdatum des Legionslagers 38 v. Chr. ist archäologisch nicht nachweisbar und heute nicht mehr haltbar. Dennoch wurde es noch 1962 offiziell zum Anlass der Zweitausendjahrfeier genommen. Der sicher datierte Beginn der römischen Geschichte von Mainz wird auf das Jahr 13/12 v. Chr. gelegt. Im Zuge der Expansionspolitik des römischen Reiches Richtung Germanien kam es (spätestens) zu diesem Zeitpunkt zur Gründung eines Legionslagers an der Mainmündung bei Mainz sowie einer ständigen Etablierung der römischen Herrschaft bis zum Rhein. Dafür verantwortlich war – bis zu seinem Tode im Jahre 9 v. Chr. – Nero Claudius Drusus.

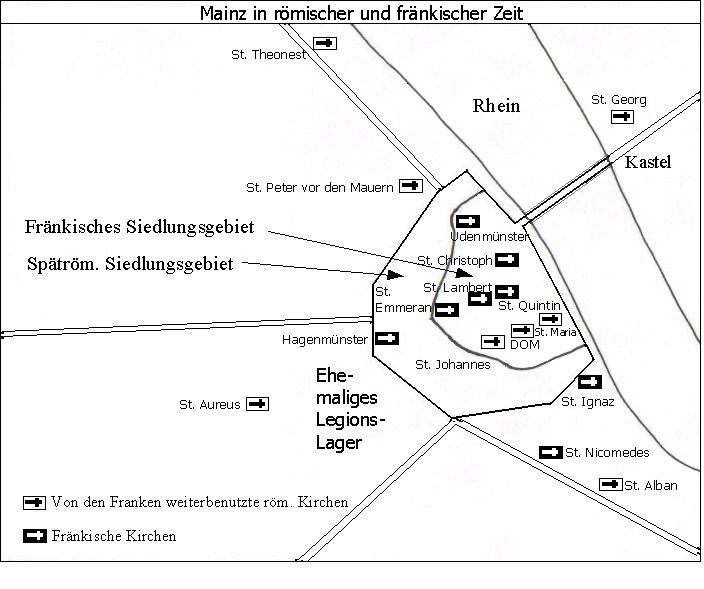
Karte von Mainz in römischer und fränkischer Zeit

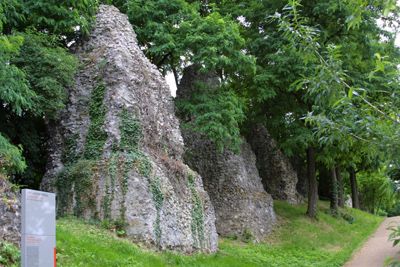
Reste des römischen Mainz: Die „Römersteine“, Überbleibsel der antiken Wasserversorgung

Im Lager waren bis zum Jahr 90 n. Chr. ständig erst zwei (beginnend mit der 14. Legion Gemina und der 16. Legion Gallica), später eine Legion (22. Legion Primigenia Pia Fidelis, die Mainzer „Hauslegion“ bis zur Mitte des 4. Jahrhunderts n. Chr.) stationiert. In Vorbereitungen zu diversen Feldzügen nach Germanien waren zeitweilig sogar bis zu vier Legionen sowie Auxiliartruppen in Mainz stationiert. Ein Teil dieser zusätzlichen Truppen wurde in einem zweiten großen Militärlager, das bis zum Ende des 1. Jahrhunderts n. Chr. bestand, untergebracht. Es lag bei Weisenau auf dem Gelände des heutigen Steinbruchs und ist archäologisch nicht mehr nachweisbar. Dadurch zog der Militärstützpunkt Mogontiacum auch Händler, Handwerker und Wirtsleute an. Die um das Lager lebenden Menschen hatten jedoch keine Bürgerrechte und waren vom Standortkommandanten abhängig. Das Hauptlager, an das noch der heutige Stadtteilname Kästrich (Castrum) erinnert, war wie die übrigen Römerlager aufgebaut: Zwei sich kreuzende Straßen (Via praetoria, Via principalis, Via decumana) mit vier Toren (Porta praetoria, Porta decumana, Porta principalis dextra, Porta principalis sinistra).
Nach dem Desaster in der Varusschlacht 9 n. Chr. wurde der Rhein zwischenzeitlich zum Grenzfluss zwischen Germanien und dem Imperium. 89 n. Chr., nach der Niederschlagung des Saturninus-Aufstands, wurde die Stadt zusätzlich zu ihrer militärischen Funktion als wichtigstes Heerlager an der Rheingrenze auch zum zivilen Verwaltungszentrum und zur Hauptstadt der neugebildeten Provinz Germania superior (Obergermanien). Die Provinz reichte vom Oberrhein bis nach Koblenz, das damals Confluentes hieß. Nördlich davon lag die Provinz Germania inferior mit Colonia Claudia Ara Agrippinensium (Köln) als Provinzhauptstadt. Ein umfassendes Bauprogramm speziell des flavischen Kaiserhauses (Ausbau des Legionslagers in Stein, Aquäduktbau, dauerhafte Pfahlrostbrücke mit massiven Steinpfeilern) sowie die Eroberung der Wetterau und der Beginn des Limesbaues dort kennzeichneten die Entwicklung von Moguntiacum im 1. Jahrhundert n. Chr.

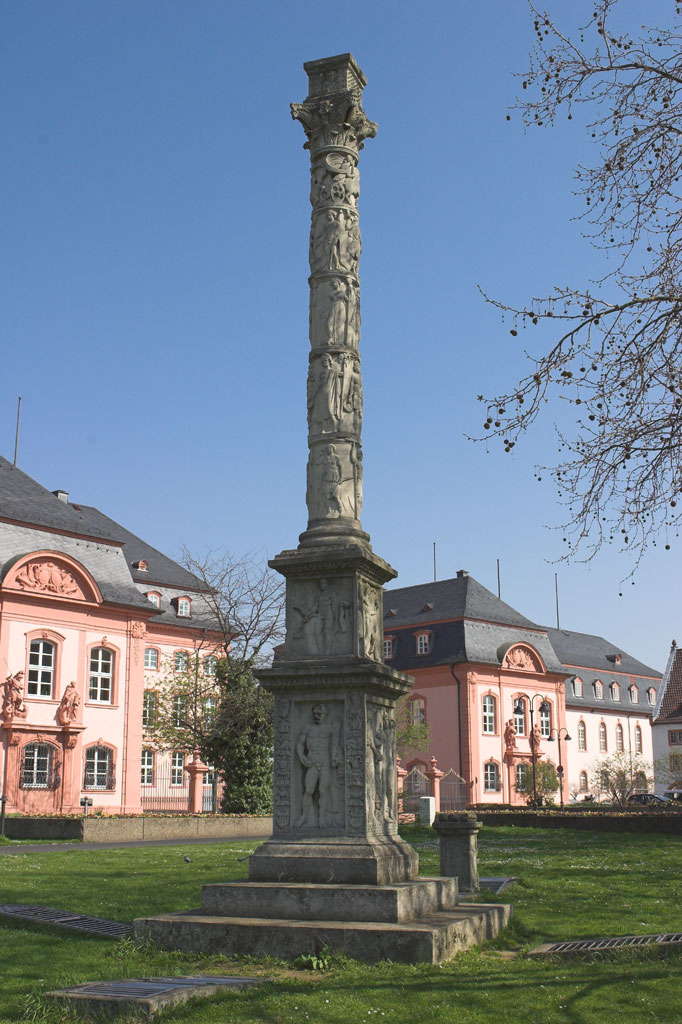
Jupitersäule vor dem Mainzer Landtag

In der Folgezeit blühte Mainz auf, erreichte aber als Zivilsiedlung nie den Status von Köln oder Trier. Händlerstraßen, zum Beispiel nach Divodurum (Metz), machten die Stadt wohlhabend. Stadt und Umland wurden jedoch ab dem Ende des 2. Jahrhunderts n. Chr. immer häufiger von einfallenden Stämmen wie den Chatten, Alamannen und den Vandalen bedroht, vor allem nach dem Fall des Limes 258 n. Chr.
Dies führte 259/260 n. Chr. zum Verlust des rechtsrheinischen Limesgebietes, Mogontiacum wurde wieder Grenzstadt. Im dritten und spätestens im vierten Jahrhundert hielt auch das Christentum in der Stadt Einzug. Spätestens 368 ist von der Präsenz eines Bischofs in der Stadt auszugehen (siehe auch: Geschichte des Bistums Mainz).
Im gleichen Jahrhundert trat jedoch der Verfall des Imperium Romanum immer deutlicher zutage. Vor allem die Alamannen bedrohten Mainz und besetzten 352/355 die Stadt. Weitere Einfälle sind aus den Jahren 357, 368 und 370 belegt. Julian eroberte die Stadt 357 n. Chr. nochmals von den Alamannen zurück und verstärkte die Rheinflotte in Mainz (Römerschiffe). Auch die bereits im 3. Jahrhundert n. Chr. erbaute Stadtmauer wurde nochmals in der zweiten Hälfte des 4. Jahrhunderts umgebaut und erneuert. In der Neujahrsnacht 407 eroberten die Vandalen die Stadt und zerstörten sie (siehe → Rheinübergang von 406). 451 fielen schließlich die Hunnen ein, richteten aber nach neuester Forschung keine großen Schäden in Mainz an. Die Zeit des römischen Mainz war damit aber vorbei. Die Franken übernahmen die Herrschaft und gliederten Mainz zum Ende des 5. Jahrhunderts in ihr Reich ein.

## Merowinger, Karolinger und Ottonen

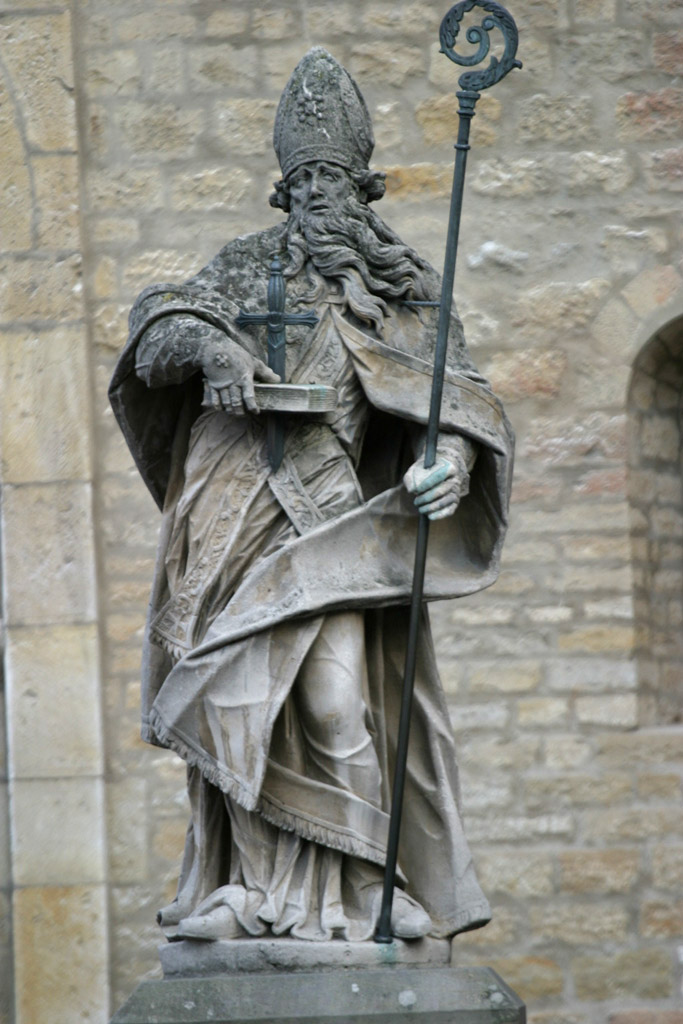
Denkmal des heiligen Bonifazius vor dem Mainzer Dom

Zwischen den Franken und den Alamannen, dem zweiten großen Volksstamm dieser Gegend, entbrannte gegen Ende des 5. Jh. ein Kampf um die Vorherrschaft über die ehemals römischen Gebiete. 496/97 ließ sich der Frankenkönig Chlodwig I. aus dem Hause der Merowinger nach einem Gelübde taufen. Chlodwig vertrieb in der Folge die Alamannen aus dem Gebiet. Er wurde König Westfrankens und Galliens, später auch des Kölner Frankenreiches, zu dem vermutlich auch Mainz gehörte. Mainz wurde so Teil eines fränkischen Großreiches und von der Grenz- zur Binnenstadt. Ab dieser Zeit, vor allem aber zur Zeit des Bischofs Sidonius (6. Jahrhundert) blühte das Christentum in der Stadt auf und es kam erstmals wieder zu Bautätigkeiten. Im 7. und 8. Jh. begann die Zeit der Mission durch Benediktinermönche aus dem angelsächsischen Gebiet. Der bedeutendste dieser Missionare war der aus Wessex stammende Missionserzbischof Bonifatius. Dieser betrieb 744 die Absetzung des wegen der Ausübung von Blutrache für unwürdig befundenen Gewiliobus und wurde selbst Bischof von Mainz, von wo aus er die Christianisierung von Hessen und dem Friesland einleitete. Unter seinem Nachfolger Lullus (Lul) wurde das Bistum um 780/782 zum Erzbistum erhoben. Die Kirche von Mainz entwickelte sich zur größten Kirchenprovinz nördlich der Alpen (siehe: Bistum Mainz), was auch die Bedeutung der Stadt an sich hervorhob.
Mit Karl dem Großen begann die große Zeit der Karolinger. Karl gründete nah bei Mainz in Ingelheim eine seiner Kaiserpfalzen. Der Fund eines karolingischen Thronfragments aus der zweiten Hälfte des 8. Jahrhunderts legt nahe, dass auch in Mainz eine Kaiserpfalz gestanden hat. Karl hielt in Mainz mehrere Versammlungen ab, eine Tradition, die noch Jahrhunderte weitergeführt wurde und 1184 unter Kaiser Friedrich I. Barbarossa ihren Höhepunkt fand. Mainz bot sich als Tagungsort an, da es mit dem Stift St. Alban vor Mainz schon früh über einen großen Kirchenbau (75 m Länge) verfügte, in dem die Versammlungen stattfinden konnten und der sich dadurch in den folgenden 200 Jahren zum geistlichen Zentrum der Diözese entwickelte. Da von Mainz seit der Zeit des Bonifatius aktiv die Christianisierung der Slawen und anderer Ostvölker betrieben wurde, entwickelte sich Mainz weiter zu einem wichtigen Knotenpunkt des Reiches. Dies galt nicht nur für politische und religiöse, sondern auch für wirtschaftliche Belange. Vor allem Kaufleute machten Mainz wohlhabend. Der Akzent blieb in der Stadtentwicklung jedoch stets auf der religiösen Bedeutung, die sich vor allem von den jeweiligen Erzbischöfen ableitete. Unter den frühen Nachfolgern des Lullus ist dabei vor allem noch der aus Mainz stammende Rabanus Maurus zu nennen, der 847 Erzbischof wurde. Sein Pontifikat war der erste Höhepunkt dieser Entwicklung zu einem bedeutenden geistlichen Zentrum.
Nach den überwundenen Einfällen der Normannen im 9. Jh. begann im 10. Jh. die Epoche, der Mainz seinen Ehrennamen Aurea Moguntia („Goldenes Mainz“) verdankt. Der Erzbischof trug von da an den Titel „Erzbischof des Heiligen Stuhles von Mainz“, ein besonderer Ehrentitel, den heute neben Mainz nur noch der Stuhl von Rom innehat. Mainz wurde Sitz des Stellvertreters des Papstes jenseits der Alpen.

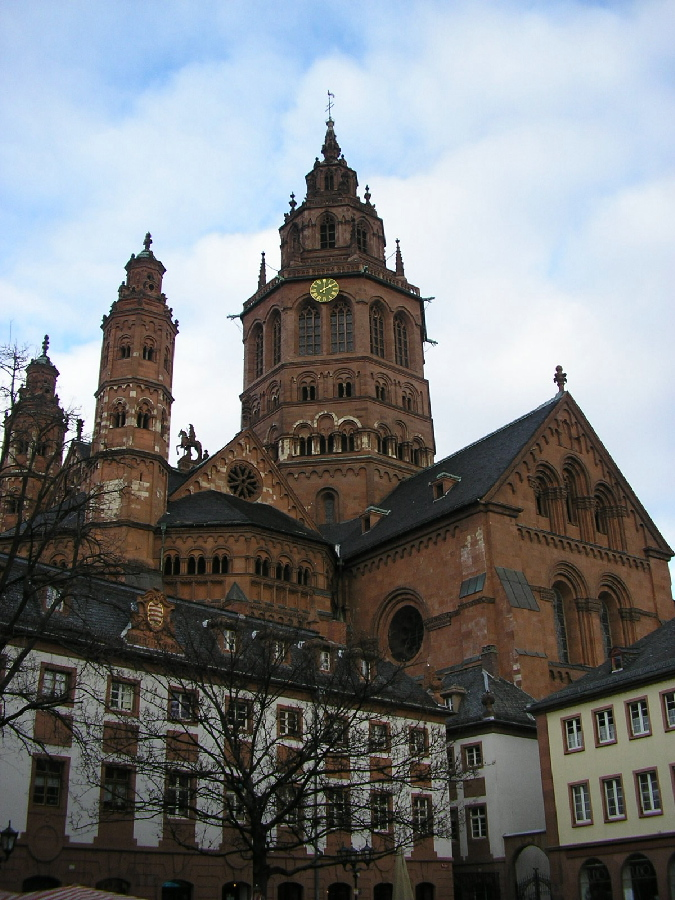
Mainzer Dom, 2005

975 wurde mit Willigis der bedeutendste Kirchenmann dieser Zeit Erzbischof. Er wurde Reichserzkanzler des Heiligen Römischen Reiches Deutscher Nation und verband diese Würde auf Dauer mit dem Erzstuhl von Mainz. Er war eine Schlüsselfigur in der Zeit der Ottonen, deren Reichskirchensystem die Kirchenprovinzen und ihre Oberhirten förderte. Von 991 bis 994 war Willigis als Vormund des minderjährigen Otto III. Reichsverweser und vereinte höchste weltliche und geistliche Macht in Mainz; die daraus folgenden Tributzahlungen machten Mainz zu einem der reichsten Bistümer seiner Zeit. Willigis ließ überdies den großen romanischen Dom errichten, der als Manifestation seines Selbstverständnisses Staatsdom des Reiches werden sollte. Bis heute prägt er Stadtbild und Stadtplanung. Mainz wird in historischen Schriften dieser Zeit als Diadema regni („Krone des Reiches“) und Aureum caput regni („Goldenes Haupt des Reiches“) bezeichnet.
Mit Erzbischof Willigis fand eine schon im frühen 9. Jahrhundert begonnene Entwicklung ihren Abschluss, die den Mainzer Erzbischof zum Oberhaupt der Stadt machte. Er setzte einen Stadtgrafen (später Burggrafen) ein, der für ihn die Stadt verwaltete. Mainz wurde erzbischöfliche Metropole und blieb es mit Unterbrechung von 1244 bis 1462 bis zum Ende des Heiligen Römischen Reiches.

## Hochmittelalter

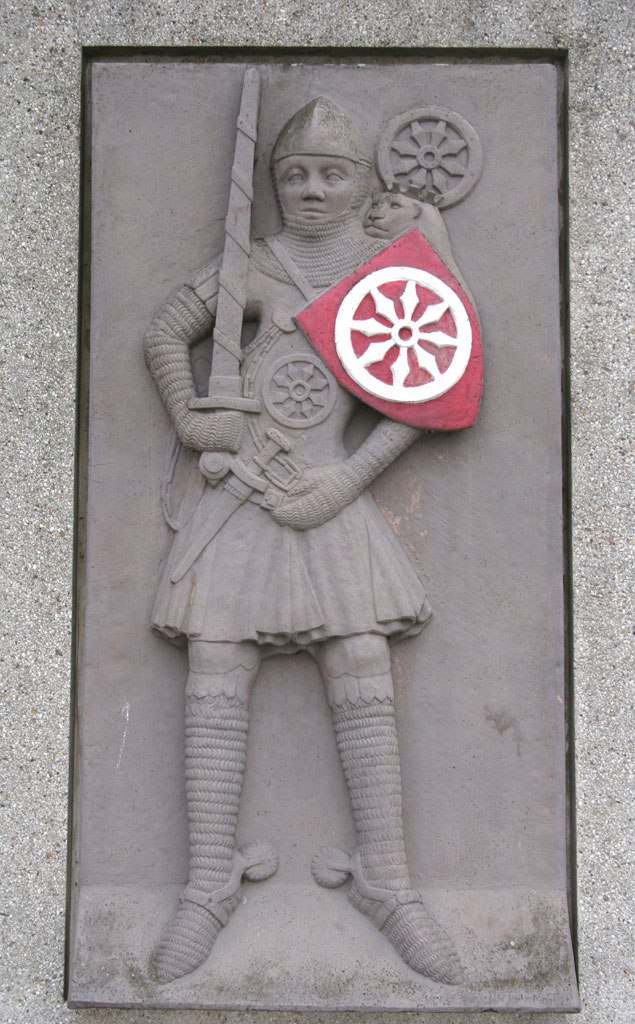
Darstellung des Kurfürsten von Mainz – aus dem Skulpturenzyklus des ehemaligen gotischen Kaufhauses „Am Brand“

Die Erzkanzlerwürde des jeweiligen Erzbischofs und dessen Recht zur Königswahl machten Mainz zu einem der Hauptorte des Heiligen Römischen Reiches und zu einem Brennpunkt der Reichspolitik. Dies setzte sich insbesondere im hohen Mittelalter fort. Erzbischof Adalbert I. von Saarbrücken besaß genug Macht, um 1125 das Königswahlrecht zu reformieren. Von diesem Zeitpunkt an sollten nicht mehr alle Fürsten an der Wahl teilnehmen, sondern nur noch zehn aus den vier Provinzen Franken, Sachsen, Schwaben und Bayern. 1257 wurde diese Zahl auf sieben reduziert, eine Regelung, die mit einer kleinen Änderung (Übertragung der Kur der Pfalzgrafen auf den Herzog von Bayern, später Schaffung eine achten Kur für den Pfalzgrafen) bis zum Ende des Heiligen Römischen Reiches Deutscher Nation Bestand haben sollte. Einer von ihnen war der Erzbischof von Mainz, der sich daher auch Kurfürst nennen durfte. Dies darf als eigentlicher Beginn der kurmainzischen Geschichte angesehen werden.

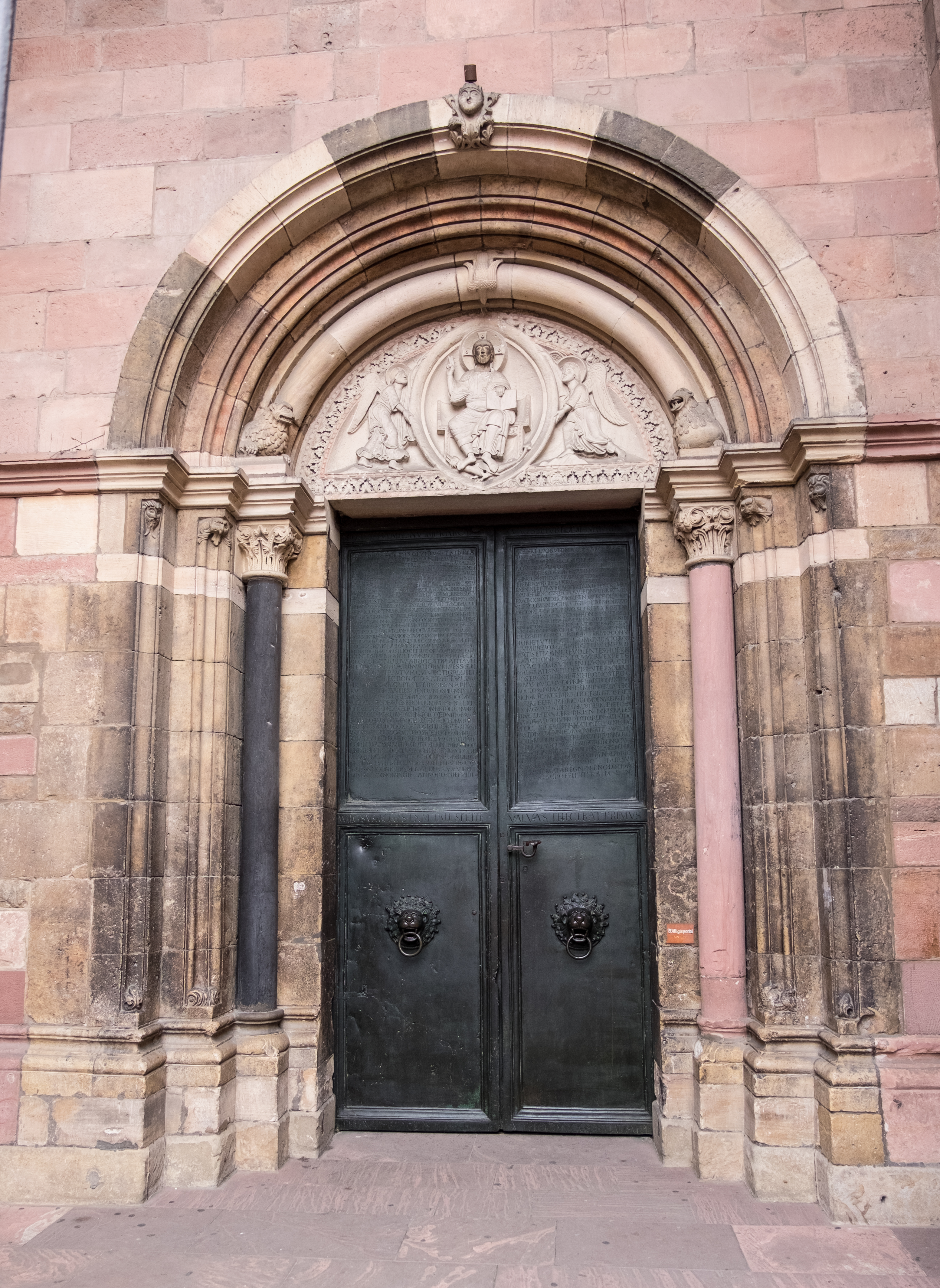
Bronzetüren des Doms, in die oberen beiden Felder sind die von Adalbert verliehenen Bürgerrechte eingeschrieben.

Adalbert verlieh den innerhalb der Mauern lebenden Mainzern zudem erstmals spezielle Bürgerrechte, insbesondere die Unabhängigkeit von auswärtigen Gerichtsbarkeiten und das Privileg, keine Abgaben an auswärtige Vögte bezahlen zu müssen. Diese Rechtserklärung wurde später jedermann zugänglich in die Bronzetore des Doms eingemeißelt. Die Privilegien gingen jedoch 1160 wieder verloren, als Mainzer Bürger wegen einer Steuerstreitigkeit Erzbischof Arnold von Selenhofen erschlugen. Kaiser Friedrich I. Barbarossa ließ deswegen zusätzlich die Stadtmauern schleifen. Doch schon 1184, zur Schwertleite seiner Söhne und 1188 kehrte Friedrich I. nach Mainz zurück, um auf dem so genannten Hoftag Jesu Christi zu einem neuen Kreuzzug aufzubrechen. Besonders unter den Erzbischöfen von Eppstein (ab 1208) entwickelte sich Mainz schon bald wieder zu einem wichtigen Zentrum des Reiches. 1212 krönte Siegfried II. von Eppstein den bedeutendsten Staufer Friedrich II. im Mainzer Dom zum König. Mit der Zeit der Erzbischöfe von Eppstein fiel auch eine besonders geförderte Bauleistung an der Stadtbefestigung zusammen.
Schon 1235 fand die Tradition der Hof- und Reichstage in Mainz ihre Fortsetzung und ihren letzten Höhepunkt: Friedrich II. eröffnete in der Stadt am 15. August den Reichstag, auf dem der Reichslandfriede (Mainzer Landfrieden) erlassen wurde.

### Judenverfolgungen
Im Umfeld der Kreuzzüge fanden auch in Mainz, jüdisch-hebräische Bezeichnung „Magenza“, Angriffe auf Juden und Pogrome statt. Besonders furchtbar war das Pogrom von 1096. Im Vorfeld des Dritten Kreuzzuges kam es im Februar 1188 auch in Mainz zu gewalttätigen Ausschreitungen gegen die jüdische Bevölkerung. Ein Großteil der jüdischen Gemeinde floh zur Burg Münzenberg in der Wetterau, damals im Besitz der Ministerialenfamilie von Hagen-Münzenberg. Die jüdische Gemeinde erholte sich jedoch erst im späten Mittelalter wieder vollständig von diesen Pogromen.

### Pfingstfest Kaiser Barbarossas 1184

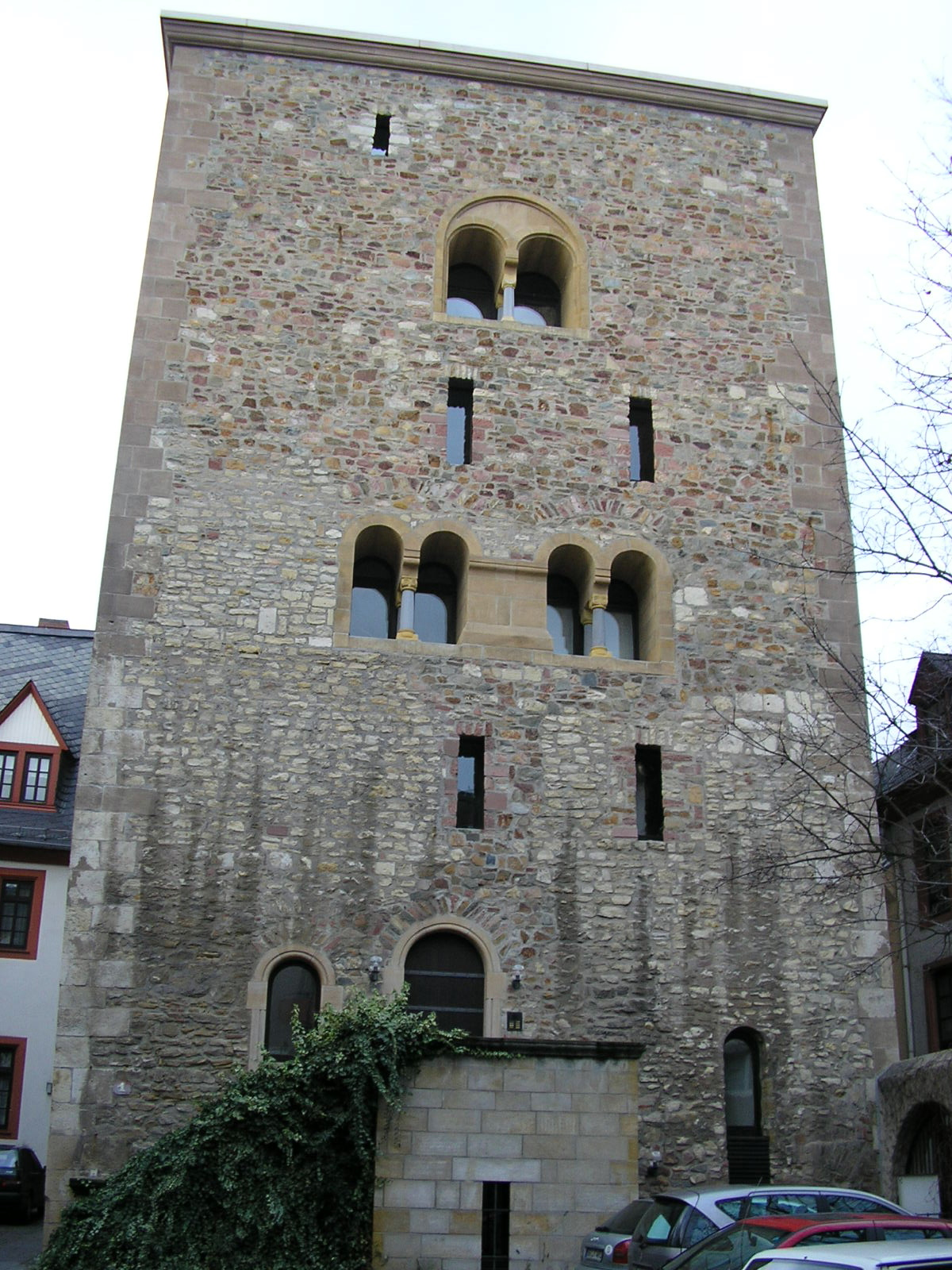
Haus zum Stein, im Kern das älteste Wohnhaus der Stadt. Der Bau diente als Wehrturm und wurde im Laufe der Jahrhunderte mehrmals verändert, wobei seine Außenmauern aber immer erhalten blieben. Im 20. Jh. Rekonstruktion des Zustandes von 1250.

Zu den großartigsten Hoftagen des ganzen Mittelalters gehörte das von Friedrich I. Barbarossa 1184 abgehaltene Pfingstfest in Mainz. Anlass war die Schwertleite seiner Söhne Heinrich und Friedrich. Weit über 40.000 Ritter zogen nach Mainz, das diese Menschenmassen unmöglich fassen konnte, weswegen die Ritter auch die Rheinauen rund um Mainz besetzten. An dem Fest nahmen praktisch alle Fürsten und geistlichen Eliten des Reiches teil, unter anderem die Herzöge von Böhmen, Österreich, Sachsen, der Pfalzgraf bei Rhein und der Landgraf von Thüringen sowie die Erzbischöfe von Trier, Bremen und Besançon und die Bischöfe von Regensburg, Cambrai, Lüttich, Metz, Toul, Verdun, Utrecht, Worms, Speyer, Straßburg, Basel, Konstanz, Chur, Würzburg, Bamberg, Münster, Hildesheim und Lübeck. Über das Fest schrieb ein Chronist: Dat was de groteste hochtit en, de ie em Dudischeme lande ward (Das war das größte Fest, das jemals in Deutschland gefeiert wurde).

## Blütezeit: Freie Stadt (1244–1462)

### Neue Bürgerrechte
1236 gewährte der Kaiser den Mainzer Bürgern erstmals wieder Rechte, die denen des Adalbert ähnelten. Begünstigt durch den Konflikt Friedrichs II. mit dem Papst ließen sich die Bürger von den beiden verfeindeten Parteien umwerben. So erhielten sie 1242 von König Konrad IV. ein Zollprivileg. Dennoch wechselten sie kurz darauf die Seiten und erhielten am 13. November 1244 unter nicht restlos geklärten Umständen ein weitgehendes Stadtprivileg von Erzbischof Siegfried III. von Eppstein. Dieses enthielt nicht nur die Bestätigung früherer Privilegien, sondern auch die Erlaubnis zur Bildung eines 24-köpfigen gewählten Stadtrats. Ferner wurde der Gefolgszwang aufgehoben. Dies bedeutete, dass Mainzer Bürger dem Erzbischof außer zur Stadtverteidigung keinen Kriegsdienst mehr leisten und ihm auch keinen Krieg mehr finanzieren mussten. Da das mächtige Mainzer Domkapitel den Bestand der Privilegien auch nach zukünftigen Bischofswahlen garantierte, wurde Mainz, obwohl der Erzbischof immer noch Oberhaupt der Stadt war, faktisch zur „Freien Stadt“. Dem Stadtrat konnten freilich nur Leute aus Patrizierhäusern angehören.
Nach der Gewährung der Stadtfreiheit brach im Hochmittelalter die Glanzzeit der Stadt an. Der sich ab 1254 entwickelnde Rheinische Städtebund und den Ruf, den sich Mainz dadurch erwarb, ließen die Bedeutung der Stadt im Reich erkennbar werden. Mainz wurde zu einem Brennpunkt des politischen und des kirchlichen Geschehens, wovon viele Klostergründungen in Mainz zeugen (zu Hochzeiten waren in Mainz 26 Klöster niedergelassen). Nach dem Ende des Interregnums 1273 konnte die Stadt weiter aufblühen. Durch die entstehende Sicherheit der Handelswege nach der Wiederherstellung einer – wenn auch geschwächten – Zentralgewalt konnte vor allem der Handel profitieren.
Auf politischer Ebene machte sich insbesondere Erzbischof Peter von Aspelt (1306–1320) im Reich einen Namen. Neben der Krönung Johanns (1311) zum König von Böhmen (das bis 1348 ebenfalls zur Kirchenprovinz Mainz gehörte) unterstützte er die Wahl Ludwigs des Bayern zum deutschen König, was der Stadt und auch der Bürgerschaft, die 1317 das Kaufhausprivileg erhielt, ebenfalls zugutekam. Zur selben Zeit verordnete der König den rheinischen Landfrieden, der die nach Hungersnöten lebenswichtigen Getreideimporte schützen sollte.

### Rheinischer Städtebund
Nach dem Tod Friedrichs II. begann die Zeit des Interregnums, also der kaiserlosen Zeit. Infolge des Fehlens einer mächtigen Zentralgewalt kam es im Reichsgebiet überall zu Machtkämpfen und kleineren Bürgerkriegen. Da auch marodierende und wegelagernde Banden durchs Land zogen, beschlossen die Mainzer und Wormser Bürger 1253, ihre Uneinigkeiten zu beenden. Im Februar 1254 schlossen sie ein Schutzbündnis, dem sich kurz darauf auch Oppenheim und Bingen anschlossen. Diesem ursprünglich regionalen Bund traten in der Folgezeit viele Städte und Regionen des Mittel- und Oberrheins bei. Nach zwei Jahren umfasste der Rheinische Bund bereits große Teile Deutschlands. Das politische Gewicht lag vor allem bei den Städten Mainz und Worms. Der Bund war ein politischer, wirtschaftlicher und militärischer Zusammenschluss, der vor allem den unsicher gewordenen Warenverkehr durch militärischen Schutz wiederherstellte. 1255 erhielt er von König Wilhelm von Holland (ein von Erzbischof Siegfried III. zum Gegenkönig erhobener Fürst) den Status einer Reichsinstitution. Maßgeblich für die Entwicklung des Bundes war der Mainzer Bürger Arnold Walpod (Walpode ist eine Abkürzung von „Gewaltbote“, was so viel bedeutet, dass Arnold Polizeigewalt besaß).
Der Erfolg des Rheinischen Städtebundes legte es nahe, die Reichsverfassung auf seiner Grundlage zu reformieren. Doch schon 1256 fiel König Wilhelm in Friesland. Zwar setzte sich der Aufbau des Bundes zunächst weiter fort, die Kurfürsten konnten sich jedoch nicht auf einen Kandidaten für die Königswahl einigen und wählten gleich zwei Fürsten. Durch diese Uneinigkeit brach der Bund wieder auseinander. Die Idee der Städtebünde blieb jedoch lebendig. Schon bald entstanden überall neue Städtebünde, wie z. B. der Hansebund, der vorher nur als Zusammenschluss von Kaufleuten existiert hatte. Auch der Städtebund von Mainz, Worms und Oppenheim entstand in der Folge neu. Mit dem Ende des Hochmittelalters brachen jedoch auch wieder schlechtere Zeiten an.

## Spätmittelalter

### Konfliktsituation
Schon zu Lebzeiten des Erzbischofs Matthias von Buchegg gab es immer wieder Konflikte zwischen dem Erzbischof, der Stadt und dem Domkapitel. Grund hierfür war meist, dass das adelige Kapitel die Privilegien der Bürgerschaft nicht anerkannte und den Erzbischof häufig zu deren Einschränkung erpresste. Nach dem Tod des Erzbischofs 1328 brachen diese Konflikte offen aus. Das Domkapitel wählte den Trierer Erzbischof Balduin von Luxemburg zum neuen Erzbischof, während der Papst, welcher der Mainzer Bürgerschaft wohlgesinnt war, Heinrich von Virneburg (den Neffen des gleichnamigen Kölner Erzbischofs) zum Nachfolger bestimmte. Das folgende Schisma wuchs sich zu einer offenen Konfrontation – dem so genannten Mainzer Bistumsstreit – aus, in dessen Folge die Stadt zunächst dem Interdikt verfiel. Später verhängte Ludwig der Bayer die Reichsacht über die Stadt. Von dieser Strafe konnten sich die Mainzer nur durch hohe Schadensersatzleistungen freikaufen, was die Stadt teilweise verarmen ließ. Zu dieser Entwicklung kam noch die Pestepidemie von 1348, die den Niedergang weiter forcierte. Der Niedergang der Stadt hatte Streitigkeiten um die Besetzung des Stadtrates zur Folge, in den nun auch andere Gruppen wie z. B. die Zünfte drängten. Diese Auseinandersetzungen zogen sich bis weit in das 15. Jahrhundert hinein und lähmten die Stadtentwicklung.

### Verlust der Stadtfreiheit

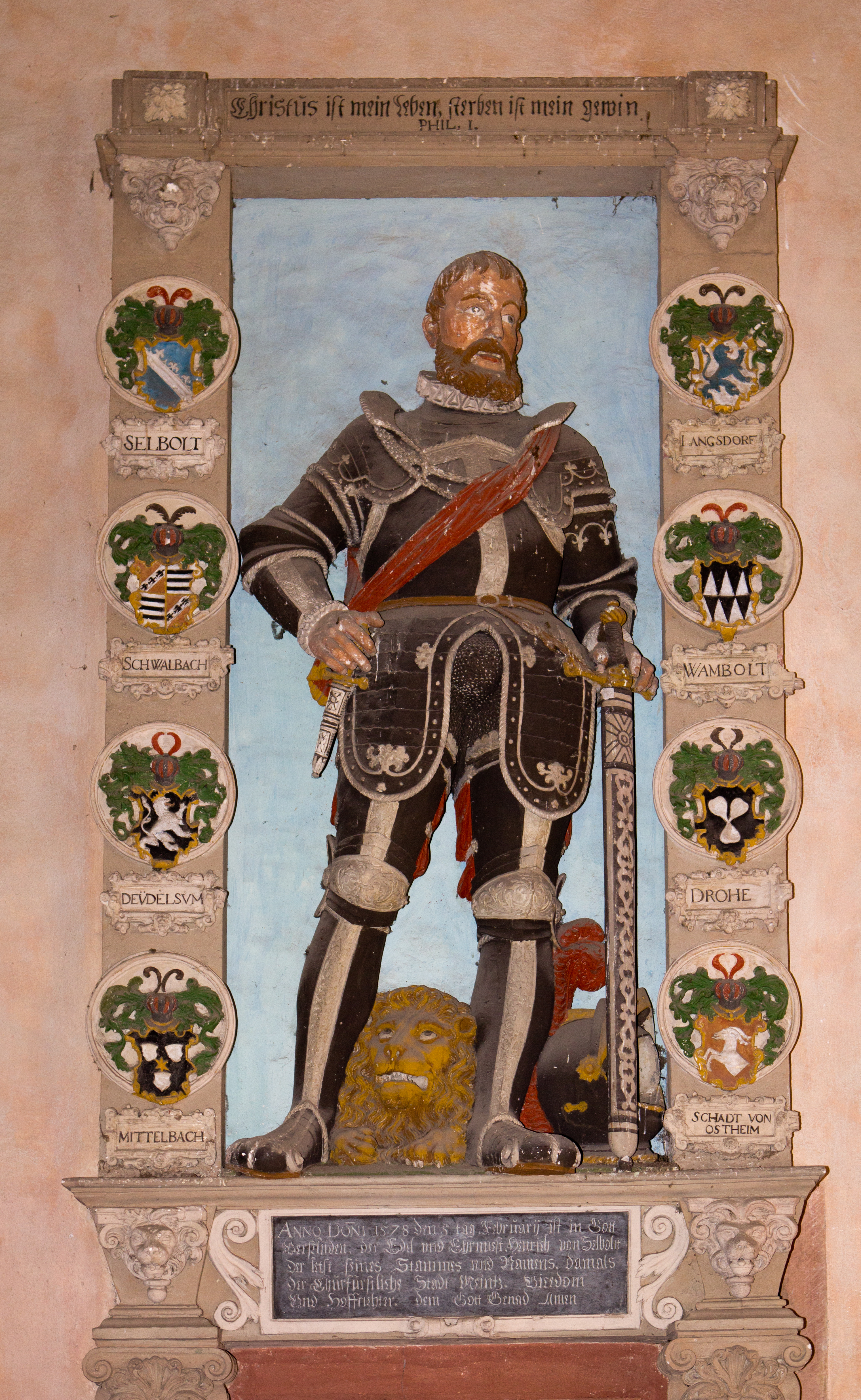
Heinrich von Selboltt, kurfürstlicher Vizedom im 16. Jahrhundert

Zu den Auseinandersetzungen um die Organisation des Stadtrates kam dann noch die so genannte Mainzer Stiftsfehde, die letztlich 1462 das Ende der Mainzer Stadtfreiheit einleitete. 1459 war Diether von Isenburg zum neuen Erzbischof gewählt worden. Dieser machte sich jedoch bald sowohl den Papst (durch Verweigerung der Kreuzzugsteilnahme) als auch den Kaiser (durch Unterstützung der Böhmen) zum Feind. Der Papst erklärte ihn 1461 für abgesetzt und hob Adolf II. von Nassau auf den Mainzer Stuhl. Die Stadt Mainz und ihre Bürger stellten sich auf die Seite Diethers. Daraufhin ließ Adolf II. die Stadt erobern und sich die Privilegien der Bürgerschaft aushändigen. Mainz wurde erzbischöflich-kurfürstliche Residenzstadt mit einem vom Erzbischof eingesetzten Verwalter („Vicedom“). Die politische Bedeutung der Stadt war damit verloren.
Nach dem Tod Adolfs II. 1475 wählte das Domkapitel abermals Diether von Isenburg zum Erzbischof. Die Stadtfreiheit erhielten die Mainzer von dem von ihnen einst unterstützten Erzbischof aber nicht zurück. Als Gegenleistung für seine Wahl hatte Diether die Herrschaft über die Stadt nämlich an das Domkapitel abtreten müssen, eine Regelung, die durch einen deswegen ausgelösten Aufstand der Bürgerschaft (1476) jedoch nur ein Jahr Bestand hatte. Erzbischof Diether zwang die Stadt wieder unter seine Herrschaft und errichtete in der Stadt die Martinsburg, den Vorgängerbau des kurfürstlichen Schlosses als Residenz. 1486 lieferte König Maximilian die Stadt in einer Urkunde „für alle Zeiten“ dem Erzbischof aus.

### Universitätsstadt
Diether von Isenburg errichtete 1477 die erste Mainzer Universität, die bis 1823 Bestand hatte. Schon sein Vorgänger Adolf II. hatte eine solche Einrichtung geplant. Der Papst, der damals solche Einrichtungen genehmigen musste, stattete die Universität mit den gleichen Privilegien wie Köln, Paris und Bologna aus. Nach dem Zweiten Weltkrieg wurde die Universität 1946 als Johannes Gutenberg-Universität (dort auch Geschichte) wieder begründet.

### Erfindung des Buchdrucks

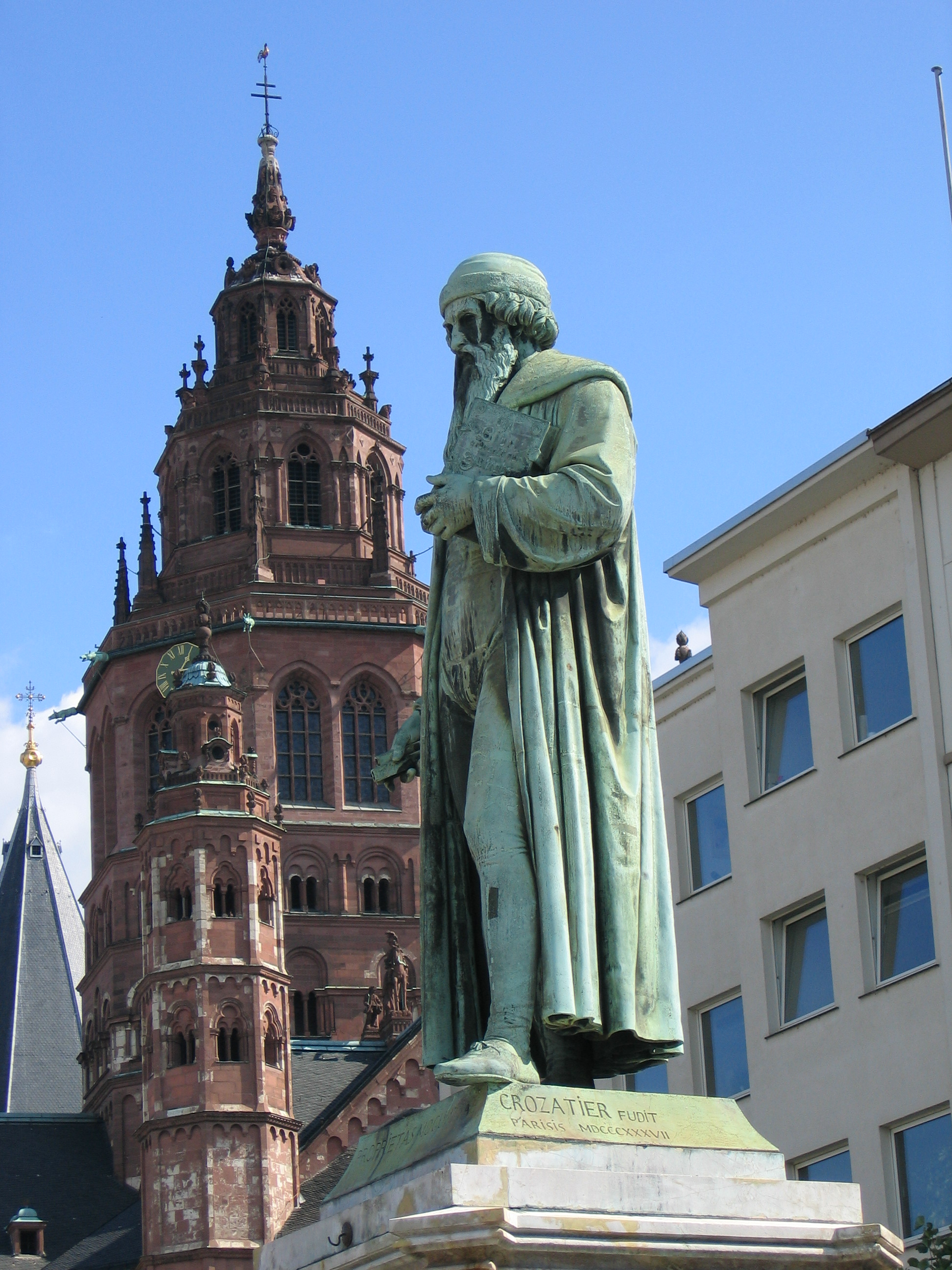
Dom und Gutenberg-Denkmal am Gutenbergplatz

In die Zeit vor der Reformation fiel die Erfindung (zumindest was den abendländischen Raum angeht) des Buchdrucks mit beweglichen Lettern um 1450 durch den Mainzer Bürger Johannes Gutenberg. Die Erfindung löste die erste Medienrevolution aus und begünstigte die Reformation, da Schriften nun schneller und in bislang unvorstellbarer Auflage gedruckt und verbreitet werden konnten.

## Reformation

### Generelle Auswirkungen

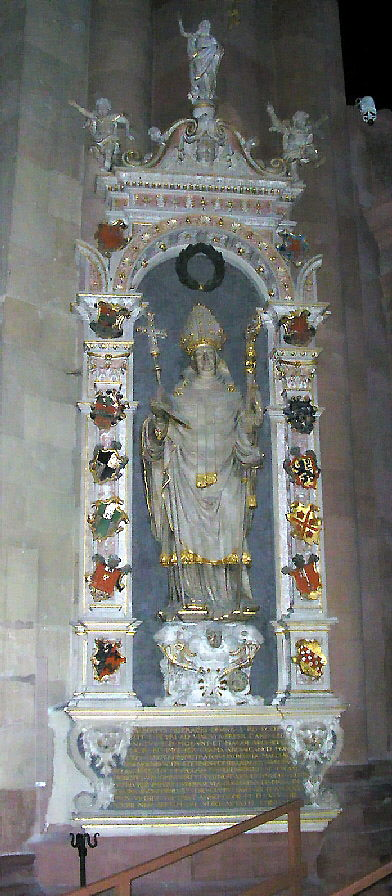
Grabdenkmal des Erzbischofs von Mainz und von Magdeburg, Kardinal Albrecht von Brandenburg im Mainzer Dom

Der Verlust der Stadtfreiheit und die immer umfangreicheren Privilegien für Geistliche zerrütteten das Verhältnis zwischen den Bürgern und der Kirche. Verstärkt wurde dies noch dadurch, dass die Geistlichen ihrer seelsorgerischen Pflicht offenbar nur unzureichend nachkamen. Als Kurfürst und Reichserzkanzler war der Erzbischof meist nur mit der Reichspolitik statt mit seinen Aufgaben als Priester beschäftigt. So hielt sich beispielsweise Erzbischof Christian I. von Buch (1165–1183) ganze zwei Mal kurz in seinem Erzbistum auf. Auch viele andere Geistliche hatten oft etliche eigene Pfründen, um die sie sich kümmern mussten. Ihre Pflichten ließen sie meist von Vikaren erledigen. Ein enger Kontakt zwischen Geistlichkeit und Laien konnte sich auf diese Weise in Mainz nie entfalten.
Dazu kam noch die beginnende Reformation, deren Ursprung Schriften gegen den Ablasshandel der Kirche gewesen waren. Solche Ablässe wurden im Erzbistum Mainz besonders intensiv verkauft. Grund hierfür war die Ernennung Albrechts von Brandenburg zum Erzbischof. Albrecht, unter dem die Renaissance in Bau und Kultur in die Stadt Einzug erhielt, war zuvor schon Erzbischof von Magdeburg und Administrator von Halberstadt gewesen und behielt diese Ämter auch als Erzbischof von Mainz. Für eine solche Ämterhäufung mussten das Domkapitel und Albrecht dem Heiligen Stuhl in Rom eine riesige Summe überweisen. Eingetrieben wurde sie vor allem durch den Ablassprediger Johann Tetzel. Gegen diesen Ablasshandel erhob der aus Eisleben stammende Martin Luther seine Stimme. Seine Thesen fanden in Mainz schnell Gehör, der dort gerade erfundene Buchdruck sorgte für rasche Verbreitung. Als der päpstliche Nuntius Aleander 1520 nach Mainz kam, um dort die Schriften Luthers verbrennen zu lassen, wurde er von der aufgebrachten Menge beinahe gelyncht.
Erzbischof Albrecht stand den reformatorischen Ideen zunächst unentschlossen gegenüber. Sein humanistisches Weltbild ließen ihn eher für die Reformation votieren. So berief er auch die Prediger Wolfgang Fabricius Capito und Kaspar Hedio an den Dom, die humanistische und reformatorische Predigten hielten und Anklang bei der Bevölkerung fanden.
Doch am Ende entschied sich Albrecht gegen die Reformation, deren Ideen seine Amtsführung unmöglich gemacht hätten. 1523 musste Hedio, wie vorher auch schon Capito, Mainz verlassen. Obwohl die Ideen an sich in Mainz weiterhin präsent waren, blieben Stadt und Erzbistum katholisch. So wählte das Mainzer Domkapitel mit Sebastian von Heusenstamm einen Anhänger der katholischen Lehre zum neuen Erzbischof.

### Markgräflerkrieg 1552
Schon zur Zeit Albrechts hatten Rivalitäten unter den Fürsten, die entweder zum Katholizismus oder zum Protestantismus neigten, ständige Kriegsgefahr heraufbeschworen. Im „Schmalkaldischen Krieg“ von 1546 verbündeten sich Herzog Moritz von Sachsen, der zusammen mit Heinrich II. von Frankreich gegen Kaiser Karl V. intrigierte, mit dem Markgrafen Albrecht Alkibiades von Brandenburg-Kulmbach. Nachdem Heinrich II. für Moritz unannehmbare Forderungen für seine Unterstützung gestellt hatte, kämpfte Albrecht Alkibiades auf eigene Faust mit Unterstützung Frankreichs weiter. Dazu trieb er sich zusammen mit seinem Heer marodierend im Reich herum. Oppenheim, Worms und Speyer und die Hochstifte Würzburg und Bamberg wurden geplündert. Als bekannt wurde, dass Albrecht Alkibiades auf Mainz zog, verließen der Erzbischof und das Domkapitel die Stadt. Auch die kurfürstlich-erzbischöfliche Residenz Aschaffenburg wurde geplündert; die erzbischöfliche Burg abgebrannt. Der schutzlosen Stadt Mainz blieb nichts anderes übrig, als vor Albrecht Alkibiades zu kapitulieren. Der mit dem bezeichnenden Titel „Geissel Deutschlands“ geschmückte Markgraf zerstörte Teile der Stadt und presste ihr außerdem 15.000 Gulden ab. Davon sollte sich die Stadt nicht so bald erholen. Da der Kaiser offenbar nicht in der Lage gewesen war, die Stadt vor diesen Verheerungen zu beschützen, befürwortete Erzbischof Sebastian von Heusenstamm nun den Abschluss eines Religionsfriedens. Dieser wurde am 25. September 1555 in Augsburg geschlossen.
Nach dem Tode Sebastians von Heusenstamm 1555 kam es zur zweiten „Schicksalswahl“, die endgültig über die konfessionelle Ausrichtung des Erzbistums entscheiden musste. Mit einer Stimme Mehrheit entschied sich das Domkapitel für den katholischen Daniel Brendel von Homburg. Dieser leitete die Rekatholisierung in Mainz ein und holte dafür die Jesuiten nach Mainz, die von da an bis zur Aufklärung maßgebend auf Universität und geistliches Leben einwirkten. Der Protestantismus blieb so weiterhin geächtet. Erst ab 1802 gab es die erste richtige (vorher ab und zu Garnisonsgemeinden) evangelische Gemeinde in Mainz.

## Dreißigjähriger Krieg

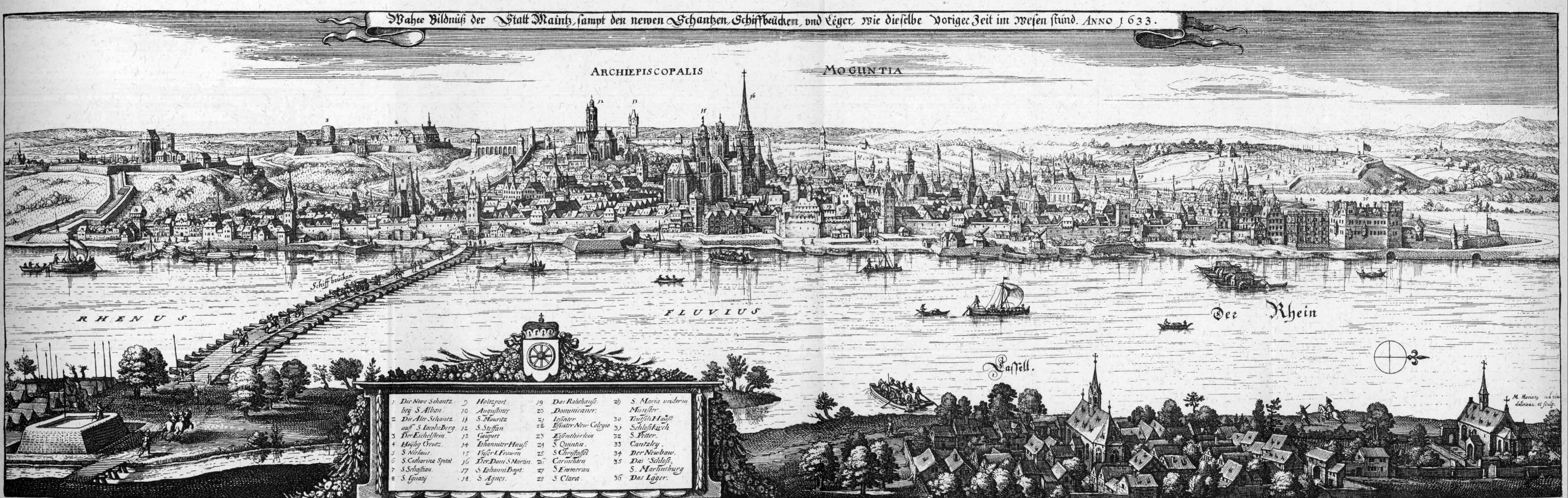
Stadtansicht Mainz – Auszug aus der Topographia Hassiae von Matthäus Merian dem Jüngeren 1655

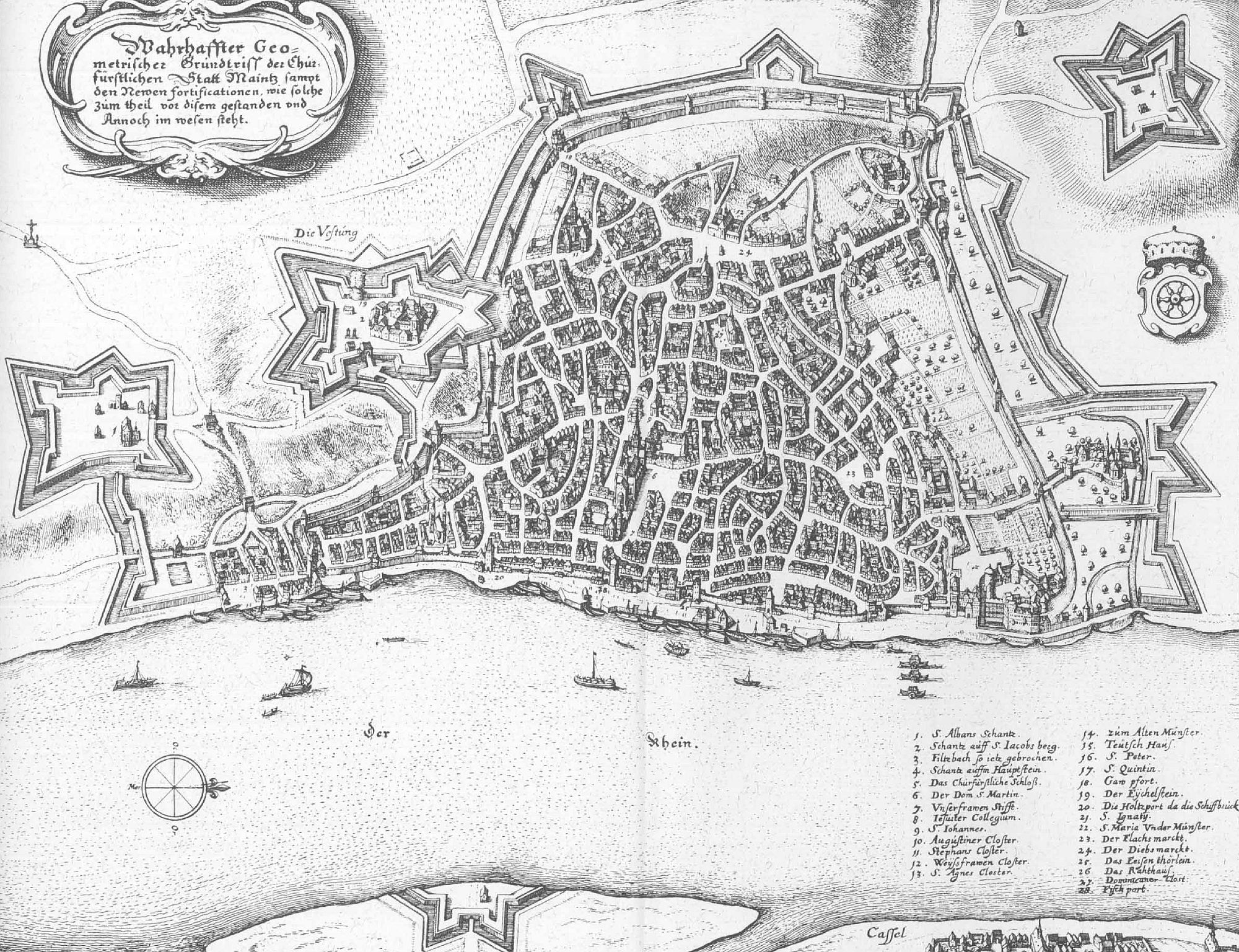
Lageplan Mainz – Auszug aus der Topographia Hassiae von Matthäus Merian dem Jüngeren 1655

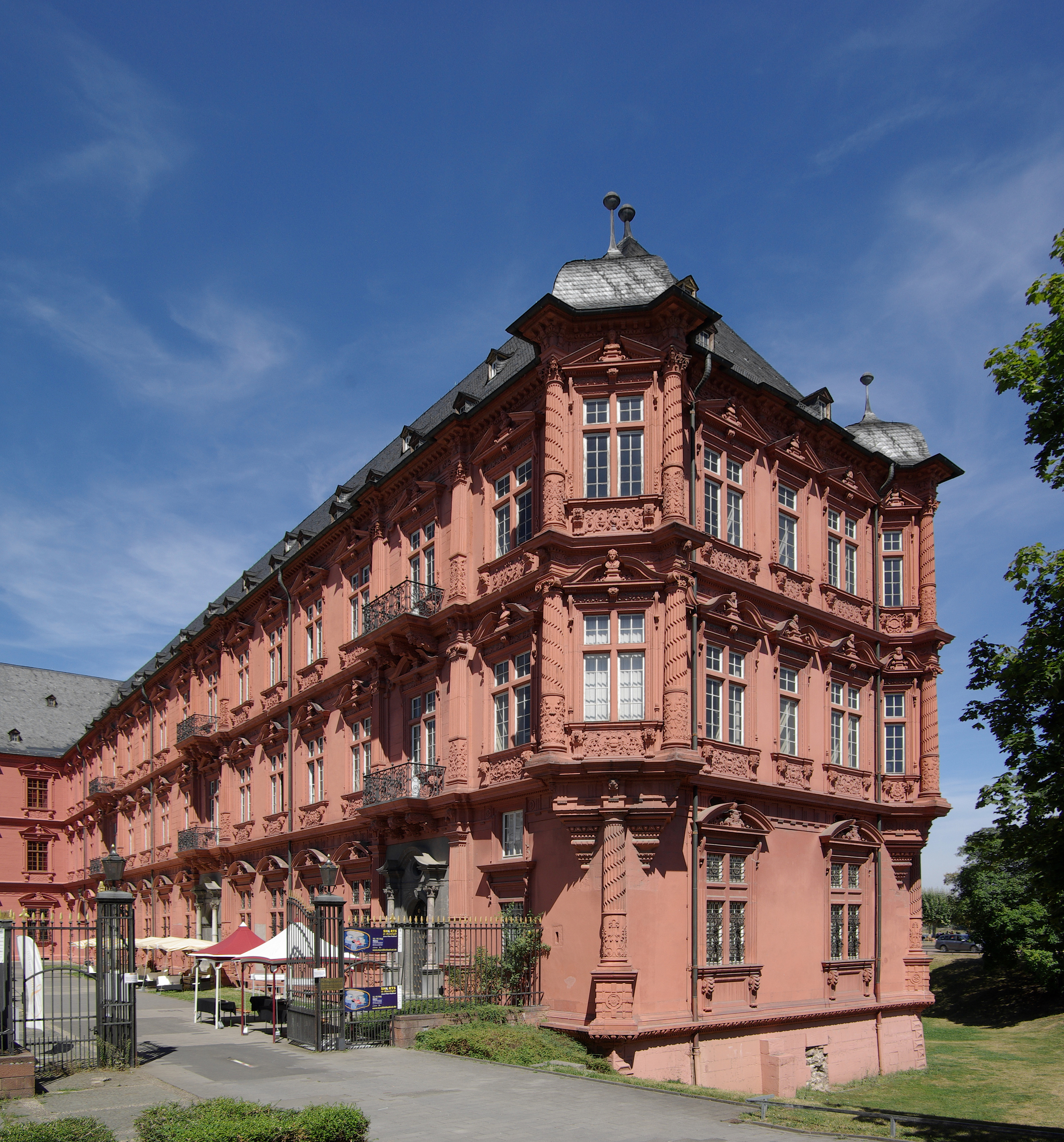
Das Kurfürstliche Schloss von Süden aus

Der seit 1618 tobende Dreißigjährige Krieg verschonte Mainz zunächst, so dass in der Stadt die rege Bautätigkeit weitergehen konnte, die schon zum Ende des letzten Jahrhunderts eingesetzt hatte und der Stadt eine neue Glanzzeit versprach. Zu dieser Zeit entstanden vor allem die großen Adelspaläste der Domkapitulare und Kurfürsten. Aber auch erste Befestigungsmaßnahmen wurden vorgenommen – insbesondere auf dem Jakobsberg. Kurfürst Erzbischof Georg Friedrich von Greiffenklau (1626–1629) begann außerdem mit dem neuen Kurfürstlichen Schloss, an dem auch während des Dreißigjährigen Krieges gebaut wurde.
Hatten die Bürger zunächst noch gehofft, der Krieg werde die Stadt verschonen, so mussten sie sich eines besseren belehren lassen, als die Schweden unter König Gustav Adolf 1630 im Reich landeten. Anfang Oktober 1631 kam der schwedische König der Stadt immer näher, so dass Erzbischof und Domkapitel Anfang Dezember nach Köln ins Exil gingen. Die Residenz des Erzbischofs, Aschaffenburg, war da bereits von schwedischen Truppen eingenommen worden. Am 23. Dezember 1631 marschierten schwedische Truppen nach „ehrenvoller Übergabe“ der Stadt durch den Mainzer Stadtkommandanten in Mainz ein. Die Zahlungen, mit denen sich die Mainzer Bürger nun von Plünderung und Brandschatzung freikaufen mussten, ruinierten die Stadtfinanzen. Zudem ließ Gustav Adolf in großem Maße Kulturschätze aus Mainzer Bibliotheken nach Schweden schaffen.
Da die Schweden nicht genügend Verwaltungspersonal besaßen, ließen sie die kommunalen Organe und damit auch den seit dem Verlust der Stadtfreiheit faktisch bedeutungslosen Mainzer Stadtrat bestehen. Dieser unternahm nun Bemühungen, sich mit Hilfe der schwedischen Besatzung von der Herrschaft der erzbischöflichen Stadtverwalter, der Vizedome, zu befreien. Möglicherweise gab es bis zur Rückkehr des erzbischöflichen Hofstaates und seiner Verwaltung 1636 sogar wieder einen Bürgermeister (Schultheiß).
Die schwedische Besatzung förderte zwar die Entstehung lutherischer Gemeinden in Mainz, Gustav Adolf garantierte den Mainzern jedoch die Religionsfreiheit, so dass die Stadt weitgehend katholisch blieb. Nach dem Tod Gustav Adolfs 1632 wurde Mainz dann aber unter dem schwedischen Oberbefehlshaber für Deutschland, Kanzler Axel Oxenstierna zunehmend ausgebeutet. Zudem kam es zu Pestepidemien.
1634 wurde in der Schlacht bei Nördlingen das Ende der schwedischen Herrschaft in Deutschland eingeleitet. Die besiegten Truppen wichen zurück und kamen dabei in die zur Festung ausgebaute Stadt Mainz, die von Gustav Adolf außerdem ein sternförmiges Fort auf der rechten Rheinseite als Vorposten erhalten hatte. Daraus leitet sich der Name des ehemaligen Stadtteils (bis 1945) Gustavsburg ab. Die dezimierten Truppen und die von Pest und Hunger zermürbte Besatzung der Festung konnten dem kaiserlichen Heer nicht lange standhalten. Am 17. Dezember 1635 übergaben die Schweden die Stadt. Am 9. Januar 1636 verließ der letzte schwedische Soldat Mainz. Zurück blieb eine durch die Kriegswirren und Epidemien weitgehend entvölkerte, verarmte und stark beschädigte Stadt. Um durch den kalten Winter zu kommen, hatten Bürger Häuser abreißen müssen, um an Brennmaterial zu kommen.
Nach dem Abzug der Schweden kehrten der Adel und der Kurfürst Anselm Casimir Wambolt von Umstadt sowie viele Bürger, die 1631 vor den Schweden geflohen waren, in die Stadt zurück. Sie begannen sofort, die Stadtbefestigung notdürftig wiederherzustellen. Das reichte jedoch nicht, um einen neuen Angriff überstehen zu können. Als französische Truppen 1644 auf die Stadt anrückten, floh der Kurfürst erneut (diesmal endgültig). Das Domkapitel, das ihn vertrat, handelte am 17. September mit dem französischen Befehlshaber Louis II. de Bourbon, prince de Condé eine kampflose Übergabe aus, obwohl die vom bayrischen Oberbefehlshaber Franz von Mercy geschickte Verstärkung für die Stadtgarnison bereits auf der anderen Rheinseite stand. Der Kapitulationsvertrag garantierte die Fortsetzung der Verwaltungsautonomie durch das Erzstift.
Die Franzosen traten als Schutzmacht für Mainz auf und stationierten zunächst 500 Soldaten unter Charles-Christophe de Mazancourt, dem „Vicomte de Courval“, die von der Mainzer Bevölkerung verpflegt werden mussten. Erst im Jahre 1650 zogen die Franzosen zwei Jahre nach dem Ende des Krieges und unmittelbar nach dem Nürnberger Exekutionstag aus Mainz ab.

## Pest
Die Pest bedrohte die Stadt mehrmals in ihrer Geschichte. Epidemien gab es 1348, 1482, 1553, 1564 und 1592, wobei allerdings nur die Epidemie von 1348 wirklich große Auswirkungen hatte. Als schlimmster Einfall der Pest gilt jedoch die Epidemie von 1666, die in eine Zeit fiel, als sich die Stadt langsam von den Verheerungen des Dreißigjährigen Krieges erholte. Einfallstor waren die Handelsstraßen aus Holland über Köln nach Frankfurt und Mainz. Im Juni 1666 machte sich die Seuche in der Stadt bemerkbar. Die genaue Anzahl der Opfer ist nicht bekannt, jedoch geht aus Dokumenten des damaligen Dompredigers Adolph Gottfried Volusius hervor, dass „ungefähr 2200“ Mainzer an der Pest gestorben seien. In der noch durch den Krieg dezimierten Bevölkerung der Stadt machte dies über 20 % aus.

## Nach dem Dreißigjährigen Krieg
Noch während des Dreißigjährigen Krieges, am 19. November 1647, wurde der Fürstbischof von Würzburg, der später als „deutscher Salomo“ gepriesene Johann Philipp von Schönborn, vom Domkapitel zum neuen Erzbischof gewählt. Die Familie Schönborn gehörte im 17. und 18. Jahrhundert zu den bedeutendsten Adelsfamilien Deutschlands. Die während der Regierungszeit Johann Philipps als Erzbischof und Kurfürst gesetzten Akzente in Stadtbild, Selbstverständnis und Politik blieben im Wesentlichen bis zur Französischen Revolution erhalten. Der bis 1673 regierende Fürst war maßgeblich dafür verantwortlich, dass sich die Stadt aus den Wirren von Krieg und Pest schnell befreien konnte. Er leitete eine neue Blütezeit der Stadt ein, die freilich nicht an die Zeiten der Mainzer Stadtfreiheit heranreichte. Um die wirtschaftlichen Probleme des Wiederaufbaus zu beheben, wurde das Stapelrecht revitalisiert, das schon von je her eine der wichtigsten Einnahmequellen der Bürgerschaft gewesen war. Das Stapelrecht forderte Abgaben von Händlern, die ihre Waren auf dem Weg in die Messestadt Frankfurt zwischenlagerten. Mainz gelang so ein wirtschaftlicher Aufschwung, der auch Menschen aus entfernten, durch Kriegswirren und Seuchen verarmten Gebieten (z. B. auch aus Italien) anzog. Trotz der Pestepidemie von 1666 konnte die Bevölkerungszahl der Stadt so gegen Ende des 17. Jahrhunderts wieder deutlich zunehmen.
Zwar blieb die Stadt auch weiterhin unter der Oberhoheit des Erzbischofs, die Rechte der Bürgerschaft wurden aber wieder gestärkt. Verschiedenen Räten oblagen Regelungen auf Gebieten, die heutzutage unter das Zivilrecht bzw. Verwaltungsrecht (hier vor allem Bauwesen) fallen. Polizeigewalt und wichtigere Verfahren waren jedoch Angelegenheiten des Stadtherrn, wie auch die Besteuerung („Schatzung“), die zwar von Bürgern beeinflusst wurde aber faktisch von der Finanzverwaltung der Hofkammer abhängig war.
Auch der Ausbau der Stadt zur Festung fiel in die Zeit Johann Philipps von Schönborn. Nachdem Mainz mit der Zitadelle und vorgelagerten Forts (Kastel) schon immer einen festungsartigen Charakter hatte, ließ Kurfürst Johann Philipp die Stadt zu einer zusammenhängenden Festung ausbauen. Außerdem wurde eine Bürgermiliz gegründet, die dem Festungskommandanten der Stadt unterstand. Die Arbeiten an der Festung zogen sich bis weit ins 18. Jahrhundert und kosteten die Stadt ein Vermögen. Zusätzlich zum Bau der Festung entstanden auch viele Barock-Bauten in Mainz (Residenz des Festungskommandanten, Adelspaläste).
Nach dem Tod Johann Philipps am 12. Februar 1673 regierten bis 1679 drei Erzbischöfe in nur sechs Jahren. Sie konnten der Stadt keinen Stempel aufdrücken. 1679–1695 regierte Kurfürst Erzbischof Anselm Franz von Ingelheim. In seine Ägide fiel die Zeit des nun immer mehr aufblühenden Barock. Barocke Kunst und Lebensart hielten Einzug in die Stadt. In seine Zeit fiel aber auch der Pfälzische Erbfolgekrieg von 1689.

## Pfälzischer Erbfolgekrieg von 1689
1685 war der Kurfürst der Pfalz, Karl von Pfalz-Simmern gestorben. Der französische König Ludwig XIV. erhob daraufhin Anspruch auf Teile der Pfalz, weil sein Bruder, Herzog Philipp von Orléans mit einer Schwester des kinderlosen Kurfürsten verheiratet war. Um seine Interessen durchzusetzen, ließ Ludwig 1688 das linke Rheinufer vom Elsass bis nach Köln besetzen und erteilte seinem General Mélac den berühmt-berüchtigten Befehl „Brulez le Palatinat“ (Brennen Sie die Pfalz nieder). Diesen Befehl führte der General fast wortwörtlich aus, so dass Städte wie Heidelberg, Worms und Speyer in Trümmer fielen. Auch vor Mainz tauchten die Truppen im Oktober 1688 unter Führung von Louis-François de Boufflers auf. Trotz der neuen Befestigungsanlagen kapitulierte Kurfürst Anselm, da ihm nur eine Besatzung von 800 Mann gegenüber 20.000 Gegnern zur Verfügung stand. Mainz wurde zum zweiten Mal französisch besetzt. Festungskommandant wurde der Marquis d’Uxelles Nicolas Chalon du Blé, welcher die Festung verstärken ließ und das Fort Mars auf der Petersaue errichten ließ.
Erst am 16. Juni 1689 erschien das kaiserliche Befreiungsheer unter dem Befehl Herzog Karls von Lothringen vor der Stadt. Nach der Belagerung und Beschießung der Stadt wurde sie am 8. September 1689 wieder befreit. Von weiteren Wirren des Krieges wurde die Stadt verschont.

## Barockzeitalter
Nachfolger von Anselm Franz von Ingelheim wurde der Neffe des Kurfürsten Johann Philipp, Lothar Franz von Schönborn. Er regierte über 30 Jahre bis 1729. Er war der bedeutendste barocke Bauherr in Mainz und erreichte eine große städtebauliche Neuordnung, die neben der Schaffung repräsentativer Barockbauten auch die Wohnungsnot der stark expandierenden Stadt behob. Wegen seines Festungscharakters konnte Mainz nicht außerhalb der Mauern expandieren. Die Wohnungen mussten daher innerhalb der Mauern geschaffen werden, was die Städteplaner vor große Probleme stellte.

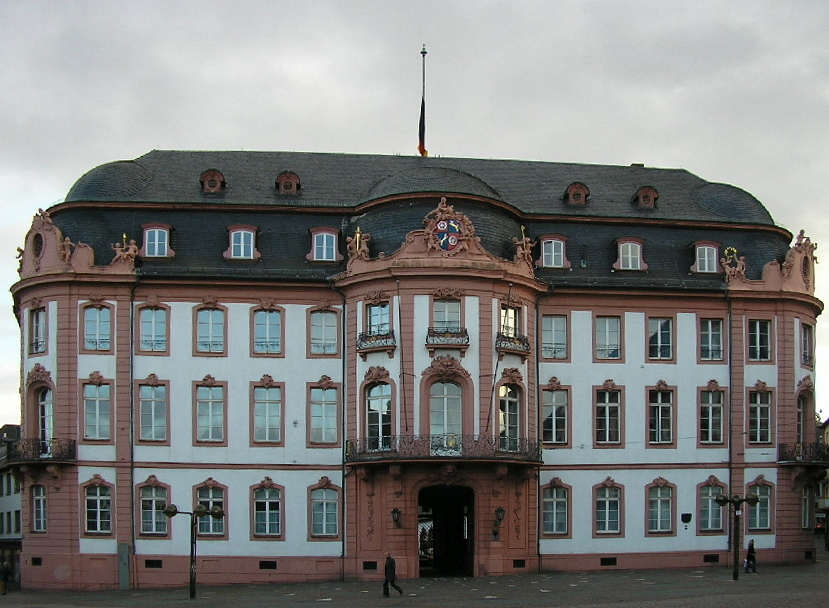
Der Osteiner Hof am Schillerplatz. Vom Balkon des Mittelrisalits wird alljährlich am 11.11. das Närrische Grundgesetz verkündet.

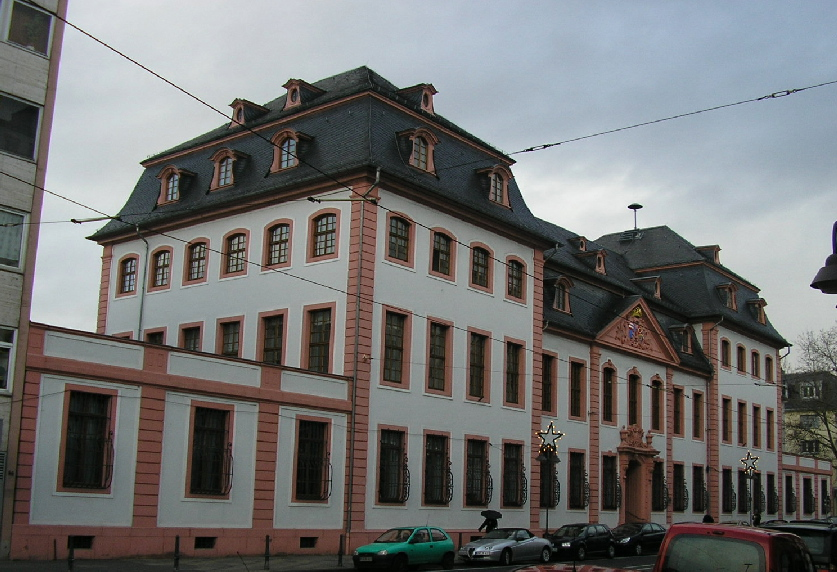
Der Erthaler Hof. Heute Sitz des Landesamtes für Denkmalpflege

1721 entstand das Rochusspital, Plan durch Johann Baptist Ferolski, das sich um Arme und Kranke kümmern sollte. Derartige Fürsorgeeinrichtungen waren Folge des zur Barockzeit blühenden absolutistischen Wohlfahrtsstaates, der sich um alle Belange seiner Untertanen (durch eine „Policey“) kümmerte („Vater Staat“-Begriff).
Bedeutende Barockbauten jener Zeit sind: Die „Favorite“ (errichtet 1720, 1793 zerstört), der „Jüngere Dalberger Hof“ (1718), „Kommandantenbau der Zitadelle“ (1696), Umbau des „Königsteiner Hofs“ (1710) und „Eltzer Hof“ (1732).
Unter den Nachfolgern Lothar Franz’ entstanden die so genannte Deutschordens-Kommende (1730, heute Landtagsgebäude), der Stadioner Hof (1728), der Erthaler Hof (1735) des Philipp Christoph von Erthal, das Neue Zeughaus (1738, heute Staatskanzlei), der Bentzelsche Hof (1741), der Osteiner Hof (1749) und der Bassenheimer Hof (1756, seit dem 20. Jahrhundert Innenministerium). Zudem wurde unter den letzten Kurfürsten des Kurstaates das bereits im Dreißigjährigen Krieg begonnene Kurfürstliche Schloss in seiner heutigen Form vollendet. Von diesen Gebäuden ist heute wegen der Zerstörungen des Zweiten Weltkriegs meist nur noch die Außenfassade erhalten.
Rege Bautätigkeit gab es überdies auf dem Gebiet des Kirchenbaus, forciert vor allem durch die Ankunft der Jesuiten in Mainz. So entstanden 1729 das Jesuitennoviziat, das Kloster der Armen Klarissen (1725), das Augustinerkloster (1737), die Johanniterkommende (1741), die Jesuitenkirche nach Plänen Balthasar Neumanns (1745, 1793 zerstört), die Peterskirche (1750) sowie die Ignazkirche (1763).
Hervorragendster Baumeister dieser Zeit in Mainz war der Oberbaudirektor und Festungsspezialist Maximilian von Welsch.
Auch die Musik und das Theater spielten im barocken Mainz eine große Rolle. Die reichen Adelshäuser setzten sich für die Schaffung von Theaterhäusern und Orchestern ein, an Künstlern hatte das an adeligen Häusern reiche Mainz großen Bedarf. Der musikalisch schon zur Klassik zählende Wolfgang Amadeus Mozart besuchte die Stadt bis 1790 drei Mal. Wichtig für die kulturelle Entwicklung war auch die Gründung des heute noch existierenden Musikverlags B. Schott’s Söhne (heute: Schott Music) im Jahr 1770 und die Niederlassung des Musikinstrumentenbauers Franz Ambros Alexander, dessen Geschäft (Musik Alexander) im 21. Jahrhundert in der sechsten Generation in Mainz ansässig ist.

### Aufklärungszeit
Die Aufklärung nach den Jahrhunderten des Gottesgnadentums und der Adelsprivilegien kam im vom Adel geprägten Mainz erst unter Kurfürst Johann Friedrich Karl von Ostein. Dessen Geheimer Konferenzminister, Graf Anton Heinrich Friedrich von Stadion wurde zum bedeutendsten Aufklärer des 18. Jahrhunderts in Mainz. Er modernisierte die alten und verkrusteten wirtschaftlichen und verwaltungspolitischen Strukturen und bekämpfte den nach dem Dreißigjährigen Krieg herrschenden Aberglauben des Volkes. Der Handel wurde durch Verbesserung der Infrastruktur gestärkt und das Messewesen wiederbelebt.
Endgültigen Einzug erhielt die Aufklärung mit ihren Ideen unter Kurfürst Erzbischof Emmerich Joseph von Breidbach-Bürresheim (1763–1774). Dieser versuchte, innerhalb des herrschenden Systems den „Ausbruch des Menschen aus seiner selbstverschuldeten Unmündigkeit“ herbeizuführen, weil er aufgeklärte Bürger brauchte, um an die moderne Zeit Anschluss zu halten. Dies beinhaltete vor allem die Öffnung des Schulwesens als Quelle einer aufgeklärten Gesellschaft. Außerdem schaffte der Kurfürst am 23. Dezember 1769 im Zuge des neuen Gedankens der Arbeitsproduktivität per Dekret 18 Festtage ab oder verlegte sie auf Sonntage. Durch einen Feiertagskalender, der 50 Wochentage und die dazugehörigen Oktavfeste sowie die Hochfeste umfasste, hatte es bis dahin über 150(!) arbeitsfreie Tage im Jahr gegeben.
Nach der Wahl Friedrich Karl Josephs von Erthal 1774 war zunächst befürchtet worden, die Fortschritte der Aufklärung würden nun zurückgenommen. Doch stattdessen brachte der neue Kurfürst den Einfluss französischer Philosophen der Aufklärung ein, sowie einen Kampf um Toleranz und konfessionelle Parität. So wurde durch die so genannte „Judengesetzgebung“ das mittelalterliche Ghetto-System abgeschafft. Zudem wurden Hygiene-Vorschriften erlassen und die Armenfürsorge ausgebaut.
Die Reformen konnten jedoch nicht darüber hinwegtäuschen, dass das „Ancien Régime“, das alte Fürstensystem in den neuen Stürmen des Zeitgeistes dem Untergang geweiht war. Im Grunde war jede Reform des Systems im Geiste der Aufklärung von vorneherein zum Scheitern verurteilt, da ihm die Ideen der Aufklärung im Kern entgegenliefen.

## Auswirkungen der Französischen Revolution

### Überblick
1789 kam es in Frankreich schließlich zur Revolution. Die Folgen dieses tiefgreifendsten Einschnittes in die abendländische Geschichte seit dem Untergang des West-Römischen Imperiums 476 sollten in den Folgejahren auch die Stadt Mainz erreichen. 1790 war es zum sogenannten Mainzer Knotenaufstand gekommen, bei dem aufgebrachte Handwerker Studenten und Organe der Universität angriffen. Aber obwohl die Aufständischen sich „Patrioten“ nannten, sich mit Kokarden schmückten und Trikoloren hissten, zeigten ihre restaurativen Forderungen (Wiederherstellung der alten Zunftfreiheiten), dass es sich keineswegs um eine von der Französischen Revolution inspirierte Bewegung handelte. Der Aufstand wurde vom Militär schnell unterdrückt.
Kurfürst Erthal wollte sich als Gegenrevolutionär profilieren und zog so viele aus Frankreich geflohene Adelige an. Diese machten sich jedoch bei den Bürgern der Stadt schnell unbeliebt, so dass die Revolution in Mainz Anhänger fand. Doch zunächst einmal wurde Mainz Ausgangspunkt der Gegenrevolution. Nachdem Kaiser Franz II. von Habsburg von Frankreich am 20. April 1792 der Krieg erklärt worden war, kamen die Fürsten im Juli 1792 in der Mainzer Favorite zum Fürstenkongress zusammen, wo sie die Niederschlagung der Französischen Revolution beschlossen und den Franzosen, sollten sie es wagen die Königsfamilie anzurühren, ein exemplarisches Strafgericht androhten. Doch der französische König Ludwig XVI. verlor die Nerven und versuchte aus Frankreich zu den wohlgesinnten Fürsten nach Deutschland zu fliehen. Als dies scheiterte, wurde Ludwig abgesetzt. Sechs Tage zuvor, am 4. August 1792, trat Erthal zum Missfallen der Mainzer Bürger dem preußisch-österreichischen Bündnis bei. Die Invasion der monarchischen Gegenrevolutionären scheiterte jedoch am 20. September in der Kanonade von Valmy, worauf die Revolutionstruppen zur Gegenoffensive antraten. Ihr Ziel war auch die Stadt Mainz.

### Mainzer Republik

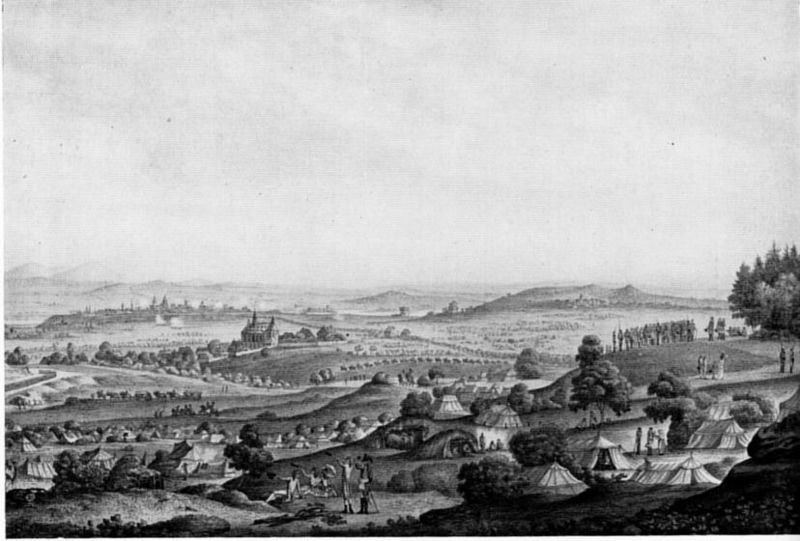
Die Einschließung der Stadt

Am 29./30. September 1792 rückte eine französische Revolutionsarmee unter dem Kommando des Generals Adam Philippe Custine auf Speyer vor. Die Stellungen dort konnten den Franzosen nicht lange standhalten, so dass diese schon vier Tage später Worms erreichten. In Mainz brach daraufhin Panik aus, Kurfürst, Domkapitel und Adelsfamilien mit ihren Bediensteten verließen die Stadt. Schätzungen gehen davon aus, dass von den ca. 25.000 Einwohnern ein Viertel oder sogar ein Drittel aus der Stadt flohen. Die Verbliebenen erklärten sich bereit, auf den mittlerweile ramponierten Wällen der Stadt Dienst zu tun. So fanden sich etwa 5.000 Verteidiger, was aber nur ein Drittel der Mindeststärke war, die zur Verteidigung der riesigen Festung nötig gewesen wäre.
Am 18. Oktober 1792 begannen die französischen Truppen mit der Einschließung und der Belagerung der Stadt. In der Stadt kursierten Gerüchte, nach denen etwa 13.000 Belagerer die Stadt umzingelten. Dies versetzte den Kriegsrat unter Graf Gymnich in Panik. Er beschloss am 20. Oktober, die Stadt kampflos zu übergeben. Am 21. Oktober rückten die Franzosen ohne jede Kampfhandlung in die Residenzstadt des ranghöchsten Reichsfürsten und eine der größten Festungen des Reiches ein. Für die kommenden Beziehungen zwischen dem Reich und Frankreich sollte dieser Tag prägend sein. 20.000 Soldaten besetzten die Stadt, mehr als sie noch an Einwohnern zählte. Die Besatzer begannen sofort mit dem Versuch, die Bürger für die Ideale der Revolution zu gewinnen. Doch nicht die Revolutionsideen, sondern das Problem, die riesige Armee in der Stadt versorgen zu müssen, bestimmte den Alltag der Bürger. Gleichwohl sahen viele Bürger die Franzosen als Befreier, nicht als Besatzer an. Überdies stellte General Custine Einrichtungen wie die Universität und das erzbischöfliche Generalvikariat unter seinen Schutz.
Custine bezog auch die erzbischöfliche Residenz, das Kurfürstliche Schloss, wo am 23. Oktober 1792 die „Gesellschaft der Freunde der Freiheit und Gleichheit“ – der erste Jakobinerklub in Deutschland – gegründet wurde. Dieser Klub war die erste demokratische Bewegung Deutschlands. Zwanzig Mainzer schlossen sich mit dem Schwur „Frei leben oder sterben!“ zusammen. Der Klub forderte in seinen Statuten die Ausweitung der Menschenrechte durch gewaltlose Revolution auf das ganze Reich. In der Folge traten dem Klub 492 Mitglieder bei, von denen 450 in Mainz lebten. Dies waren erstaunlich viele, gemessen daran, dass nur 7.000 der ca. 20.000–25.000 Einwohner Mitglied werden konnte: nur Männer über 18, später über 24 Jahre.
Da Custines Besatzungsregiment sich zunächst strikt an die Grundsätze der Französischen Revolution hielt, insbesondere an den Grundsatz des Selbstbestimmungsrechts, stellte er es der Bevölkerung auch frei, die „Fesseln“ des Ancien Régime zurückhaben zu wollen. Es kam daher in der Zeit der Mainzer Republik zu einem großen Austausch zwischen Befürwortern und Gegnern des alten kurmainzischen Staates. Eine strikte Trennung zwischen beiden Lagern gab es nicht. Auch pro-fürstlich eingestellte Bürger konnten sich durchaus mit einigen Gedanken der Französischen Revolution anfreunden. Gegner des neuen Systems fanden sich unter den Bürgern vor allem bei den konservativen Zünften. Mit zunehmender Dauer der Besatzung entstand dann wohl eine abwartende bis ablehnende Haltung der Mainzer gegenüber der Revolution. Dies lag auch daran, dass Reichs-Truppen und Verbündete (Preußen) im Dezember 1792 immer näher auf Mainz zurückten. Die Bürger rechneten mit einem baldigen Regimewechsel und wollten sich durch eine abwartend-hinhaltende Verhaltensweise alle Optionen offen halten.
Gegen Ende des Jahres 1792 kam es im revolutionären Paris zu einer deutlichen politischen Veränderung. Vertrat Custine zuvor noch die liberale, auf Selbstbestimmung, Befreiung und friedlichen Anschluss basierende Politik, setzte man nun auf Machterhalt und schnellere Fortschritte in den besetzten Gebieten. Realpolitisch wollte man die Rheingrenze halten und durch Wahlen in den besetzten Gebieten die Gebietsaneignung legitimieren. Diese Wahlen sollten 1793 stattfinden. Wahlberechtigt sollte jedoch nur sein, wer vorher auf Volkssouveränität, Freiheit und Gleichheit geschworen hatte. Dieser Eidzwang missfiel einem Teil der Bevölkerung, der aufkommende Unmut der Bürger musste durch Drohung mit den Kanonen der Zitadelle unterdrückt werden. Auch wurden vor Beginn der Wahlen unliebsame Bürger aus der Stadt ausgewiesen, auch Frauen durften nicht an der Wahl teilnehmen. An der ersten, für damalige Verhältnisse zumindest teilweise demokratischen, Wahl am 24. Februar 1793 nahmen somit lediglich 8 % der stimmberechtigten Bürger teil. Erster Bürgermeister wurde Franz Konrad Macké. Außerdem bestimmte die Wahl einen Deputierten zum Rheinisch-Deutschen Nationalkonvent. Letzterer sollte das Parlament der von Frankreich besetzten linksrheinischen Gebiete sein. Die neuen Gremien, für die Stadt die Munizipalität und für die Region der Rheinisch-Deutsche Nationalkonvent, das erste moderne Parlament in Deutschland, traten ihre Arbeit an. Am 17. März 1793 konstituierte sich der Nationalkonvent der freien Teutschen. Dieser verabschiedete am 18. März ein Dekret, in dem eine Rheinisch-Deutsche Republik ausgerufen wurde. Die neue Republik beantragte, da sie alleine nicht lebensfähig war, die Vereinigung mit Frankreich. Dieser Antrag wurde in Paris zwar angenommen, die Nachricht davon erreichte die Stadt jedoch nicht mehr, da sie bereits wieder von deutschen Truppen eingeschlossen war. Schon die Belagerung hatte der kurzen Existenz der Mainzer Republik ein Ende gesetzt, da im belagerten Mainz das Militär und nicht mehr die gewählte Stadtvertretung die Macht ausübte. Trotz aller legitimistischen und formalen Probleme gilt diese kurzlebige Mainzer Republik jedoch als erste Demokratie auf deutschem Boden.

### Belagerung von 1793

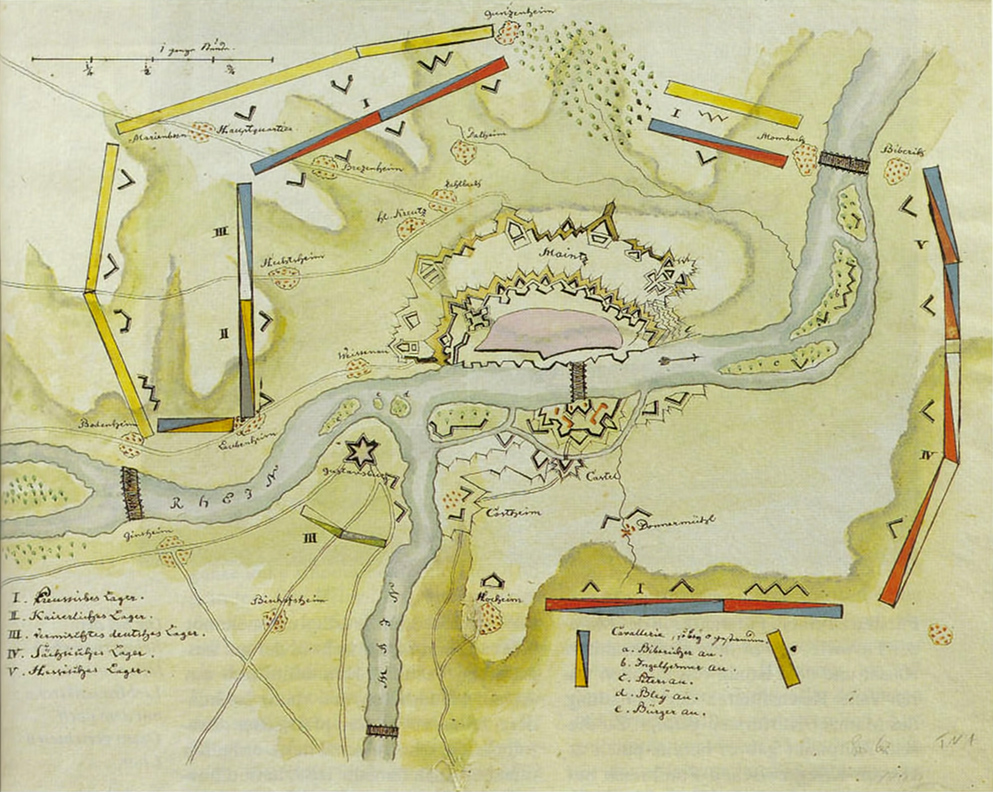
Die Umschließung der Stadt

Die Stadt wurde am 14. April 1793 von 32.000 deutschen (vor allem preußischen) Soldaten eingeschlossen. Ihnen standen nur 23.000 Franzosen gegenüber, was angesichts der Festung jedoch genug war, selbst als später noch 11.000 Österreicher das deutsche Heer verstärkten. Zunächst versuchten die Deutschen, allen voran die Preußen, die Festung durch Verhandlungen zu übernehmen, um sie zu erhalten. Als dies scheiterte, begann in der Nacht zum 17. Juni 1793 die Beschießung der Stadt. Diesen Moment hielt der Beobachter Johann Wolfgang von Goethe in seinem Werk „Die Belagerung von Mainz“ literarisch fest.
Innerhalb der Mauern führte die Belagerung und Beschießung zu großen Spannungen zwischen Bürgern, Munizipalität und dem seit dem 2. April praktisch regierenden französischen Kriegsrat. Die Stadtverwaltung wurde daher am 13. Juli abgesetzt, was die verbliebene Bevölkerung noch widerspenstiger machte. Da auch noch die Entsatzarmee ausblieb, sah sich der Kriegsrat am 17. Juli gezwungen, Verhandlungen mit den Belagerern aufzunehmen. Am 23. Juli kapitulierte die Besatzung, die übrigen 18.000 Soldaten erhielten freien Abzug. Mainz bekam einen preußischen Stadtkommandanten.
Die Beschießung hatte im Stadtbild verheerende Spuren hinterlassen: Etliche Bürgerhäuser und Adelspaläste, das kurfürstliche Lustschloss Favorite, die Dompropstei, die Liebfrauen- und die Jesuitenkirche waren für immer verloren.
Prägender war noch, dass mit der Besetzung und Belagerung die alten kurmainzischen Strukturen endgültig ihrem Ende entgegengingen. So markieren die Ereignisse des Jahres 1793 auch den Beginn des Unterganges des Alten Mainz. Die Stadt verlor ihren Status als Residenz und damit ihren gewichtigsten Faktor.

## Untergang des kurmainzischen Fürstentums
Mit der Befreiung der Stadt 1793 waren die Revolutionskriege für Mainz keineswegs beendet. Die französischen Republikaner wollten die strategisch wichtige Stadt in jedem Fall wieder unter ihre Kontrolle bringen. Diese wurde nun von einer 19.000 Mann starken preußischen Garnison ebenfalls „besetzt“, denn Bürger und Garnison standen zunehmend im Gegensatz zueinander. Die Bürger wollten daher die Zeiten des Wohlstandes vor 1792 zurück. Ihre Hoffnung, Mainz werde wieder Residenzstadt, erfüllte sich aber nicht. Kurfürst Erthal kehrte nur noch einige Male nach Mainz zurück und regierte lieber von Aschaffenburg aus.

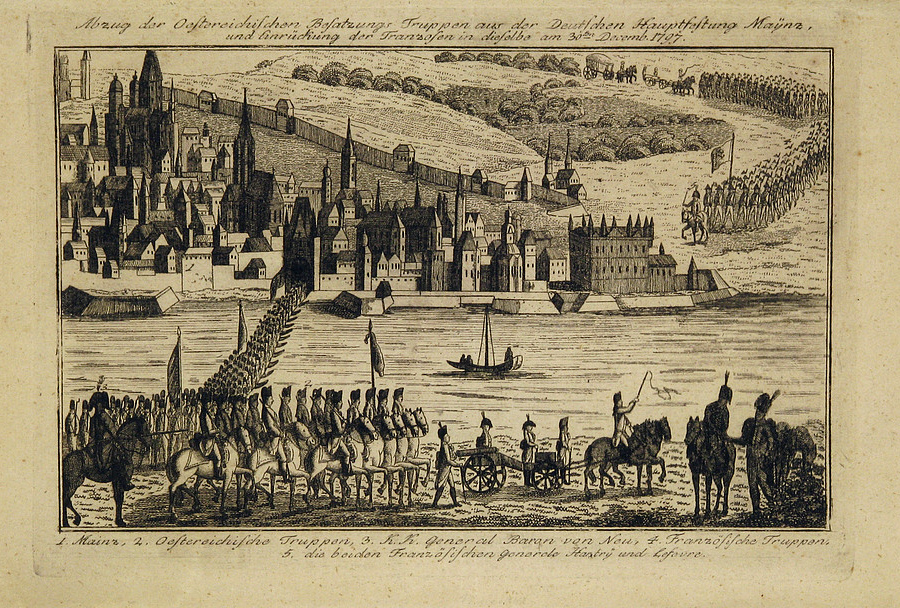
Abzug der Österreicher 1797

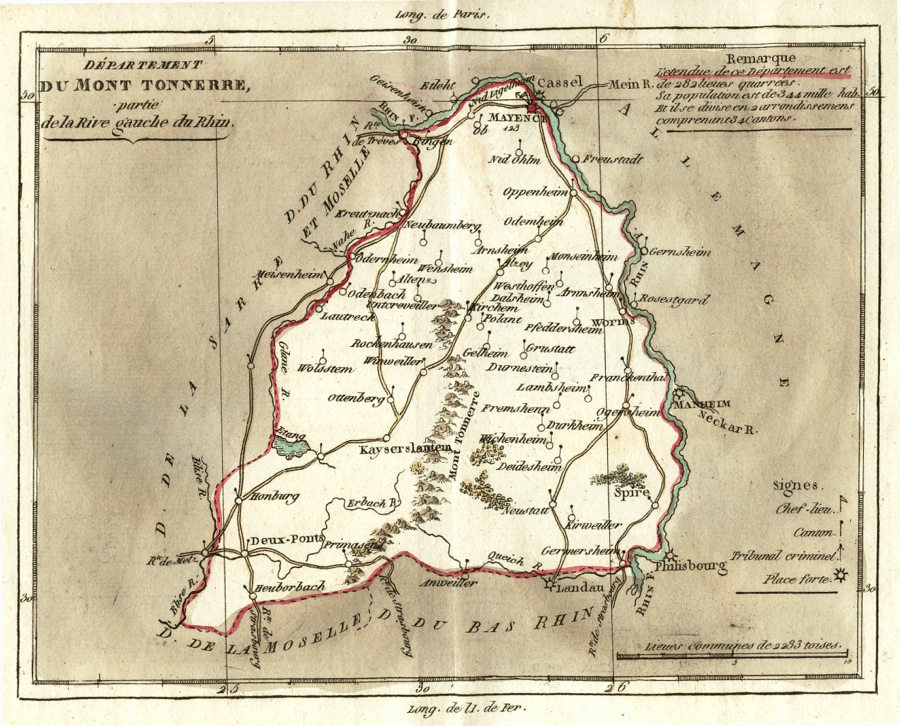
Zeitgenössische Karte des Départements du Mont Tonnerre

In den folgenden Jahren bis 1796 wechselte das Kriegsglück zwischen den revolutionären und gegenrevolutionären Armeen derart oft, dass für die Bürger oft nicht mehr klar zu bestimmen war, wer nun die eigentliche Gewalt für das linksrheinische Gebiet innehatte. Mehrmals zogen die Franzosen auf Mainz und schlossen die Stadt sogar ein, doch der Gegenseite gelang jeweils die Entsetzung. Die französischen Erfolge 1797, unter anderem ein entscheidender Vorstoß des korsischen Generals Napoléone Bonaparte aus Norditalien nach Österreich zwangen letzteres jedoch zum Friedensschluss und entschieden den Krieg zu Gunsten Frankreichs. Die Reichstruppen unter österreichischer Führung (die Preußen hatten Mainz schon 1794 verlassen) beschlossen schließlich die Aufgabe des linksrheinischen Gebiets. Den Mainzern wurde jedoch vorgegaukelt, ihre Stadt sei nicht betroffen, was die Bürgerschaft und der Kurfürst zunächst auch glaubten. Am 17. Oktober 1797 wurde in Campo Formio Frieden zwischen Österreich und der Republik geschlossen. Die Wiener Garantie für Mainz war nichts wert: Die österreichischen Truppen verließen im Dezember die Stadt und am 30. Dezember 1797 wurde „Mayence“ zum vierten Mal französisch. Das war das Ende des alten Mainzer Kurfürstentums nach über 1000 Jahren. Die linksrheinischen Gebiete wurden an Frankreich angeschlossen, Mainz wurde Hauptstadt des neuen Départements du Mont Tonnerre (Donnersberg) mit den französischen Präfekten Jean-Baptiste-Moïse Jollivet, später Jeanbon St. André an der Spitze. St. André prägte Stadt und Département maßgeblich. Die Franzosen wollten „Mayence“ nun für immer an sich binden und führten in der Stadt daher ihre Kultur und Sprache ein. Deren Reste finden sich bis heute im Mainzer Dialekt. Außerdem führten sie ihre Justiz und Verwaltung (mit den Elementen von 1793) wieder ein. Eines der neugeschaffenen Gerichte urteilte 1803 den Räuber Johannes Bückler, genannt „Schinderhannes“ ab.
Der endgültige Verlust der Residenzfunktion ließ praktisch den gesamten Adel die Stadt verlassen, die nun durch und durch bürgerlich wurde. Der konsumfreudige Adel hatte in der Stadt einen wichtigen Wirtschaftsfaktor dargestellt, der nun verloren ging. Arbeitslosigkeit und Armut waren die Folge. Doch das neue System brachte auch die Abschaffung des mittelalterlichen Zunftsystems mit sich. Fortan bestand Wirtschaftsfreiheit, wovon die Bürger auch Gebrauch machten. Steuerlasten und eingeschränkte Exportmöglichkeiten stellten aber weiter ein großes Problem dar, so dass sich die Stadt trotz der Freiheiten lange nicht aus ihrer wirtschaftlichen Krise befreien konnte. Dazu trug auch bei, dass die Stadt durch die Aufrechterhaltung ihrer Festungsfunktion weiterhin nicht expandieren konnte. Folglich machten sich viele Mainzer, denen die Republik nie recht geheuer war, weiter Hoffnung auf die Rückkehr zum Ancien Régime.
Überaus gespannt war auch das Verhältnis zwischen der Kirche und der Republik: Die Leitung der linksrheinischen Teile seines Bistums war dem Erzbischof Erthal nicht mehr möglich, auch höhere Vertreter duldeten die Franzosen nicht auf ihrem Territorium. Zudem erachteten die französischen Revolutionäre den alten Kult des Christentums als überholt. Nur mit Mühe konnte so z. B. der Abbruch des Mainzer Doms verhindert werden. Eine Besserung trat erst ein, als sich Napoléon Bonaparte am 9. November 1799 zum Ersten Konsul geputscht hatte. Napoléon suchte aus politischem Kalkül den Ausgleich mit dem Papst und schloss mit diesem am 15. Juli 1801 ein Konkordat. Dies ermöglichte Napoléon die Neu-Umschreibung der Bistümer – auch auf linksrheinischem Gebiet. Er teilte die katholische Kirche in Frankreich in 10 Erzbistümer und 50 Bistümer ein. Das Erzbistum Mainz ging unter und wurde als einfaches Bistum aus den aufgehobenen Diözesen von Worms, Speyer und Metz neugebildet. Das Bistum unterstand nun dem Metropolitansitz von Mechelen im Nordosten der Republik, dem heutigen Belgien.
Kurfürst Erthal versuchte daraufhin, wenigstens die Reste seines Kurstaates zu retten, indem er einer Änderung der rheinischen Bistumsgrenzen zustimmte. Dies sollte ihm jedoch keinen Nutzen bringen. 1801/02 setzte im deutschen Reich und in den linksrheinisch besetzten Gebieten das ein, was auch in Frankreich nach der Revolution eingesetzt hatte: Das Kirchenvermögen wurde säkularisiert, Kirchen profaniert. In Regensburg tagte seit 1802 eine von Kaiser und Reichstag eingesetzte außerordentliche Deputation, die sich mit der Entschädigung der durch die Abtretung der linksrheinischen Gebiete enteigneten Fürsten befasste. Erthals Nachfolger, Karl Theodor von Dalberg, erlebte am 25. Februar 1803 den „Hauptschluss der außerordentlichen Reichsdeputation“, der endgültig das Ende des Mainzer Kurstaates und des Erzbistums, das seit 782 bestanden hatte, mit all seinen Besitzungen und Titeln brachte. Unter dem Druck Napoléons brach kurz danach auch das alte Heilige Römische Reich 1806 auseinander.

## Unter Napoleon

### Erste Maßnahmen

Wappen der Stadt Mainz im Ersten Kaiserreich

Napoleon wurde nach seinem Putsch 1799 zum bestimmenden Mann in der jungen Republik, zu der auch Mainz gehörte, und bald auch in Europa. Er forcierte den Festungsausbau (v. a. auch in Kastel auf der rechten Rheinseite), aber auch den Dammbau entlang des Rheines. Mehrmals inspizierte er die Stadt. Er veränderte jedoch auch das Stadtbild gewaltig. So ließ er die noch immer wie ein Fremdkörper im Kurfürstlichen Schloss steckende Martinsburg, erbaut unter Erzbischof Diether von Isenburg, abreißen. Auch ließ er Straßen zu Prunkboulevards umbauen, so zum Beispiel die Große Bleiche (eine der drei „Bleichen“, die schon nach dem Dreißigjährigen Krieg zur Behebung der Wohnungsnot in der neuen Festungsstadt errichtet worden waren). Napoleon ließ die Straße bis zum Rhein durchbrechen, was das Ende für das Kollegiatstift St. Gangolf (Chorgestühl heute im Mainzer Dom) bedeutete. Auch eine Grande Rue Napoléon, die heutige Ludwigsstraße, wurde errichtet.
Napoleon wollte die Stadt jedoch nicht nur zur Festung, sondern auch zu einer Art „Schaufenster“ des „Empire“ umbauen, denn er trug seit 1804 auch die Kaiserkrone. Mainz wurde auf seinen Befehl hin zu einer Bonne ville de l’Empire français. Dazu sollte der ganze, 1793 bei der Beschießung der Stadt schwer getroffene Stadtkern durch seinen Départementbaudirektor Eustache de Saint-Far neu gestaltet werden. Saint-Fars Planungen umfassten unter anderem den Ausbau des Deutschhauses zur kaiserlichen Residenz und den Umbau des Ostchors des Domes. Zu einer Realisierung von Saint-Fars Plänen kam es jedoch nicht mehr. Kulturell hatte die Stadt generell nicht mehr soviel zu bieten wie zuvor die alte kurfürstliche Residenz. Lediglich durch den Chaptal-Erlass wurde ein kleiner Teil der Beutekunst wieder an die Stadt transferiert. Der Bedeutungsverlust führte zu einer Provinzialisierung, die das ganze 19. Jahrhundert über andauerte. Nie konnte so der Verlust der Universität ausgeglichen werden, auch die vorher blühende Presselandschaft und das Musik- und Schauspielleben lagen am Boden. Neben anderen Reformen z. B. im Rechtsbereich, wurde das gesamte Schulwesen neu aufgestellt.

### Besatzung
Die Besatzung an sich brachte vor allem eine starke Militarisierung der Stadt mit sich. 10.000–12.000 Soldaten waren ständig in der Stadt und mussten bei den 20.000 Einwohnern einquartiert werden. Den Bedürfnissen des Militärs wurden alle anderen Aspekte stark untergeordnet.

### Befreiungskriege 1813/14

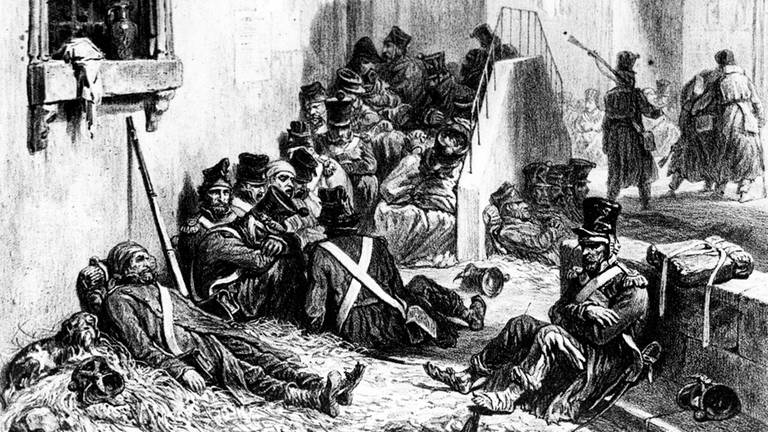
An Fleckfieber („Typhus de Mayence“) erkrankte französische Soldaten in Mayence; Zeichnung Raffet, 1834

Erst die Völkerschlacht bei Leipzig leitete im Oktober 1813 den Anfang vom Ende der napoleonischen Herrschaft in Deutschland ein. Die geschlagenen französischen Truppen strömten nach der Schlacht nach Mainz über den Rhein, wo sie vor der Verfolgung einigermaßen sicher sein konnten. Für die Bevölkerung geriet dies allerdings zur Katastrophe, weil die Soldaten das Fleckfieber in die Stadt einschleppten. Etwa 17.000 Soldaten und 2.400 Einwohner (mehr als ein Zehntel der gesamten Einwohnerschaft) fielen der Seuche bis zum Frühjahr 1814 zum Opfer, darunter auch der französische Präfekt Jeanbon St. André. Mainz wurde von russischen und wiederum von deutschen Truppen eingeschlossen und belagert. Obwohl die Nahrung knapp wurde, hielten sich die Franzosen noch fast ein halbes Jahr in der Stadt. Doch am 4. Mai 1814 zogen sie aufgrund des Ersten Pariser Friedens ab. 16 Jahre französischer Herrschaft in Mainz waren damit zu Ende. Die Spuren auf Friedhöfen, in der Sprache und Kultur sind noch heute zu sehen. Vor allem aber war aus der alten Adelsmetropole eine bürgerliche Stadt geworden. Die Provinzialisierung der Stadt wurde erst nach dem Zweiten Weltkrieg gestoppt, und zwar von den Franzosen, zu deren Besatzungszone Mainz gehörte.

## Bundesfestung

### 19. Jahrhundert
Mit dem Ende der napoleonischen bzw. französischen Herrschaft auch in Deutschland war aber noch nicht der Beginn des deutschen Nationalstaates gekommen. Zunächst entstand mit dem Deutschen Bund nur ein loser Staatenbund. Mainz wurde erneut besetzt – diesmal von deutschen Truppen. Die Besatzung war nicht weniger schlimm als die vorhergehenden, vor allem weil die Bürger der Stadt der Kollaboration verdächtigt wurden. Von 1814 bis 1816 blieb Mainz unter provisorischer Verwaltung des aus den ehemaligen Départements Donnersberg, Saar und Rhein-Mosel gebildeten Generalgouvernements Mittelrhein. Da sich die Mächte Preußen und Österreich nicht über die Gebietszugehörigkeit der linksrheinischen Gebiete einigen konnten, teilten sie das Land unter sich auf und übernahmen gemeinsam die Verwaltung der Festungsstadt Mainz. Die genaue Staatszugehörigkeit blieb dadurch zunächst ungeklärt.

### Großherzogtum Hessen

#### Allgemeines

Großes Panorama (Neue Anlage bis Gewerbegebiet) von Jakob Becker 1833

Am 30. Juni 1816 schlossen Preußen, Österreich und das Großherzogtum Hessen einen Staatsvertrag, der das Gebiet des Großherzogtums bestimmen sollte. Diesem Gebiet wurde auch Mainz mit seinen rechtsrheinischen Stadtteilen Kastel und Kostheim zugeschlagen. Schon vorher hatte in Anbahnung dieser Ereignisse eine hessische Generalkommission in Mainz ihre Arbeit aufgenommen, die sich ab 1818 „Provinzialregierung“ nannte. Erster Präsident dieser Regierung war Ludwig von Lichtenberg, der ein Neffe des Aphoristikers Georg Christoph Lichtenberg war.
Für ein weiteres Jahrhundert bestimmte die Festung das Leben in der Stadt. Zivilbehörden waren in Festungsangelegenheiten dem Festungsgouvernement untergeordnet, was dazu führte, dass weite Teile der Polizei durch die Festungsbesatzung kontrolliert wurden. Die wiederum wurde auch weiterhin von Preußen und Österreichern gestellt. Jedoch pflegten sie ihre Rivalitäten derart, dass durch die Stadt eine Demarkationslinie verlief, die die beiden Lager trennte.
1820 kehrte schließlich auch das parlamentarische Leben nach Mainz zurück: Der Großherzog erließ eine Verfassung, die ein Parlament mit zwei Kammern und ein Zensuswahlrecht vorsah. Diese Kammern verabschiedeten noch 1820 eine Verfassung, die (mit zahlreichen Änderungen) bis 1918 Bestand hatte.
Zur hessischen Zeit nahm das Stadtbild abermals eine andere Form an, alte missliebig gewordene oder beschädigte Gebäude verschwanden, anstelle des Kreuzgangs der 1793 zerstörten Liebfrauenkirche entstand die preußische Hauptwache und der Regierungsbaumeister Georg Moller errichtete für den Dom die charakteristische Eisenkuppel (später entfernt) und im Auftrag der Stadt das Neue Stadttheater am Gutenbergplatz. Ab 1840 entstanden mit der aufkommenden Rheinromantik, begünstigt durch die aufkommende Dampfschifffahrt, die Pracht-Hotels an der Rheinstraße, was die Silhouette der Stadt beträchtlich veränderte. Um freie Sicht vom Rhein auf den Dom zu erhalten, wurde 1847 das alte gotische Fischtor abgerissen.

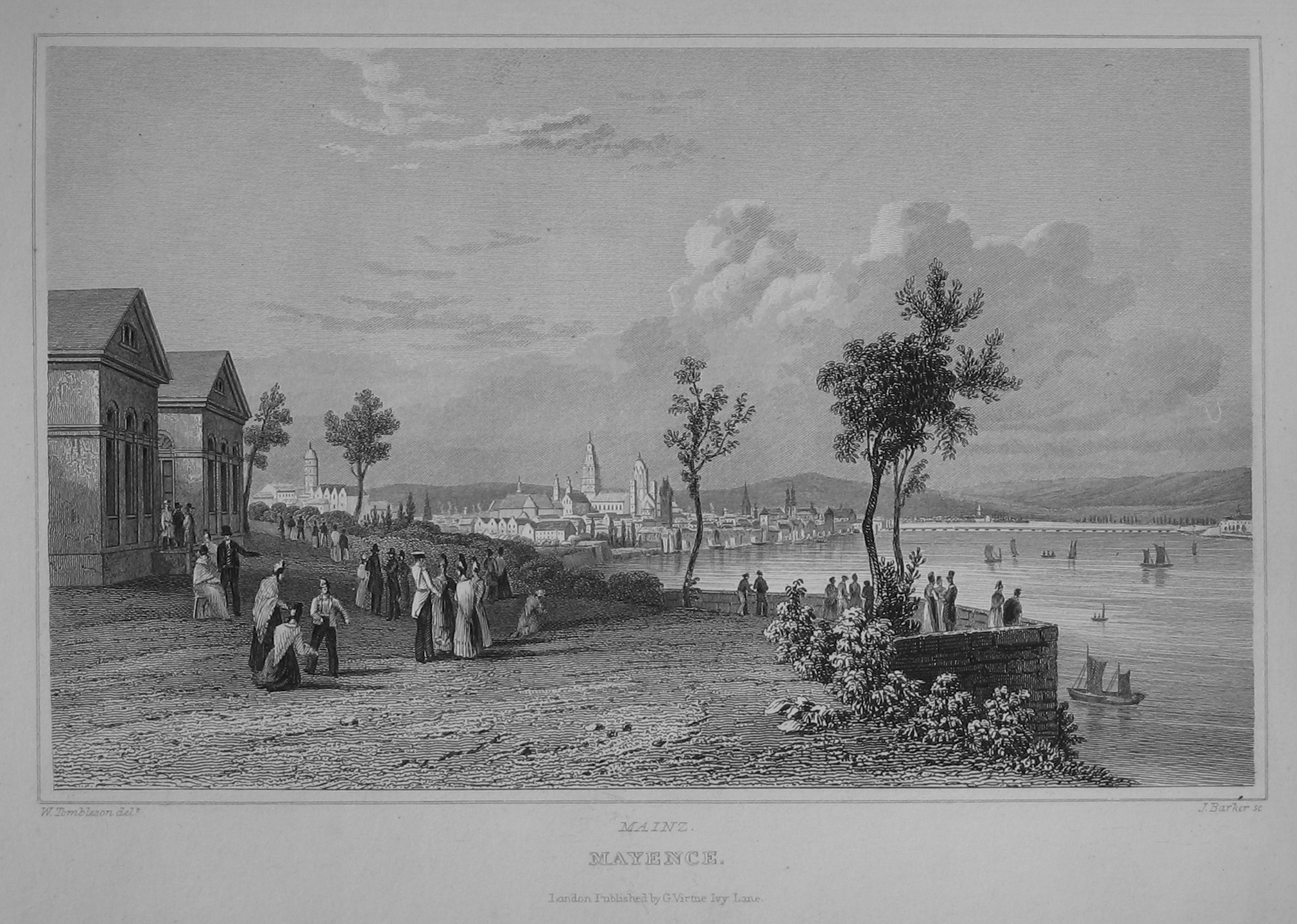
Stadtansicht von der Neuen Anlage
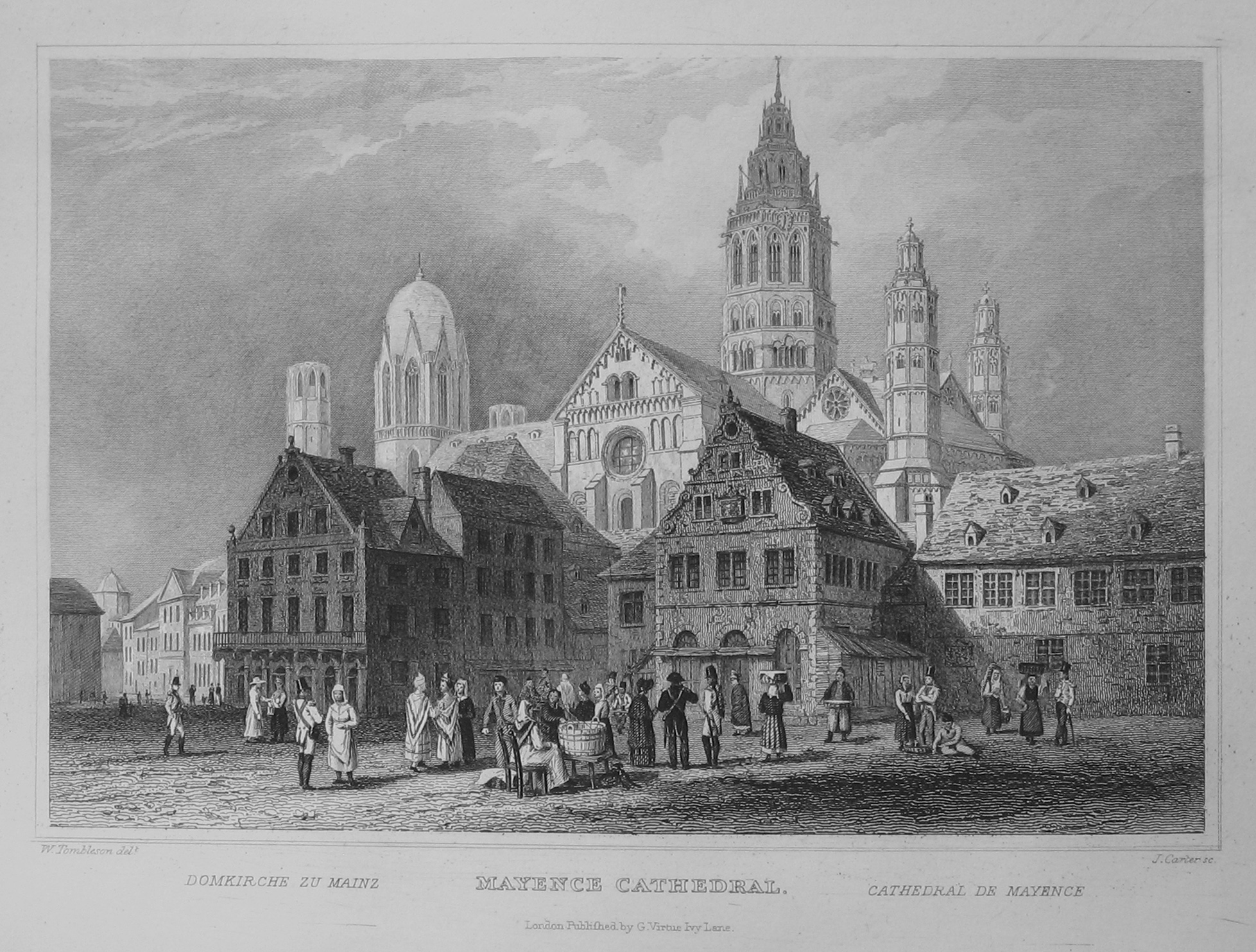
Dom mit Mollerscher Kuppel
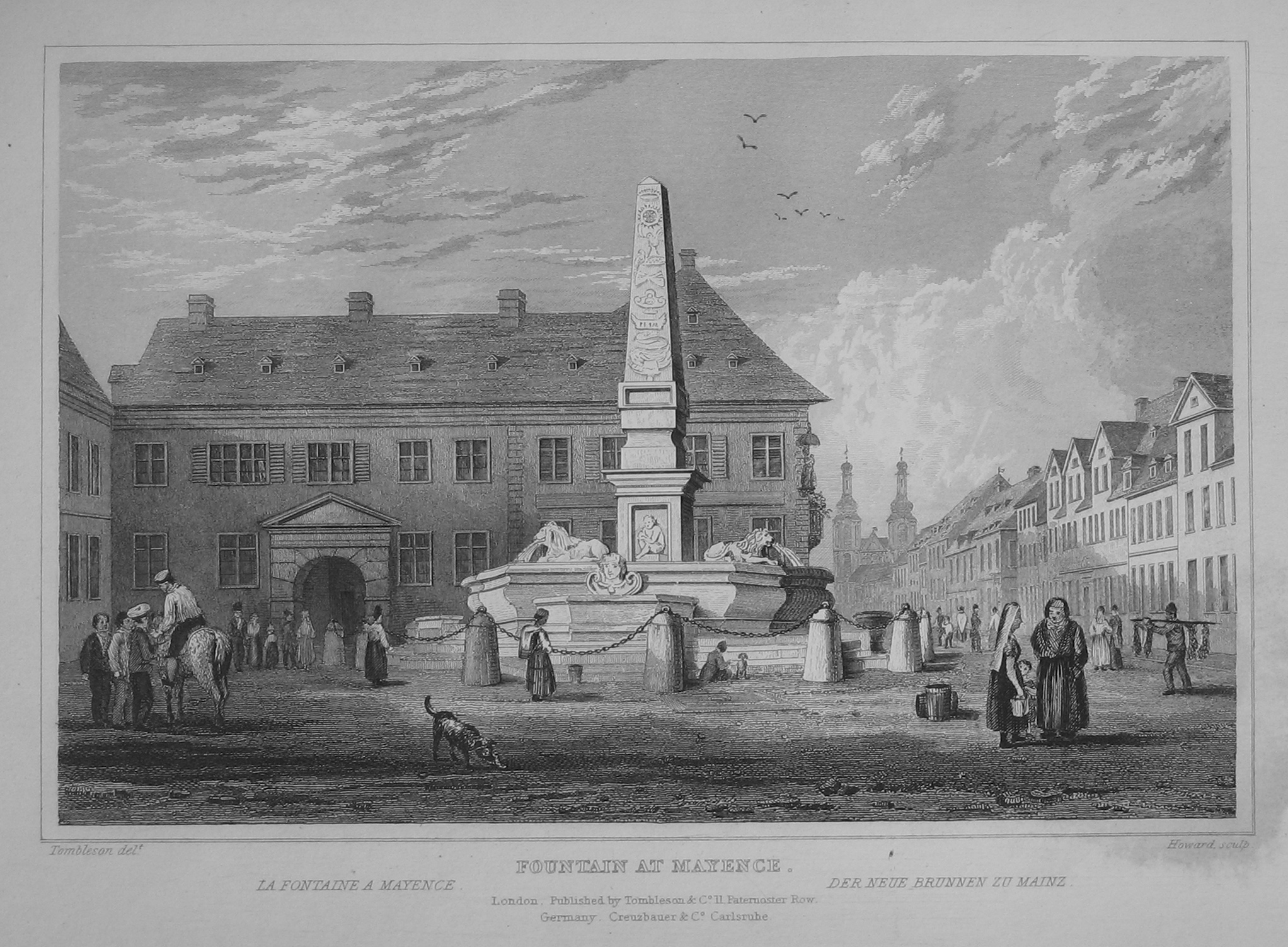
Neuer Brunnen

In die Entwicklung der Stadt mischte sich ab den 1830er Jahren allmählich die Soziale Frage, die die Menschen zunehmend beeinflusste. Dadurch und durch einige Missernten und Hungersnöten entstanden Spannungen zwischen Obrigkeit und Bevölkerung, die aber nie zu einem offenen Konflikt ausbrachen (immerhin befanden sich 8000 Soldaten in der Stadt).

#### Revolution von 1848
Die Revolution von 1848 betraf auch die Stadt Mainz. Im Geiste der Demokratie forderten die Bürger von ihrem hessischen Landesherrn entsprechende Verordnungen wie eine freie Presse, Vereidigung des Heeres auf die Verfassung, Religionsfreiheit sowie ein deutsches Parlament. Außerdem verlangten die Bürger die Rücknahme kurz zuvor beschlossener Polizeigesetze. Der zum Staatsminister ernannte Heinrich von Gagern genehmigte solche Begehren der Mainzer, die die hessische Regierung betrafen, am 6. März 1848.

#### Nach der Revolution
Die Niederschlagung der Revolution durch preußische Truppen verstärkte die antipreußischen Ressentiments der Mainzer in zunehmendem Maße. Außerdem hatte die Revolution die Soziale Frage weiter in den Mittelpunkt gerückt. Nach dem Ende der Revolution folgten eine „politische Windstille“ und eine wirtschaftliche Depression. Diese besserte sich erst 1853 als ein neuer Aufschwung durch Ansiedlung von Industrie und Anschluss an das Eisenbahnnetz folgte. 1860 gab es in der Stadt bereits 164 Fabriken. Mit der Wirtschaft lebte auch das Vereins- und Parteienwesen in der Stadt wieder auf. Ein Rückschlag bei der Stadtentwicklung war dagegen die verheerende Pulverturmexplosion 1857.
1866 kam schließlich das Ende der Bundesfestung Mainz. Der preußisch-österreichische Dualismus führte nach Jahren der Spannungen schließlich zum Krieg. Bayern forderte, durch beide Mächte besetzte Gebiete zu neutralen Plätzen zu erklären, was auch Mainz betraf. Die bisherige Besatzung wurde abgezogen, stattdessen kamen Kurhessen und Württemberger. Nun war die Stadt aber auch für die Preußen ein lohnendes Ziel geworden. Am 20. Juli 1866 wurde der Belagerungszustand über die Festung verhängt. Österreich musste im Krieg gegen Preußen jedoch bald kapitulieren: Am 26. Juli 1866 wurde ein Waffenstillstand geschlossen, am 23. August 1866 folgte der Friedensvertrag. Dieser regelte auch den künftigen Status der Festung und wurde nur mit Österreich abgeschlossen. Immer noch bestehende französische Ansprüche auf die Festung wurden damit von Preußen ignoriert. Als Gouverneur der Festung beriefen die Preußen den Prinzen Woldemar von Schleswig-Holstein-Sonderburg-Augustenburg, der am 4. August 1866 von seinem Eid gegenüber dem Deutschen Bund entbunden wurde. Die Bundesfestungszeit war damit Geschichte.

## „Meenzer Fassenacht“
Ab 1837 kamen in Mainz die ersten Formen der heutigen Mainzer Fastnacht, mit Gründung der Mainzer Ranzengarde, auf. 1838 wurde der erste Fastnachtsverein, der Mainzer Carneval-Verein (MCV) gegründet, der bis zum heutigen Tage der größte und wichtigste unter den zahlreichen Mainzer Fastnachtsvereinen ist. Insbesondere ist er Veranstalter des Mainzer Rosenmontagszugs.

## Entwicklung zur Großstadt

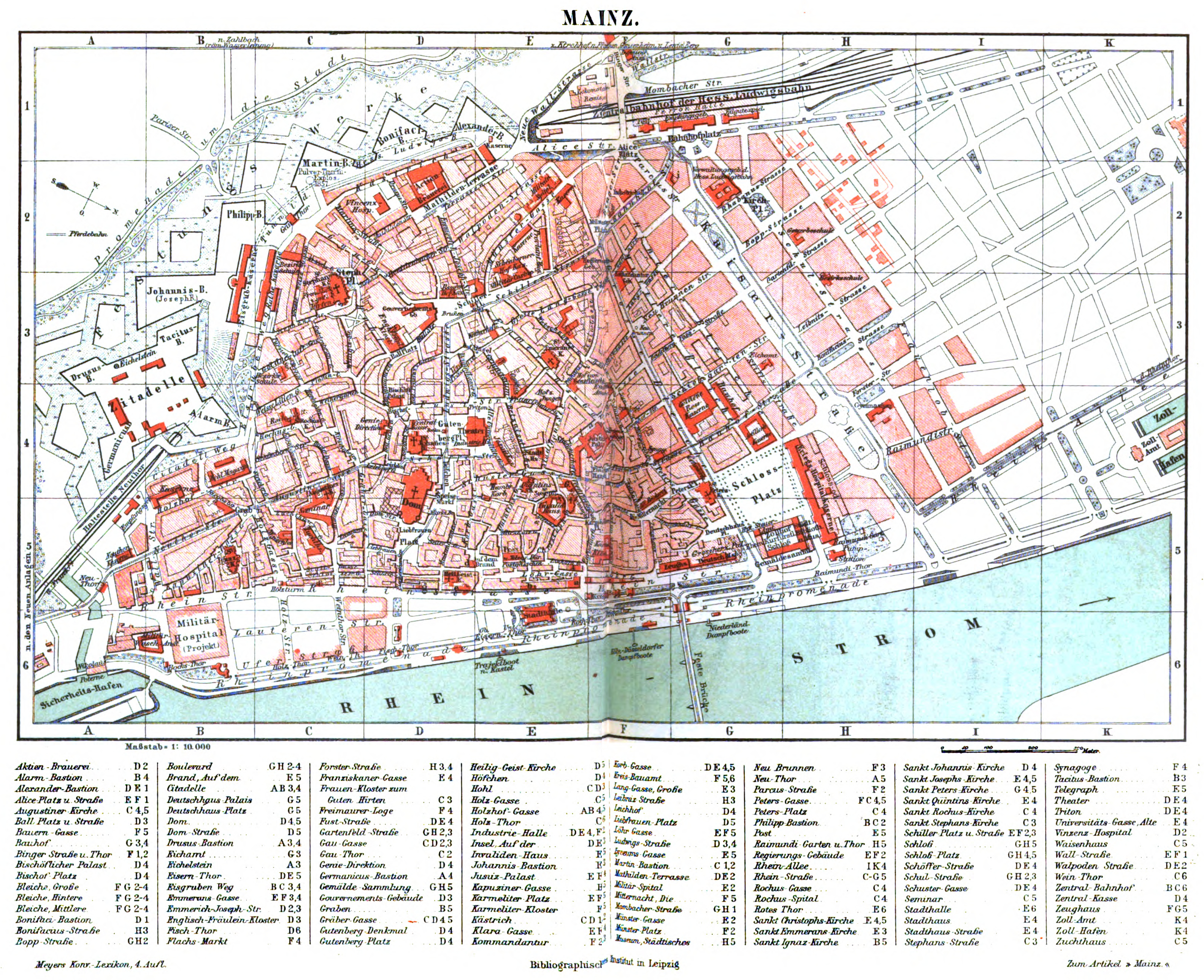
Stadtplan vom Mainz der 1880er Jahre

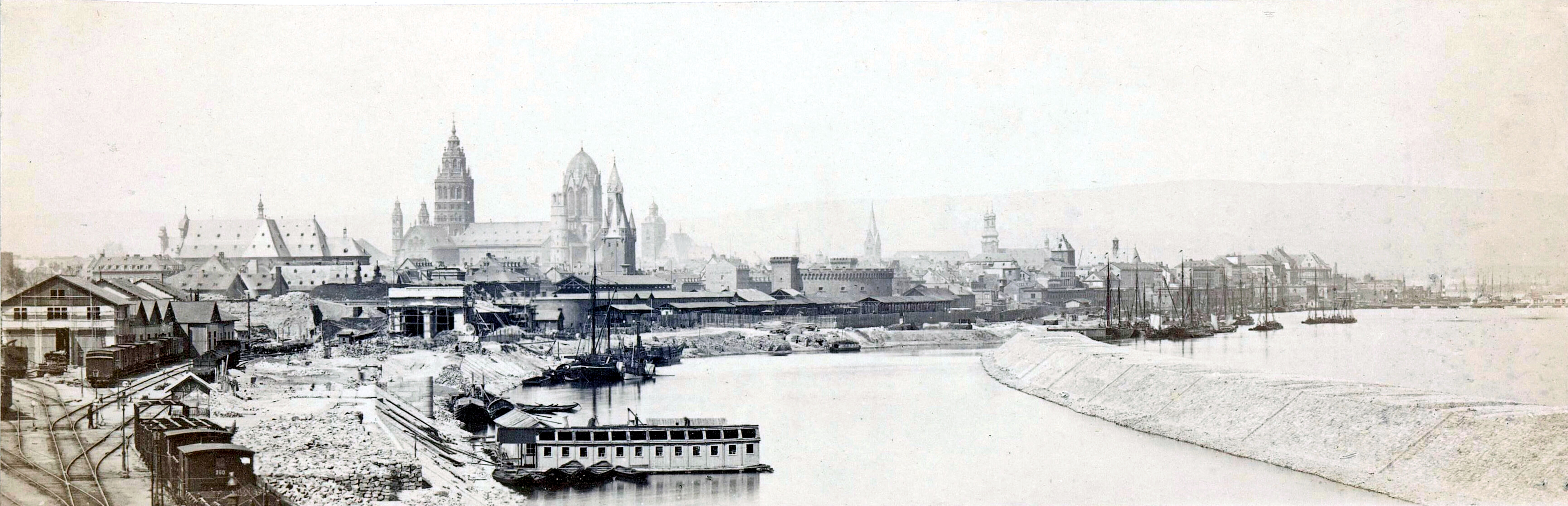
Hafenanlagen um 1870

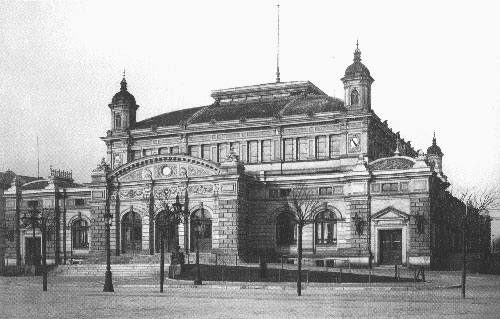
Stadthalle Mainz (Aufnahme 1899)

Die Eigenschaft als Festungsstadt hatte die flächenmäßige Ausdehnung der Stadt und damit eine adäquate Zunahme der Einwohnerzahl im Vergleich zu Nachbarstädten wie z. B. Frankfurt oder Wiesbaden verhindert. Wiesbaden beispielsweise wuchs von 1816 bis 1864 um 1208 %, Mainz dagegen nur um 67 %. Die Festungsanlagen umschlossen eine Fläche, die nach Jahrhunderten der Festungszeit nach und nach vollgebaut worden war, wie z. B. das Gebiet der „Bleichen“. Außerhalb der Mauern durfte keine feste Bebauung stehen, um angreifenden Armeen keinen Schutz bieten zu können. So konnte sich die Stadt bis in die 1870er Jahre nur auf engstem Raum entwickeln.
Der Deutsch-Französische Krieg von 1870/71 brachte die Annexion Elsaß-Lothringens mit sich. Stadt und Festung Metz wurden zum neuen Festungsbollwerk gegen Frankreich, daher wurde die Festung Mainz in ihrer Funktion vernachlässigt und zum Jahrhundertende immer weiter abgerüstet. Die unmittelbar an der Stadt liegenden Festungsanlagen verloren ihre Bedeutung, als vierter und äußerster Festungsgürtel um Mainz wurde ab 1904 die Selzstellung in verschiedenen rheinhessischen Gemeinden errichtet; sie bestand aus rund 318 Bunkern.
Erst nach Aufweiten des die Stadt umgebenden Festungsrings auf dem nördlich der Altstadt gelegenen „Gartenfeld“ und nach Anlage des Rheingauwalls setzte in der Gründerzeit ein Bauboom ein. Gleichwohl war die Stadt immer noch Festungsstadt, wonach sich die Stadtplanung weiterhin zu richten hatte. Bedeutend für die damalige Stadtentwicklung war vor allem der Stadtbaumeister Eduard Kreyßig. Es entstanden ein neues Gaswerk, eine neue Rheinbrücke, der Zollhafen, das erste Elektrizitätswerk, die große Stadthalle – damals Deutschlands größter Hallenbau (in der Aufnahme ganz oben zu sehen) – und die evangelische Christuskirche, die Kreyßig als städtebaulichen Gegenpol zum Dom konzipierte. Außerdem wurde der Bestand von Wohnhäusern drastisch erhöht wie z. B. im nun immer mehr bebaubaren Gartenfeld. Dazu wurde unter anderem auch das Rheinufer erweitert. Die Festungsfunktion verhinderte auch, dass Mainz zur Schwerindustriestadt wurde, da für große Fabriken der Platz fehlte. Der Arbeitsmarkt in Mainz bestand daher vor allem aus Leder- und Textilbetrieben, Holzverarbeitung, Lebensmittel- und Baubranche sowie Eisenverarbeitung. Große Bedeutung hatte dabei der Rheinhafen.

## 20. Jahrhundert
Das 20. Jahrhundert brachte neben dem Status einer Großstadt weiteren Aufschwung in der Stadt. Das Jahr 1900 wurde als Gutenberg-Jubiläum begangen, anlässlich dessen (auf das Jahr 1400 willkürlich festgelegten) 500. Geburtstags. Die im vorhergehenden Jahrhundert angelegte Kanalisation wurde weiter ausgebaut. Ab 1900 wurde auf Anordnung des Kaisers Wilhelm II. mit dem allmählichen Rückbau der Festungsanlagen begonnen. Durch Eingemeindungen von Mombach, Kastel und Kostheim stieg die Einwohnerzahl stark an. Die Eingemeindung von Kastel 1908 machte Mainz zur Großstadt.
Der Ausbruch des Ersten Weltkriegs beendete auch in Mainz die seit 1871 anhaltende Blütezeit. Teuerung und Versorgungsprobleme verstärkten sich, je länger der Krieg dauerte. 1918 kam es zu ausgedehnten Hungerdemonstrationen. Am 9. März 1918 fielen gegen Mittag zum ersten Mal Bomben auf Mainz. Unter den Opfern des von britischen Flugzeugen ausgeführten Luftangriffes war auch die junge Meta Cahn, welcher von Anna Seghers später ein schriftstellerisches Denkmal gesetzt wurde. Unbestätigt ist allerdings ein französischer Luftangriff auf die Stadt am 16. September 1918.
Als am 10. November 1918 der Waffenstillstand bekannt gegeben wurde, kam es in Mainz zu Ausschreitungen, Plünderungen und Gefangenenbefreiungen sowie zur Bildung von Arbeiter- und Soldatenräten. Diese wählten jedoch gemäßigte Führer an ihre Spitze, welche die kommenden Änderungen behutsam angingen. Noch am Abend des 10. November wurde vor der Stadthalle die Republik ausgerufen. In Darmstadt war der hessische Großherzog bereits einen Tag zuvor für abgesetzt erklärt worden.

### Besatzungszeit nach dem Ersten Weltkrieg

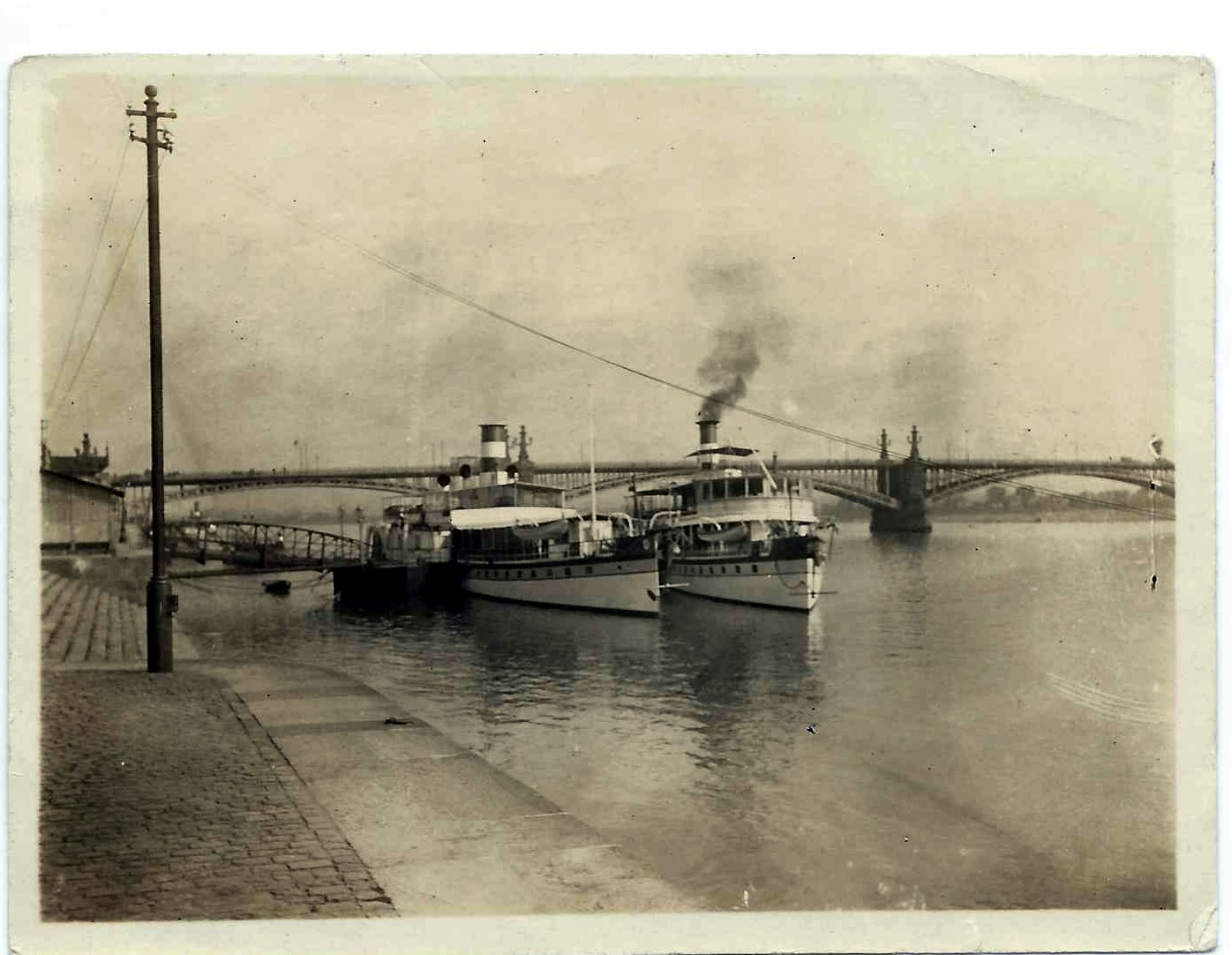
Die Rheinpromenade 1921

Die Bedingungen des Waffenstillstandes sahen vor, dass die Deutsche Armee das linksrheinische Gebiet zu entmilitarisieren und rechts des Rheins eine 10 km breite neutrale Zone einzurichten hatte. Am Morgen des 8. Dezember 1918 verließ der letzte deutsche Soldat die Stadt. Am Mittag rückten zum fünften Mal in der Geschichte der Stadt die Franzosen unter Victor Goybet in Mainz ein. Die alten Gesetze und Rechtsverordnungen blieben nach einem Erlass des französischen Marschalls Ferdinand Foch in Kraft. Neue Gesetze mussten allerdings der Militärverwaltung zur Genehmigung vorgelegt werden. Charles Mangin wurde zum Oberkommandierenden der französischen Besatzungsarmee am Rhein mit Sitz in Mainz bestimmt; sein Adjutant war Félix de Vial.
12.000 Mann stationierten die Franzosen allein in Mainz, über 5.400 in den umliegenden Kasernen von Amöneburg, Kastel, Kostheim, Gonsenheim und Weisenau. Dies führte zu einer Wohnungsnot, da die Besatzungstruppe praktisch alle größeren Gebäude requirierte. Es gab schließlich kaum ein Haus, das nicht einen oder mehrere Soldaten beherbergte. Es entstanden einige neue Wohnsiedlungen, unter anderem Am Klostergarten, für die höheren Chargen der Militärs. Wie schon bei der Besatzung von 1799 führten die Franzosen auch diesmal ihre Kultur und ihre Presse in Mainz ein, um die Gesellschaften einander anzunähern. Außerdem wurde an den Schulen der Französischunterricht eingeführt, um die Sprachbarriere abzubauen.

#### Rheinischer Separatismus
Die alliierte Rheinlandbesetzung führte zu dem Gedanken, aus den linksrheinischen Gebieten einen eigenständigen Staat innerhalb des Deutschen Reiches zu bilden. Da sich die Reichsregierung ablehnend äußerte, wurde schließlich die Gründung eines Rheinstaates erwogen. Entsprechende Pläne wurden auch in Gesprächen mit den französischen Besatzungstruppen sondiert. Am 1. Juni 1919 wurde über Plakate in Mainz eine selbstständige Rheinische Republik im Verband des Deutschen Reiches ausgerufen. Ein sofort folgender Generalstreik beendete diese kurze Episode rheinischer und Mainzer Geschichte. Doch die Idee war keineswegs verschwunden: Noch 1923 kam es zu einer ähnlichen Proklamation in Aachen, die auch wieder auf Mainz übergriff. Dort bildeten die Separatisten eine zunächst von den Franzosen geförderte Provinzialregierung, die aber weder beim Reich noch bei den Bewohnern noch bei den Alliierten Anerkennung fand, was die Idee von einer „Rheinischen Republik“ endgültig zum Scheitern verurteilte.

#### Nach dem Versailler Vertrag

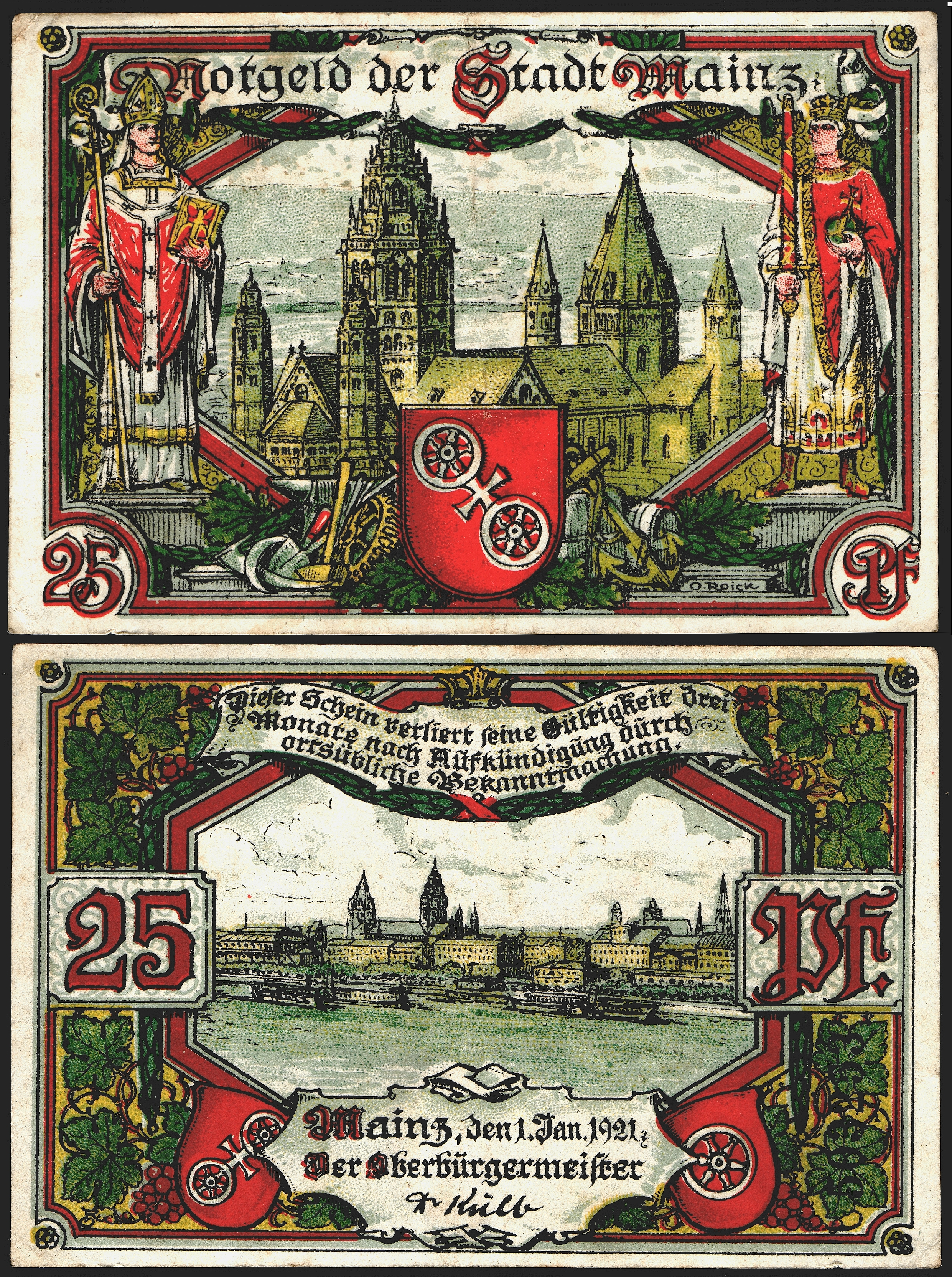
Notgeldschein von 1921

Der Vertrag von Versailles bestimmte, dass die besetzten Gebiete unter eine Zivilverwaltung gestellt würden, welche als „Interalliierter Hoher Ausschuss für die Rheinlande“ in Koblenz saß. Die Bestimmungen sahen auch die endgültige Abtragung der Festungsanlagen vor, was während der ganzen Besatzungszeit betrieben wurde. Reste der Festungsanlagen wie die Zitadelle finden sich freilich immer noch in der Stadt. Die freiwerdenden Gelände wurden schnell wiederverwendet, überhaupt setzten in der Stadt ab der Mitte der 1920er Jahre umfangreiche Verschönerungsarbeiten ein. Am 11. Januar 1923 besetzten französische und belgische Truppen das Ruhrgebiet, um dort Reparationen einzutreiben (→ Ruhrbesetzung). Dem Aufruf der Reichsregierung zum passiven Widerstand kam auch der Industrielle Fritz Thyssen nach, welcher sich deswegen vor einem Militärgericht in Mainz verantworten musste, was zu einem kleinen Aufstand in der Stadt führte.
Inflation und wirtschaftliche Not waren insgesamt gesehen die meistprägenden Faktoren der Mainzer Nachkriegsgeschichte. Erst mit der Einführung der Rentenmark Ende des Jahres 1923 und der Einsicht der Alliierten in der Reparationsfrage besserte sich die allgemeine Notlage.

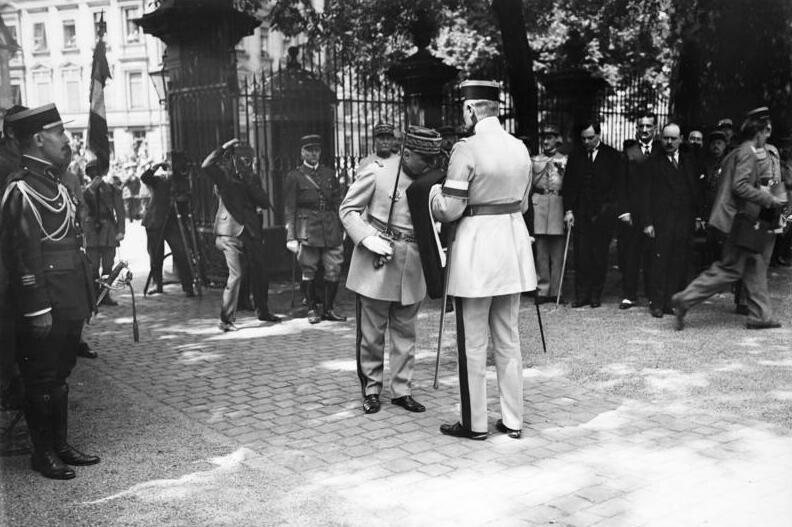
General Adolphe Guillaumat mit französischer Flagge vor dem Tor des Deutschhauses

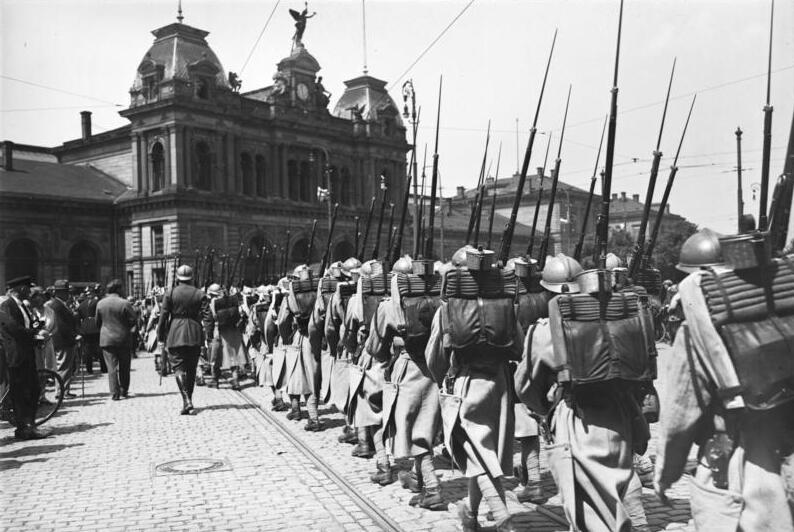
Abzug der französischen Truppen über den Hauptbahnhof

Die „Goldenen Zwanziger“ gingen am besetzten Mainz fast vollständig vorbei. In kultureller Hinsicht erlebte allein die Stadtbibliothek unter Aloys Ruppel eine Blütezeit. Sogar eine der in der ganzen Welt verstreuten Gutenbergbibeln konnte für das Stadtarchiv erworben werden. Heute besitzt die Stadt zwei der kostbaren Originalausgaben, von denen es nur noch 48 Exemplare gibt. Das Stadttheater war zwar auch wieder in Betrieb, die modernen Stücke des Expressionismus standen jedoch nicht auf dem Spielplan. Außerdem erhielten die Lichtspieltheater in Mainz Einzug. 1928 war die große Domrenovierung, die bereits vor dem Krieg begonnen worden war, beendet. Nötig gemacht hatte sie der abgesunkene Grundwasserspiegel.
Das Jahr 1930 brachte schließlich das Ende der Besatzungszeit, zuvor jedoch auch einige weitere umfangreiche Eingemeindungen: Zum 1. Januar 1930 wurden rechtsrheinisch Ginsheim-Gustavsburg und Bischofsheim, linksrheinisch Bretzenheim und Weisenau eingemeindet. Die Orte boten vor allem günstige Handelsbedingungen wie den Mainhafen von Gustavsburg, viel Industrie und vor allem Siedlungsraum für die stetig wachsende Stadt. Das Stadtgebiet verdoppelte sich durch die Eingemeindungen.

### Ende der Besatzungszeit und Nationalsozialismus

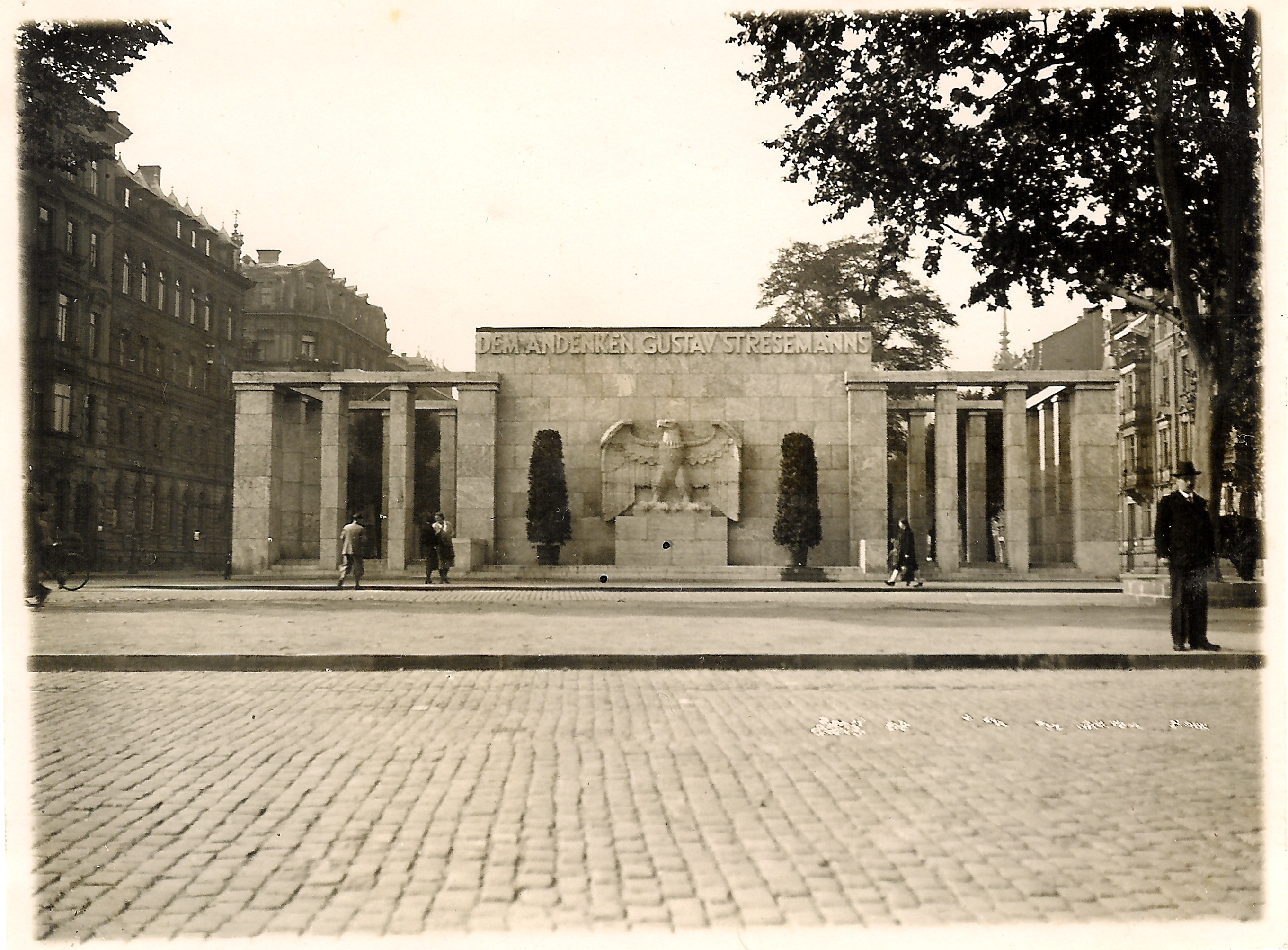
Gustav-Stresemann-Denkmal, Oktober 1931

Am 30. Juni 1930 endete die Rheinland-Besetzung, was auch ein Verdienst des Reichsaußenministers Gustav Stresemann war, dem dafür in der Stadt ein Denkmal gesetzt wurde.
Die aufkommende Weltwirtschaftskrise beendete rasch die seit 1923 bestehende kurze Phase der wirtschaftlichen Erholung und ließ die NSDAP auch im Rheinland reüssieren. 1932 betrug die Arbeitslosenquote in Mainz 12,8 %, die notwendigen Fürsorgeleistungen und Kriegsaltlasten trieben den Haushalt in kurzer Zeit in den Ruin. Diese Not schürte den Radikalismus, der die Schuld am Elend den „Bonzen“ und dem „internationalen Finanzjudentum“ zuwies. Der Aufstieg dieser Tendenzen war schon in den Notjahren bis 1923 zu beobachten gewesen, als es in Mainz einen rechtsradikalen Verein gab, der allerdings bald verboten wurde. Eine Ortsgruppe der NSDAP wurde 1925 gegründet, die nach einigen Quellen 1926 50 Mitglieder hatte. Zwischen 1927 und 1928 wurde sie aus unbekannten Gründen aufgelöst. Die erste Veranstaltung wurde ebenfalls 1928 abgehalten, jedoch war die Gruppe in Mainz so unbedeutend, dass die NSDAP zur Stadtratswahl 1929 nicht einmal mit einer eigenen Liste antrat. Bis zur Machtergreifung war die Partei trotz zweier Hitler-Besuche nicht im Stadtrat vertreten. Doch bei Landtags- und Reichstagswahlen erhielt die NSDAP sehr wohl Stimmen, bei der Landtagswahl von 1932 waren es 26186. Im selben Jahr war Werner Best, Jurist und später vor allem hoher SS-Funktionär, Kreisleiter der NSDAP in Mainz geworden.
Der 30. Januar 1933, Tag der Machtergreifung der Nationalsozialisten, sah zwei Menschenzüge durch die Stadt ziehen: 3.000 Menschen, organisiert von der Kommunistischen Partei demonstrierten gegen die Machtergreifung, wenig später zogen 700 Fackelträger durch die Stadt, die selbige feierten. Nach der Reichstagswahl 1933 begann die Phase der Gleichschaltung, die auch in Mainz voll durchgriff. Auf Betreiben der Partei wurde die Umbenennung zahlreicher Straßen, z. B. des Halleplatzes in Adolf-Hitler-Platz, des Bebelrings in Kaiser-Wilhelm-Ring und der Forsterstraße in Horst-Wessel-Straße dekretiert. Das Befreiungsdenkmal von Benno Elkan auf dem Schillerplatz wurde abgerissen und zerstört. Im April begannen erste Repressalien gegen die jüdische Bevölkerung der Stadt, die damals ca. 3000 Menschen stark war. Die jüdische Gemeinde hatte in der zweiten Hälfte des 19. Jahrhunderts eine neue Blütezeit erlebt. Es entstanden zwei große Synagogen, von denen die eine als Ausdruck neuen Selbstbewusstseins nicht im Judenviertel im Emmeransbezirk, sondern mitten in der Mainzer Neustadt an der Hindenburgstraße lag. Diese Synagogen wurden in der Reichspogromnacht in Brand gesetzt, die Reste wurden bald auf Kosten der jüdischen Bevölkerung gesprengt. Gerettet werden konnte zunächst aber die Bibliothek. Eine Torarolle wurde im Mainzer Priesterseminar versteckt, wo sie erst 2003 wiederentdeckt und der jüdischen Gemeinde in Weisenau zurückgegeben wurde.
Nach dem Verbot der politischen Parteien, der Gewerkschaften und der freien Presse war die Gleichschaltung in Mainz abgeschlossen. Die Vereinnahmung der beiden großen Kirchen jedoch gelang den Nationalsozialisten in Mainz nicht: Zwar besetzten Anhänger der nationalsozialistischen Glaubensgemeinschaft Deutsche Christen mehrere Pfarreien in Mainz, die evangelischen Pfarrer der Christuskirche gehörten jedoch zu den Gründungsmitgliedern des Pfarrernotbundes. Die katholischen Bischöfe, die während des Nationalsozialismus in Mainz amtierten, Ludwig Maria Hugo († 1935) und sein Nachfolger Albert Stohr, lehnten jede Zusammenarbeit mit dem Regime ab.
Am 1. November 1938 wurde Mainz wie auch Offenbach am Main, Gießen, Darmstadt und Worms kreisfreie Stadt. Gonsenheim wurde eingemeindet.

### Zweiter Weltkrieg
Der am 1. September 1939 von Hitler begonnene Zweite Weltkrieg veränderte das Leben in der Stadt zunächst nur marginal. Lediglich durch Rationierung und Verdunklungsgebot bekam die Bevölkerung den Kriegszustand zu spüren. Theaterbetrieb, Konzerte, Kino und Sport gingen jedoch wie gewohnt weiter, auch um die Bevölkerung abzulenken. 1940 fielen zum ersten Mal im Zweiten Weltkrieg Bomben auf Mainz, 1941 folgten weitere Bombardements, die vor allem die Stadtteile, aber auch den Hauptbahnhof trafen.

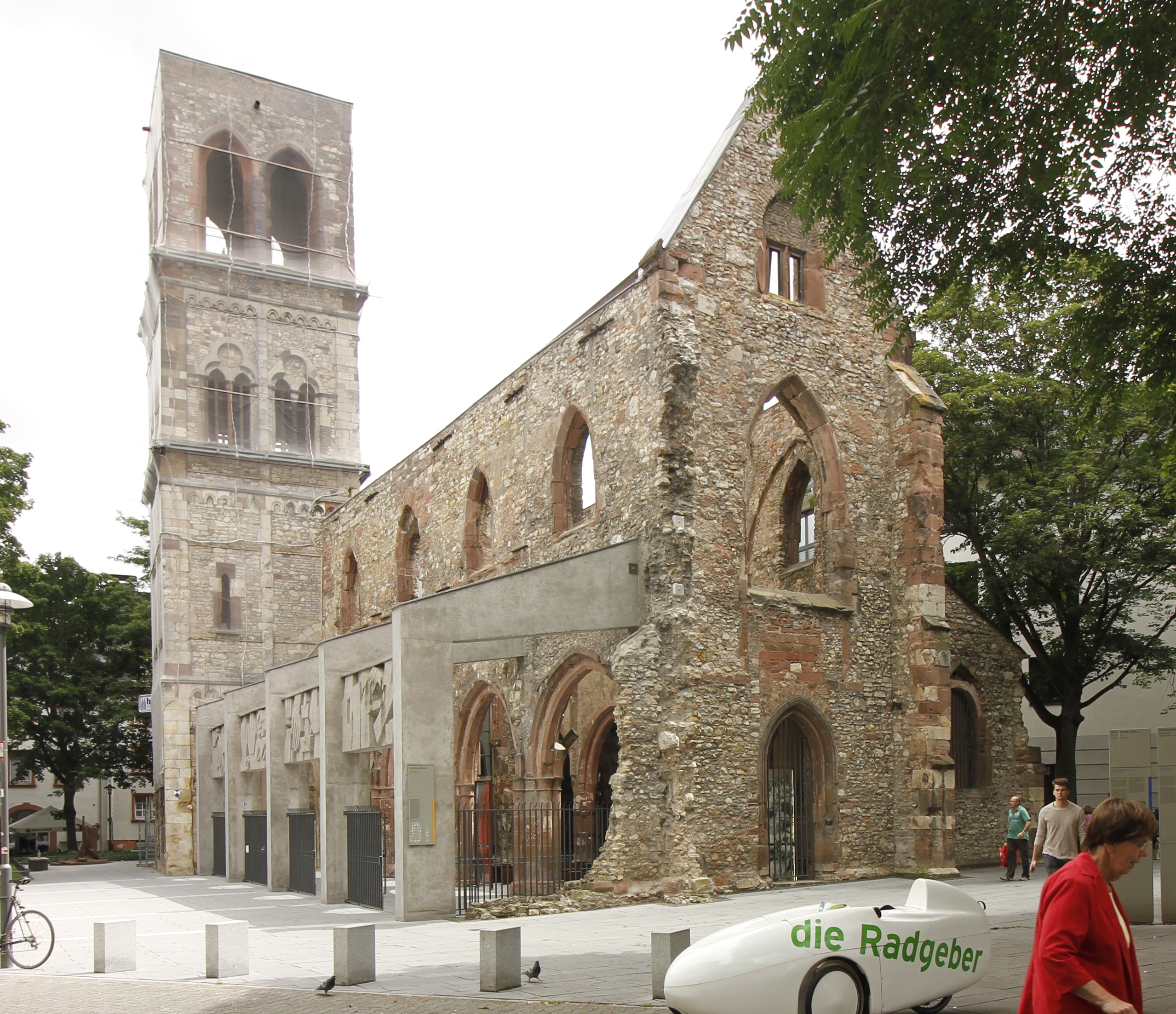
Kriegsmahnmal und Symbol des zerstörten Mainz: Die Ruine der Christophskirche, Pfarrkirche Johannes Gutenbergs

Den ersten schwereren Angriff gab es am 12. August 1942, als britische Bomber 134 t Brandbomben und 203 t Sprengbomben auf die Innenstadt warfen. Dabei wurde das Quintinsviertel weitgehend zerstört, außerdem brannte die alte Stiftskirche St. Stephan ab. 781 Wohnhäuser, 23 öffentliche Gebäude, 5 Kirchen, 4 Schulen und ein Krankenhaus wurden bei diesem und dem am Tag danach folgenden Angriff zerstört, 161 Menschen starben.
Der Terror des nationalsozialistischen Gewaltapparates gegen viele Bewohner ging während des Krieges weiter. Hausdurchsuchungen, Verhöre und Abhöraktionen sollten die Bürger einschüchtern. Allerdings förderte der Terror wie anderswo auch das Entstehen kleinerer Widerstandsgruppen, deren Mitglieder nach dem Hitler-Attentat vom 20. Juli 1944 fast alle verhaftet und hingerichtet wurden. Während des Krieges wurde fast die gesamte verbliebene jüdische Bevölkerung deportiert. 1945 wurde außerdem die Verschleppung der Geistlichkeit vorbereitet, die vom NS-Regime euphemistisch als „Evakuierung“ bezeichnet wurde.
Anfang 1945 begann die Bevölkerung zu ahnen, dass der Krieg wohl bald vorbei sein würde. Um die Stadt herum wurden Panzergräben gezogen, im Januar und Anfang Februar gab es schwere Bombenangriffe.
 Der 27. Februar 1945 
Doch diese Angriffe sollten nicht die schlimmsten gewesen sein. Der schwerste erfolgte am 27. Februar 1945, als die britische Luftwaffe in drei Wellen insgesamt 514.000 Stabbrandbomben, 42 Leuchtbomben, 235 Sprengbomben und 484 Luftminen über der Stadt abwarf. Der gesamte Angriff dauerte eine Viertelstunde – von 16:30 bis 16:45 – und verwandelte die ganze Stadt in ein Flammenmeer. Ungefähr 1200 Menschen starben, darunter der gesamte Konvent des Kapuzinerinnenklosters. Der 27. Februar ist der zentrale Gedenktag der Stadt für die Opfer des Bombenkrieges. Im März 1945 näherten sich die amerikanischen Truppen der Stadt. Von einer zuerst vorgesehenen Evakuierung der linksrheinischen Gebiete wurde abgesehen. Mit politischen Gegnern wollte die Gestapo noch abrechnen; auch plante sie die Verhaftung des Bischofs Albert Stohr und seiner näheren Umgebung, was durch eine Warnung jedoch vereitelt wurde.
Am 15. März begannen zwei US-Armeen und Teile der 1. Französischen Armee die Operation Undertone. Am 17. März 1945 wurden alle noch bestehenden Mainzer Rheinbrücken von der sich auf die rechte Rheinseite zurückziehenden Wehrmacht gesprengt. Am 21. März erreichten US-Truppen der 90th Infantry Division Hechtsheim, am 22. März war der Krieg für Mainz vorbei. Von 154.000 Einwohnern 1939 waren 76.000 geblieben. 61 % der Bausubstanz war vernichtet, in der Innenstadt sogar 80 %. Insgesamt 2800 Menschen waren Bombenangriffen zum Opfer gefallen. Viele Mainzer fielen oder kehrten erst Jahre später (z. B. Kriegsheimkehrer nach Kriegsgefangenschaft) nach Mainz zurück. Die blühende jüdische Gemeinde war ausgelöscht: Von den 3000 Mitgliedern vor der Zeit des Nationalsozialismus lebten 1945 nur noch 59 in Mainz.

### Nachkriegszeit

#### Neue Verwaltungen

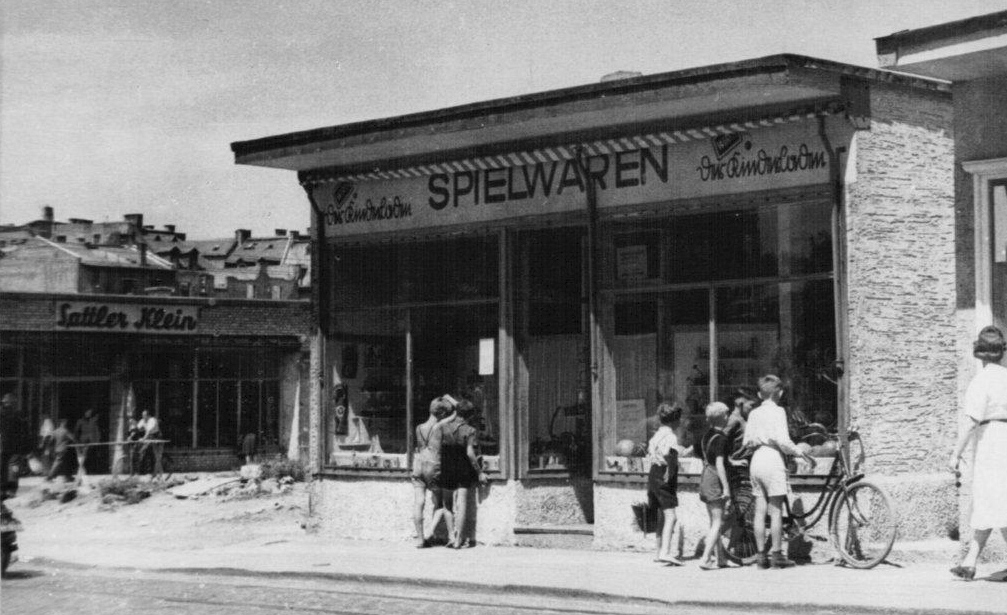
Spielwarenverkauf in einem Notpavillon

Die Zukunft des Nachkriegs-Mainz wurde unter anderem durch die Beschlüsse der Konferenz von Jalta festgelegt. Dort verkündeten die Alliierten Stalin, Churchill und Roosevelt am 10. Februar 1945, dass auch Frankreich eine Besatzungszone in Deutschland erhalten sollte. Genau umschrieben wurde diese Zone damals nicht, die Planungen gingen jedoch davon aus, dass auch Mainz zu dieser gehören würde.
Doch zunächst, nach der Einnahme durch die III. Amerikanische Armee, galt alle Anstrengung der Versorgung der in der Stadt verbliebenen Bevölkerung.
Am 9. Juli kam die französische Besatzungsmacht in die Stadt – zum sechsten Mal seit 1644. Über das Kaisertor schrieben sie: „Ici Mayence“. Im selben Monat, am 25. Juli, wurde höchst umstritten der Rhein (nur bis Kaub) als Grenze zwischen der amerikanischen und der französischen Besatzungszone festgelegt. Mainz wurde als größte Stadt innerhalb der französischen Besatzungszone zu einem bedeutenden Zentrum, was sich in der Folge auch auf die Stadtentwicklung auswirkte. Allerdings wurden durch die Grenzziehung die rechtsrheinischen Stadtteile von Mainz abgetrennt und die Stadtteile nördlich der Mündung des Mains der Stadt Wiesbaden zugewiesen. Die Stadtteile südlich des Mains erlangten ihre Selbständigkeit zurück, die sie vor 1930 schon hatten. Mainz verlor so mehr als die Hälfte seiner Gemarkung. Alle Initiativen zur Rückgewinnung der Vororte scheiterten bisher.
Im Laufe des Jahres 1945 begannen die Bürger mit der Befreiung der Stadt von den 1,5 Mio. Kubikmetern Schutt, wofür zunächst viel zu wenige Arbeiter zur Verfügung standen. Die wirtschaftliche Not und der Hunger waren das größte Problem dieser Zeit. Hinzu kamen schwierige Verhandlungen mit der Besatzungsmacht, um Demontagen und Repressionen zu mindern.

#### Universitätsstadt
Trotz der Nachkriegsprobleme kündigte Oberbürgermeister Emil Kraus (1893–1972) an Silvester 1945 die Gründung einer Universität an. Ihren Ausgangspunkt hatte diese Ankündigung in Überlegungen der Franzosen vom August 1945, in ihrer Zone eine eigene Hochschule zu gründen. „Mayence“, bei den Franzosen beliebt und mit erheblichen Standortvorteilen ausgestattet, erhielt schließlich den Zuschlag vor Speyer und Trier. Als Gebäude diente die im Krieg kaum beschädigte, 1938 errichtete Flakkaserne in der Nähe des Hauptfriedhofs. Am 27. Februar 1946, genau ein Jahr nach dem verheerenden Bombenangriff auf Mainz, wurde die Universität auf Betreiben von Raymond Schmittlein „ermächtigt, ihre Arbeit wieder aufzunehmen“. Die Ermächtigung wurde von jener Besatzungsmacht erteilt, die die der alten Universität Diether von Isenburgs 1798 aufgehoben hatte. Benannt wurde die neue Universität nach Johannes Gutenberg.
Die Gründung der Universität wurde bisweilen kritisch betrachtet, weil sie erhebliche Finanzmittel verschlang, während in der Stadt immer noch Hunger grassierte und die Wirtschaft am Boden lag. Diese Nöte blieben trotz allerlei Versuchen der Abhilfe noch bis Ende der 1940er Jahre bestehen. Doch ab 1947 begann sich das Leben ganz langsam, aber stetig zu normalisieren. Nachdem im Sommer 1946 der Mainzer Carneval Club seine Arbeit wieder aufnahm, gründeten sich ab 1947 weitere Fastnachtsvereine. 1948 fand der Jubiläums-Katholikentag in Mainz statt, zu dem 180.000 Menschen erschienen.
Im August 1948 wurden die Grenzkontrollen zwischen der französischen Zone und der Bizone aufgehoben, auch zwischen Mainz und dem rechtsrheinischen Vorland war wieder freier Verkehr möglich.

#### Landeshauptstadt

Flagge von Rheinland-Pfalz mit dem Mainzer Rad im Wappen des Landes

Im neuen Staat sollte Mainz wieder eine besondere Rolle zukommen, was eindeutig auf die Initiative der Franzosen zurückging. Sie gründeten durch Verordnung Nr. 57 am 30. August 1946 das „rhein-pfälzische“ Land mit Mainz als Hauptstadt. Dies war Anlass für militärische Feiern der Besatzungstruppen. Die mit Gründung des Landes verordnete „Gemischte Kommission“, als oberstes Staatsorgan beauftragt mit der Sicherung der Verwaltung und Vorbereitung der beratenden Versammlung, trat erstmals am 12. September 1946 in der Landeshauptstadt Mainz während der gleichzeitig dort stattfindenden Feierlichkeiten zur Landesgründung zusammen, um nach dem Willen der Chefs der französischen Besatzungstruppen Marie-Pierre Kœnig in Mainz „als der Hauptstadt des neuen Staates“ die „Bedeutung zu unterstreichen, die der Schaffung des neuen rhein-pfälzischen Landes zukommt“. Die Mainzer Bürger feierten die Erhebung der Stadt zur Landeshauptstadt mit einem Fackelzug. Kœnig ließ sich Schloss Waldthausen vor den Toren der Hauptstadt zur Residenz ausbauen.
Mit der Zuerkennung der Hauptstadtrolle war auch verbunden, weitere Gebäudekapazitäten freizumachen, die im völlig zerstörten Mainz jedoch noch nicht vorhanden waren. Die Landesregierung des neuen Staates amtierte daher auch zunächst in Koblenz, der früheren Hauptstadt der preußischen Rheinprovinz. Am 7. Dezember 1948 bekräftigte der damalige Mainzer Oberbürgermeister Emil Kraus die Hauptstadtrolle und erklärte, dass einem baldigen Umzug der Landesregierung nach Mainz keine Schwierigkeiten entgegenstehen dürften; dem jedoch widersprachen die Besatzungsmacht sowie die Landesregierung nach einer Überprüfung im Frühjahr 1949 wegen der noch mangelhaften baulichen Gegebenheiten in Mainz. Koblenz hoffte indes auf ein Verbleiben von Parlament und Regierung und versuchte selbst, Hauptstadt des Landes zu werden. Diese Bemühungen der beiden Städte werden als „Hauptstadtstreit“ bezeichnet, der zwischen 1949 und 1950 in den Zeitungen und auch zur Fastnacht ausgetragen wurde, das „Tauziehen“ wurde auf einem Motivwagen des Mainzer Rosenmontagszuges 1950 dargestellt. Seitens der Landesregierung unter Ministerpräsident Peter Altmeier, gab es jedoch keine Bestrebungen, den vorläufigen Regierungssitz Koblenz zur Hauptstadt zu machen – dies auch vor dem Hintergrund, dass der Süden des Landes, vor allem die Pfalz, Koblenz nicht als Landesmetropole akzeptieren würde. Die Mehrheit der Abgeordneten stimmte dann endgültig am 16. Mai 1950 für den Umzug von Landesregierung und Landtag nach Mainz, auch um ein Zusammenwachsen der einzelnen Landesteile zu begünstigen.
Die Landesregierung zog ab Sommer 1950 aus ihren Ausweichquartieren in Koblenz in die Stadt Mainz um, die als designierte Landeshauptstadt soweit wieder aufgebaut war, dass die Ministerien und der Landtag ihre Gebäude beziehen konnten. Bis zum Mai 1951 waren alle Ministerien und der Landtag in Mainz untergebracht, so dass am Verfassungstag des Landes, am 18. Mai 1951, die erste Sitzung des Landtages im Deutschhaus stattfinden konnte.

### Bundesrepublik

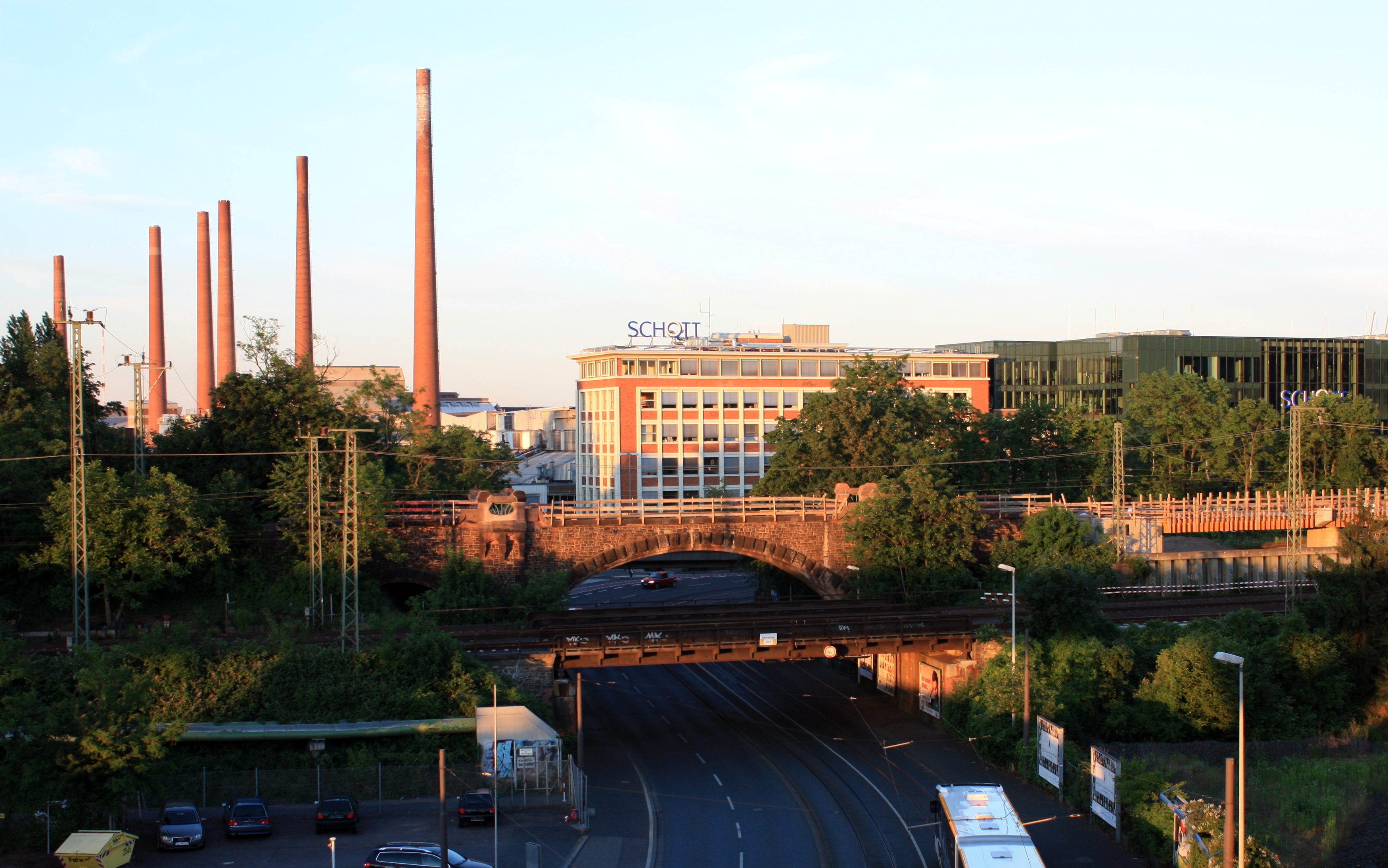
Schott Glas – Schornsteingruppe und Verwaltungsgebäude Architekt Ernst Neufert 1951–1953

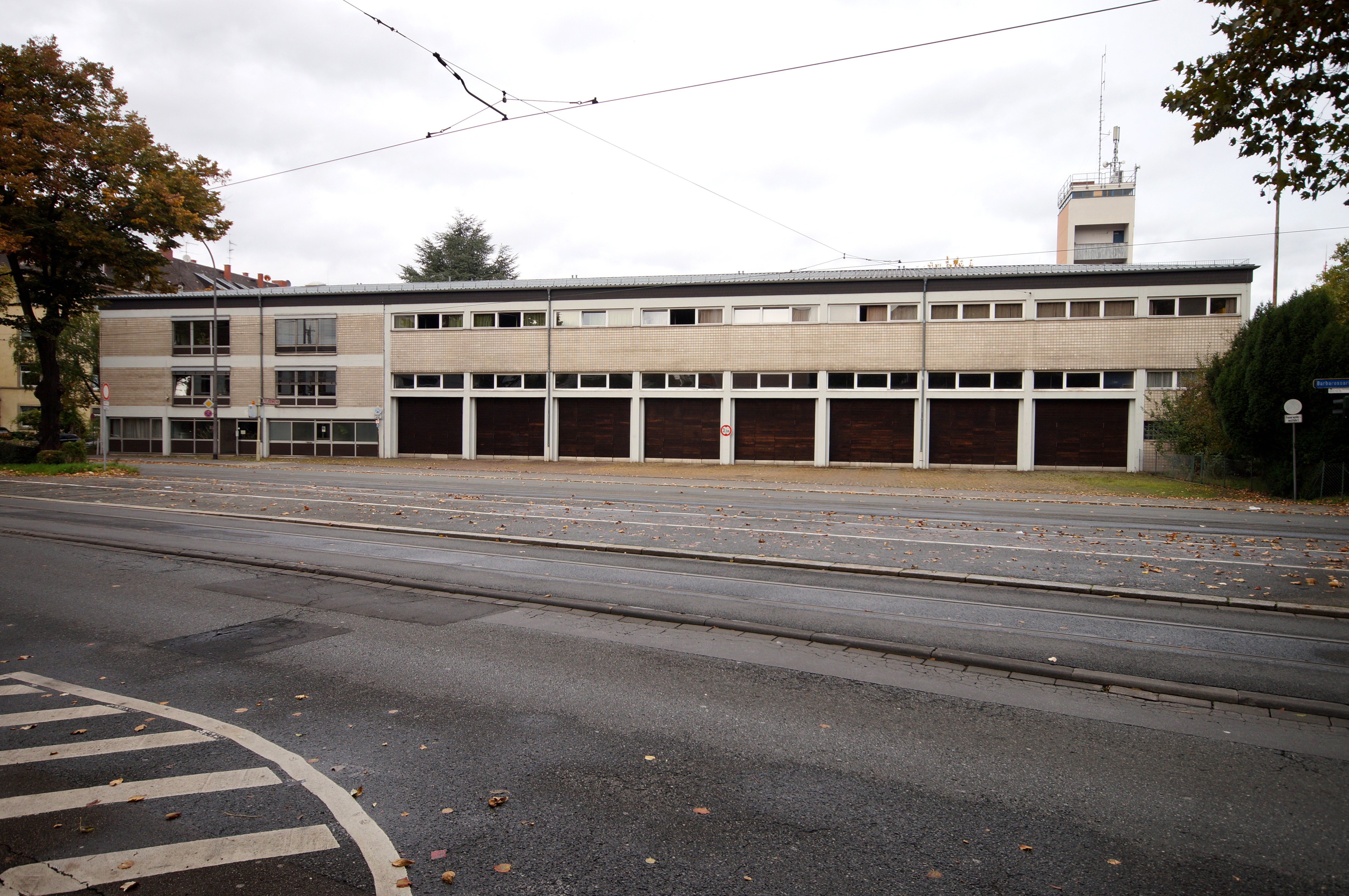
1962 errichtete Feuerwache der Berufsfeuerwehr im Barbarossaring

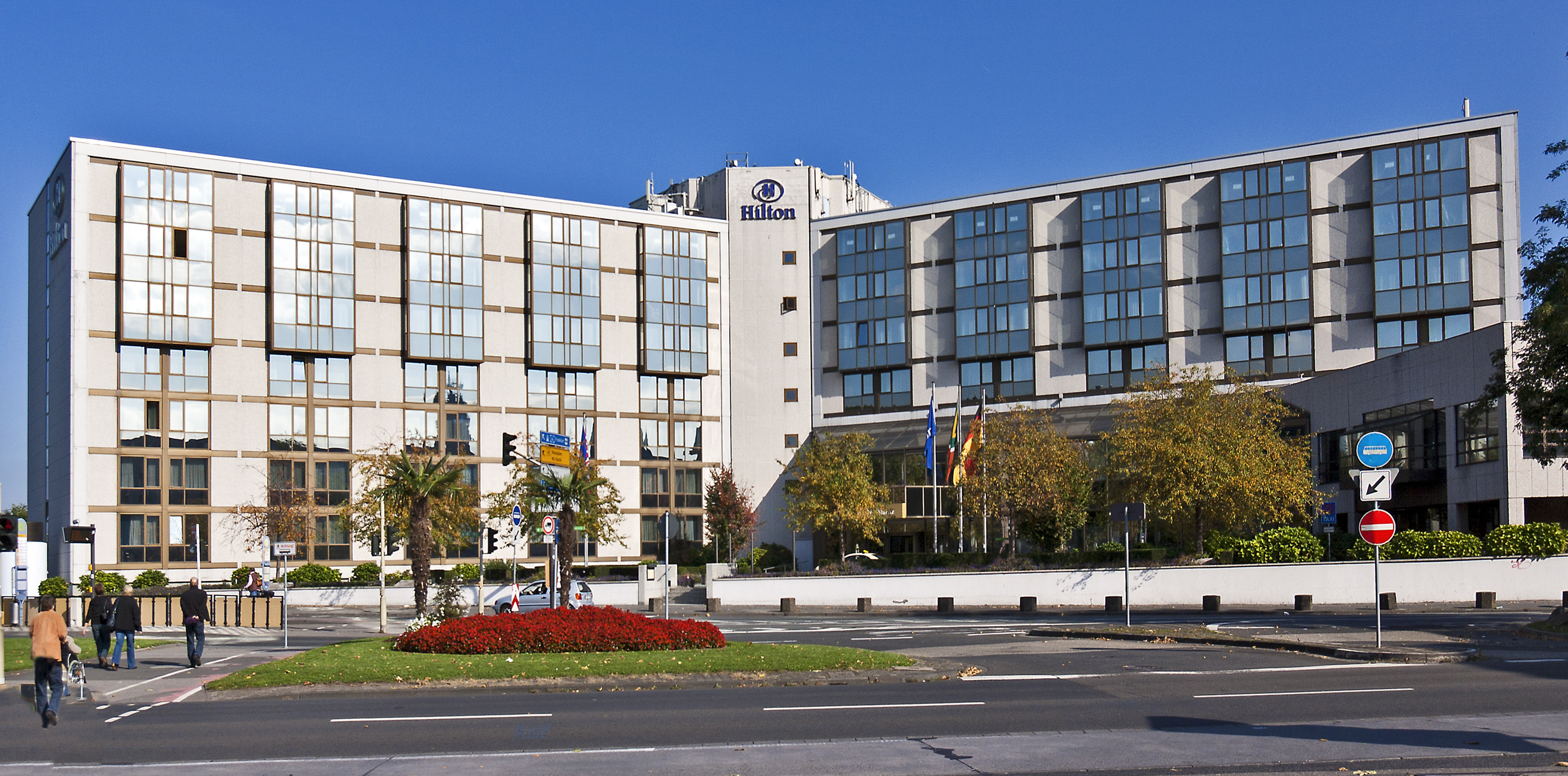
Hilton Mainz, Rheinflügel der 1960er Jahre

Erst nach der Konstitution der westlichen Besatzungszonen zur Bundesrepublik Deutschland konnte man in Mainz von einem vorsichtigen Aufschwung reden. Die Ansiedelung von Industriebetrieben wie der aus Jena „geflüchteten“ Schott-Glasfabrik sorgten für Arbeitsplätze und Geld in der Stadtkasse. Bis Ende der 1950er Jahre kamen 70 Betriebe nach Mainz, die insgesamt 12.000 Arbeitsplätze schufen. Es kann aber nicht behauptet werden, dass Mainz nun vom Sog des Wirtschaftswunders nach oben gezogen wurde. Ewige Provisorien und die Debatte um die Neugliederung der Länder 1955 und den Fortbestand der Universität lähmten die Stadt. Auch der Wiederaufbau der Innenstadt ging nur langsam voran.
Diese und andere Widrigkeiten vor allem in der Frage des Wiederaufbaues und der künftigen Stadtgestaltung führten dazu, dass Mainz noch Ende der 1950er, zum Teil bis in die 1970er sichtbare Kriegsschäden aufwies. Dennoch wurden bis Anfang der 1960er Jahre in Mainz ca. 19.000 Wohnungen und zahlreiche Kommunalbauten sowie Infrastruktur in erheblichem Maße wiederaufgebaut. 1958 wurde der Stadtplaner Ernst May von der Stadtverwaltung als Planungsbeauftragter für die Generalplanung der Stadt Mainz berufen; dieser legte 1961 gemeinsam mit Felix Boesler und Kurt Leibbrand einen Erläuterungsbericht zur Generalplanung der Stadt vor.
Das Jahr 1962 wurde als Jubiläumsjahr des nach dem damals angenommenen Gründungsdatums nunmehr zweitausendjährigen Mainz mit großen Festen und erneuerter Stadtkulisse gefeiert. Schon damals entbrannte über den Termin und die zugrunde liegende Datierung eine Kontroverse, weil die Erwähnung der Stadt aus dem Jahr 38 v. Chr. historisch nicht gesichert war. Die Jubiläumsfeier hatte noch einen weiteren bemerkenswerten Nebenaspekt: Das Land schenkte der Stadt am 21. Juni 1962 62 ha Land am Rande des Ober-Olmer Waldes. Daraus entstand der Stadtteil Lerchenberg, wohin bald das Zweite Deutsche Fernsehen (ZDF) zog. Bis dahin hatte das ZDF trotz der Standort-Zusage von 1961 noch in Wiesbadener und Frankfurter Provisorien residiert. Der nun zur Stadt gehörende Lerchenberg lag weiter von der Stadt entfernt als das noch eigenständige Marienborn. Auch die direkten Nachbargemeinden Finthen und Drais waren damals noch eigenständig. Unter anderem diese Tatsache förderte den Ruf nach weiteren Eingemeindungen, die 1969 erfolgten, als die beschriebenen Stadtteile sowie Hechtsheim, Ebersheim und Laubenheim eingemeindet wurden. 1962 wurde so zu dem Jahr, ab dem Mainz gegenüber den anderen westdeutschen Städten in puncto Wirtschaftswachstum deutlich aufholen konnte. Am 1. April 1963 ging das ZDF auf Sendung, bereits ein Jahr danach kaufte die Stadt 100 ha direkt in der Nachbarschaft und schuf so die Voraussetzungen für die heutige „Fernsehstadt“.
Der am 8. April 1965 zum Oberbürgermeister gewählte Jockel Fuchs führte den Aufbau-Kurs seines Vorgängers Franz Stein weiter: Er schuf die Voraussetzungen für die Ansiedlung des Hilton Hotels am Rhein und holte 1965/66 den Computer-Konzern IBM nach Mainz. Allein dies brachte der Stadt 3.000 Arbeitsplätze. Zudem nahmen Zuwanderung und Gewerbesteueraufkommen sprunghaft zu. Die rasche Zuwanderung führte zur Ausweitung der Stadt über ihre bisherigen Grenzen. Noch heute sind in den Außenbezirken die Bauten der Ansiedlungen aus den 60er Jahren zu sehen. Am 8. Juni 1969 erfolgten dann die schon erwähnten Eingemeindungen der sechs Vororte mit Hilfe der von der CDU-Landesregierung unter Helmut Kohl beschlossenen Gebietsreform. Die Eingemeindungen verdoppelten das Stadtgebiet auf nun 9564 Hektar und eröffneten so Perspektiven, aus denen die Stadt heute noch schöpft.

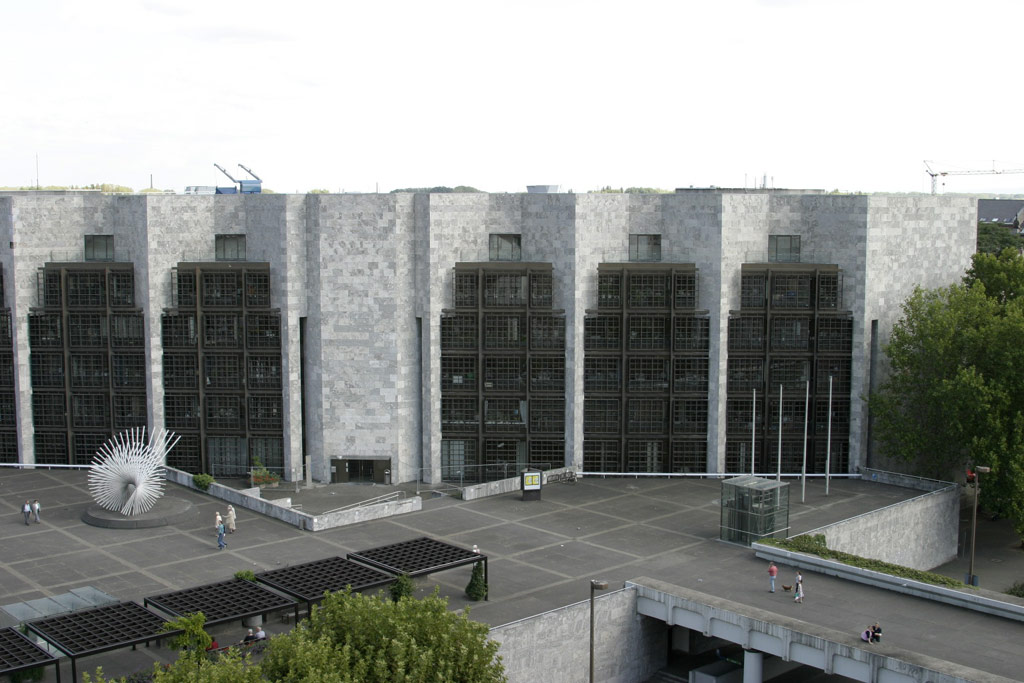
Mainzer Rathaus vom Eisenturm aus fotografiert

Das neue Selbstbewusstsein der Stadt seit 1962 drückte sich auch in neuen Gebäuden für die Verwaltung aus. Schon zwei Jahre vor den Eingemeindungen beschloss die Mehrheit des Stadtrats den Bau eines Rathauses am Rheinufer. Um das Rathaus und seinen Standort hatte es bereits eine jahrelange Kontroverse gegeben, die zum Teil bis in das 19. Jahrhundert zurückreichte. Ein eigentliches Rathaus hatte es in dem seit 1462 von den Vertretern des Erzbischofs und Kurfürsten regierten Mainz nicht gegeben. Der Stadtrat residierte über die Jahrhunderte in verschiedenen Gebäuden, die meistens als „Stadthaus“ firmierten. Nachdem die Debatte Ende der 1950er wieder aufgeflammt war, wurden unter anderem der erweiterte Pulverturm, das Kurfürstliche Schloss und das Gelände „Am Brand“ vorgeschlagen. Nach Beschluss des Stadtrates vom 31. Mai 1967 wurde der Standort auf dem Halleplatz (in unmittelbarer Nähe zum Gelände „Am Brand“) beschlossen, wo das Rathaus nach dem Entwurf des dänischen Architekten Arne Jacobsen schließlich auch gebaut wurde. Es wurde in einen Gesamtkomplex aus dem Einkaufszentrum „Am Brand“ und der neuen Rheingoldhalle, dem Nachfolgebau der zerstörten Stadthalle aus der Gründerzeit, eingebunden. Das Rathaus wurde in einer Festwoche ab dem 31. Dezember 1973 eingeweiht.
Zur Vorbereitung auf das 1000-jährige Jubiläum des Beginns des Dombaus wurden ab 1973 die Domplätze Liebfrauenplatz, Markt, Höfchen und Leichhof nach Plänen der Mainzer Architekten E. Baier, Wolfram Becker und W. Marx zu Fußgängerzonen umgewidmet. Der historische Platzraum wurde damit wiederhergestellt. Die Hauptverkehrsachse des öffentlichen Nahverkehrs, der bis dahin über die Plätze floss, wurde um das Einkaufszentrum „Am Brand“ über die Quintinsstraße geleitet.
Die Stadt wurde ab dem Ende der 1970er Jahre auch häufiger von Staatsoberhäuptern aus aller Welt besucht. 1978 kam Königin Elisabeth II., 1980 Papst Johannes Paul II., 30. Mai 1989 US-Präsident George H. W. Bush, 2000 der französische Präsident Jacques Chirac und 2001 Großherzog Henri von Luxemburg. Am 23. Februar 2005 war US-Präsident George W. Bush in der Stadt.

## 21. Jahrhundert

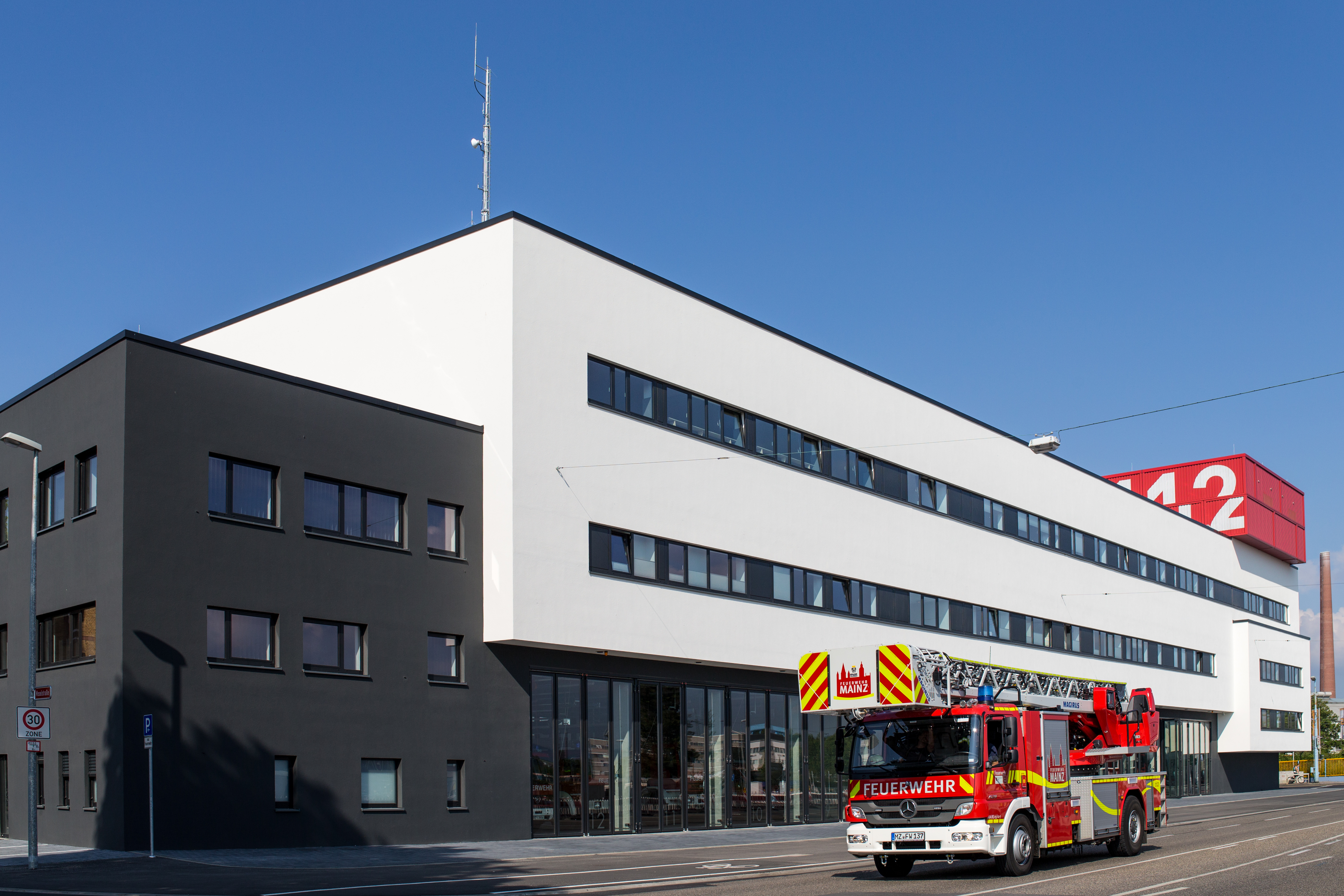
Die neue Feuerwache 2 der Berufsfeuerwehr und Freiwilligen Feuerwehr Mainz-Stadt in der Rheinallee in der Mainzer Neustadt wurde im April 2014 eröffnet.

Das Jahr 2000 beging die Stadt als Gutenberg-Jahr, der größte Sohn der Stadt war vom TIME-Magazin zum „Man of the Millennium“ gekürt worden. Im gleichen Jahr fand zum ersten Mal der Gutenberg-Marathon statt. Unter Jürgen Klopp stieg der 1. FSV Mainz 05 zum ersten Mal in seiner Vereinsgeschichte 2004 in die erste Fußball-Bundesliga auf, 2009 wurde das neue Fußballstadion des Vereins bezogen. Erfolgreich waren zwischen 2007 und 2014 die Kunstradsportlerinnen Katrin Schultheis und Sandra Sprinkmeier die in diesem Zeitraum sechsmal das Regenbogenfarbene Weltmeistertrikot im Zweier-Kunstradfahren erreichen konnten.
2010 wurde die Neue Synagoge eingeweiht. Für 2011 wurde Mainz vom Stifterverband für die Deutsche Wissenschaft zur Stadt der Wissenschaft gekürt und der Zoll- und Binnenhafen Mainz von der Neustadt rheinabwärts auf die Ingelheimer Aue verlegt, auf dem seitdem der Containerumschlag stattfindet, auf dem ehemaligen Hafengelände entsteht seitdem ein neues Wohn- und Dienstleistungsquartier. 2012 wird Michael Ebling Oberbürgermeister, die Verkehrsbetriebe führen mit MVGmeinRad ein Mietradsystem im Stadtgebiet ein, und der Autobahntunnel bei Hechtsheim wird fertig gestellt. Zusammen mit der Nachbarstadt Wiesbaden wird 2013 eine gemeinsame Umweltzone eingerichtet, es war damit die erste in Rheinland-Pfalz und gleichzeitig die erste länderübergreifende Umweltzone.
Im Dezember 2016 wurde eine neue Straßenbahnstrecke vom Hauptbahnhof in den Stadtteil Lerchenberg, die sogenannte Mainzelbahn eröffnet. Der zentrale Festakt zum Tag der Deutschen Einheit fand unter dem Motto „Zusammen sind wir Deutschland“ 2017 in der Innenstadt statt. Im ersten Bürgerentscheid der Mainzer Stadtgeschichte entschieden sich 2018 mit über 77 Prozent gegen einen „Bibelturm“ als Erweiterungsbau für das Gutenberg-Museum, die Wahlbeteiligung lag jedoch nur bei rund 40 Prozent.

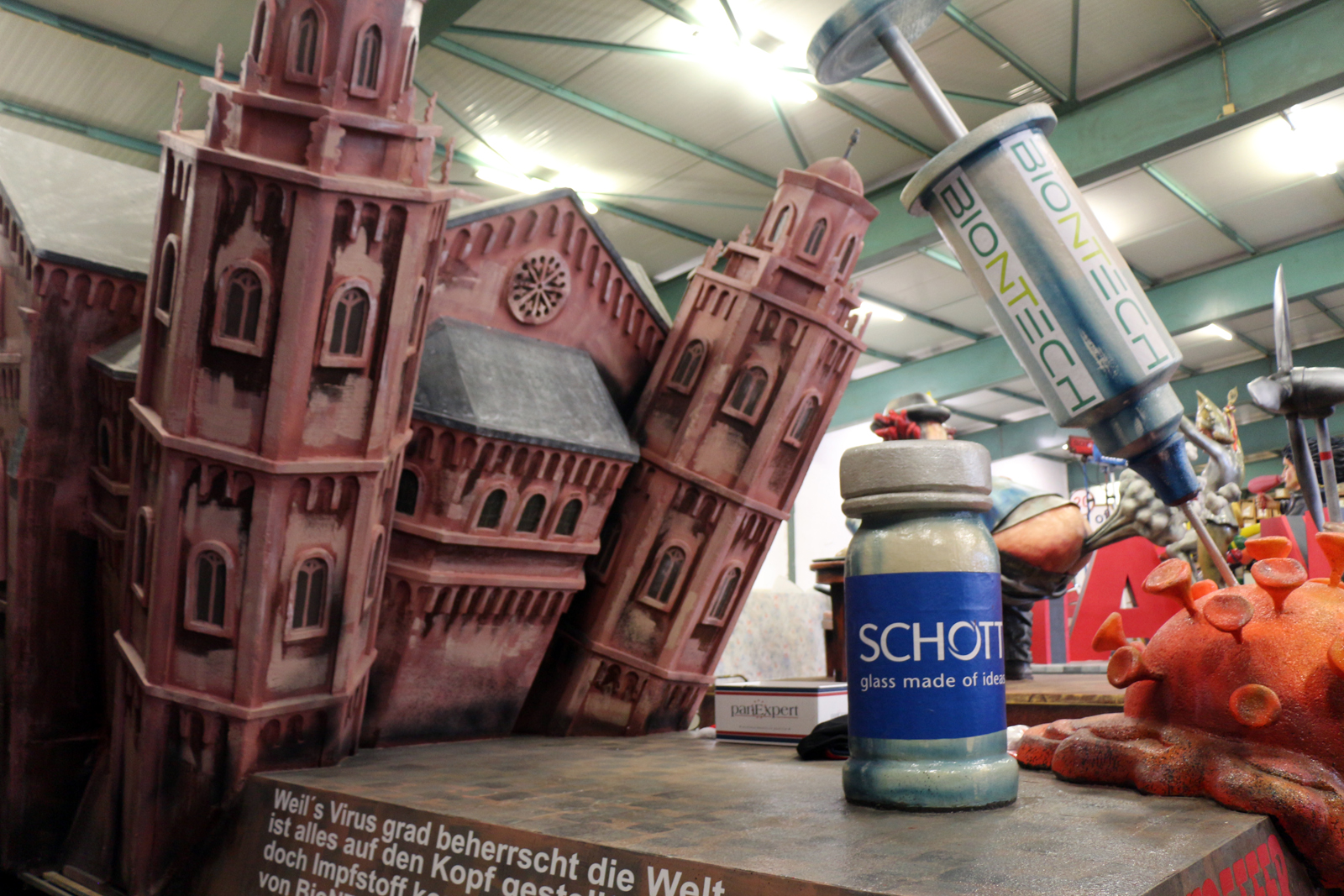
Rosenmontag-Motivwagen mit Dom, Schott-Fläschchen und Biontech-Spritze, die das Corona-Virus bekämpft

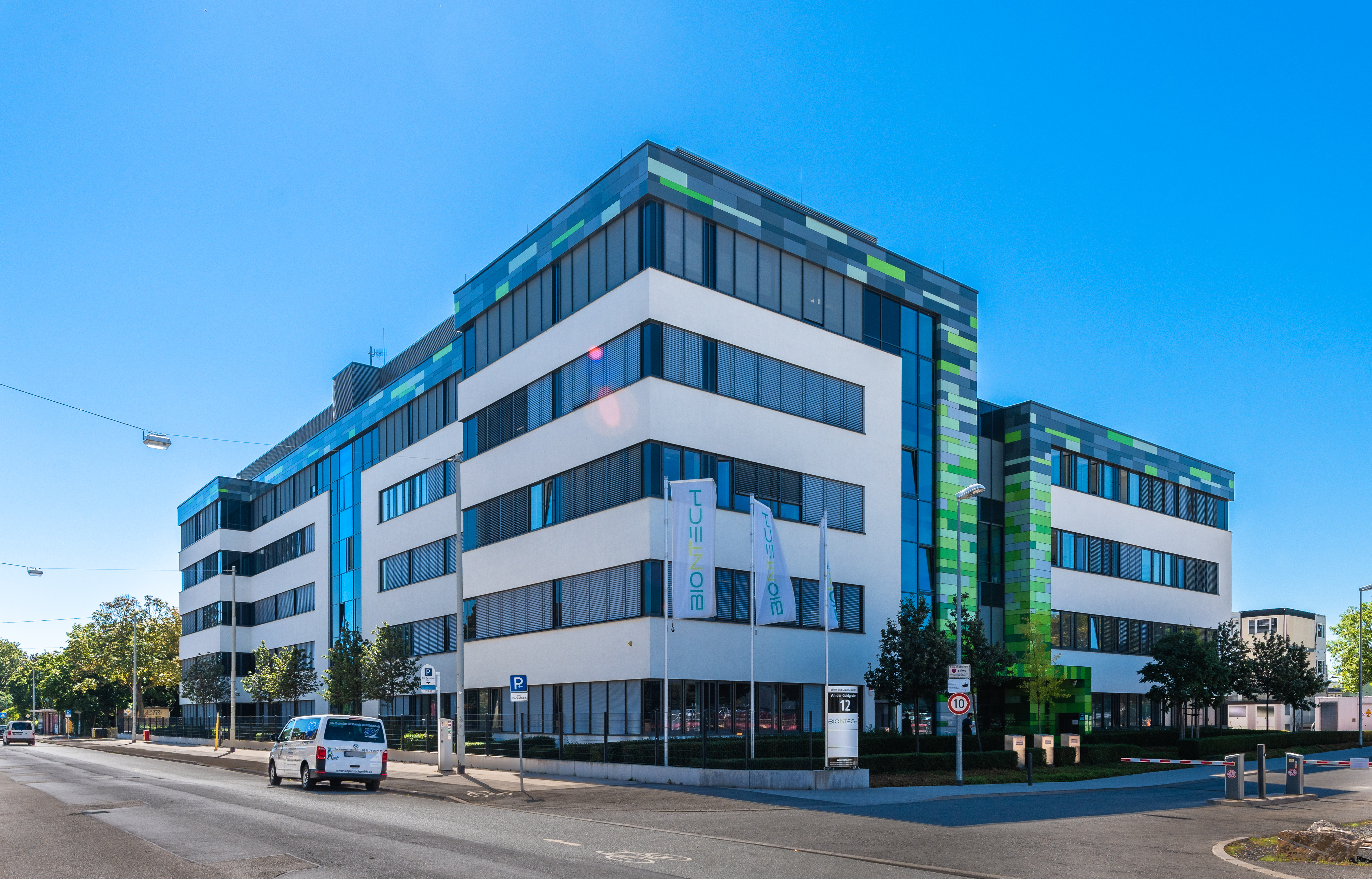
An der Goldgrube 12, Mainz-Oberstadt; Hauptsitz von Biontech

Die ganze Welt wird 2020 von der COVID-19-Pandemie heim gesucht, einer der Impfstoffe (BNT162b2) wurde von BioNTech in Mainz entwickelt. Ebenfalls in Mainz wird das Pharmarohr für die Injektionsfläschchen bei der Schott Pharma hergestellt.
Durch die Pandemie und die Geschäftsschließungen sinkt auch die Feinstaubbelastung in der Innenstadt. Ein mögliches Diesel-Fahrverbot ist erst mal auf Eis gelegt. Zur Emissionsreduzierung herrscht seit Sommer 2020 in der Innenstadt überwiegend Tempo 30. Auch auf der vielbefahrenen Rheinschiene (Rheinallee und Rheinstraße) und der Bundesstraße 40 vom Pariser Tor über die Kaiserstraße bis zur Theodor-Heuss-Brücke. Am 1. November 2020 stimmen die Wiesbadener gegen die Citybahn, die von Mainz über Wiesbaden nach Bad Schwalbach geführt hätte.
Am 27. Juli 2021 ernannte das UNESCO-Welterbekomitee das jüdischen Kulturerbe in Speyer, Worms und Mainz (die drei SchUM-Städte) zum Weltkulturerbe. Zu diesem Anlass kam am 1. Februar 2023 Bundespräsident Frank-Walter Steinmeier nach Mainz um die entsprechende Urkunde zu überreichen.
Zu einer wahren „Goldgrube“ hat sich das in der gleichnamigen Straße sitzende Unternehmen Biontech entwickelt. Durch die entsprechende Gewerbesteuereinnahmen wurde es der Stadt Mainz möglich, nicht nur Schulden zu bedienen, sondern auch investieren zu können.
Am Mittwoch, 5. Oktober 2022 fand der erste offizielle Staatsbesuch des belgischen Königspaars Philippe und Mathilde in Rheinland-Pfalz statt. In Mainz wurde unter anderem das Biotechnik-Unternehmen Biontech, sowie das Gutenberg-Museum besucht. Am Römischen Kaiser wurde sich ins Goldene Buch der Stadt eingetragen. Der Abschluss fand in der Staatskanzlei statt.
Nach 10 Jahren im Amt des Oberbürgermeisters wurde Michael Ebling, wegen des Rücktritts von Roger Lewentz, neuer Innenminister von Rheinland-Pfalz. Am 12. Februar 2023 standen zwei Kandidatinnen und fünf Kandidaten für seine Nachfolge als Oberbürgermeister von Mainz zur Wahl. In der Stichwahl am 5. März siegte der parteilose Nino Haase über Christian Viering (Grüne). Nino Haase wurde am 22. März 2023 als siebter Oberbürgermeister seit Kriegsende gewählt. Die SPD konnte damit nach 74 Jahren erstmals nicht mehr den Oberbürgermeister in Mainz stellen.
Eine Neugestaltung des Mainzer Rheinufers, basierend auf dem „Rahmenplan Rheinufer“ zwischen Theodor-Heuss-Brücke und Kaisertor wurde erstellt und beschlossen. Auf rund 6.000 Quadratmetern werden Flächen entsiegelt und mehr Grünanlagen geschaffen.